# 24. August
Der 24. August ist der 236. Tag des gregorianischen Kalenders (der 237. in Schaltjahren), somit bleiben 129 Tage bis zum Jahresende.

## Ereignisse

### Politik und Weltgeschehen
- 0410: Die Westgoten unter Alarich I. erobern und plündern Rom.
- 1215: Papst Innozenz III. verwirft die vom englischen König Johann Ohneland innenpolitisch ausgehandelte Magna Carta und droht den ihr Gehorchenden die Exkommunikation an.
- 1217: Im ersten Krieg der Barone besiegen königstreue Engländer in der Seeschlacht von Sandwich eine Flotte der Gegenpartei, die den französischen Kronprinzen Ludwig unterstützt.
- 1218: Im Fünften Kreuzzug gelingt es den Europäern mit Hilfe eines von Thomas Olivier ersonnenen Schiffsturmes, den Kettenturm von Damiette in Ägypten zu erobern. Sie gewinnen damit die Kontrolle über den einzigen schiffbaren Seitenarm des Nils.
- 1335: Im Vertrag von Trentschin mit Böhmen gibt König Kasimir III. alle polnischen Ansprüche auf Territorien der schlesischen Piasten auf. Diese Gebietsabgrenzung zwischen Polen und Schlesien bleibt weitgehend mehr als 600 Jahre bestehen.
- 1349: Beginn eines Pogroms gegen die Juden in Köln, die der Schuld an der Pest verdächtigt werden. Mehrere tausend Menschen verlieren ihr Leben oder werden vertrieben, das jüdische Viertel wird vom Mob niedergebrannt.
- 1499: Geführt vom spanischen Seefahrer Alonso de Ojeda kreuzen die ersten Europäer im Golf von Venezuela und der Maracaibo-See. An Bord seines Schiffes sind auch die Kartografen Juan de la Cosa und Amerigo Vespucci.
- 1511: Afonso de Albuquerque erobert die Stadt Malakka für die Portugiesen und gewinnt damit die Kontrolle über die Straße von Malakka, den Weg zu den Gewürzinseln Molukken.

1572: Bartholomäusnacht

- 1572: Während der Bartholomäusnacht werden zwischen 2000 und 10.000 Hugenotten in Paris ermordet.

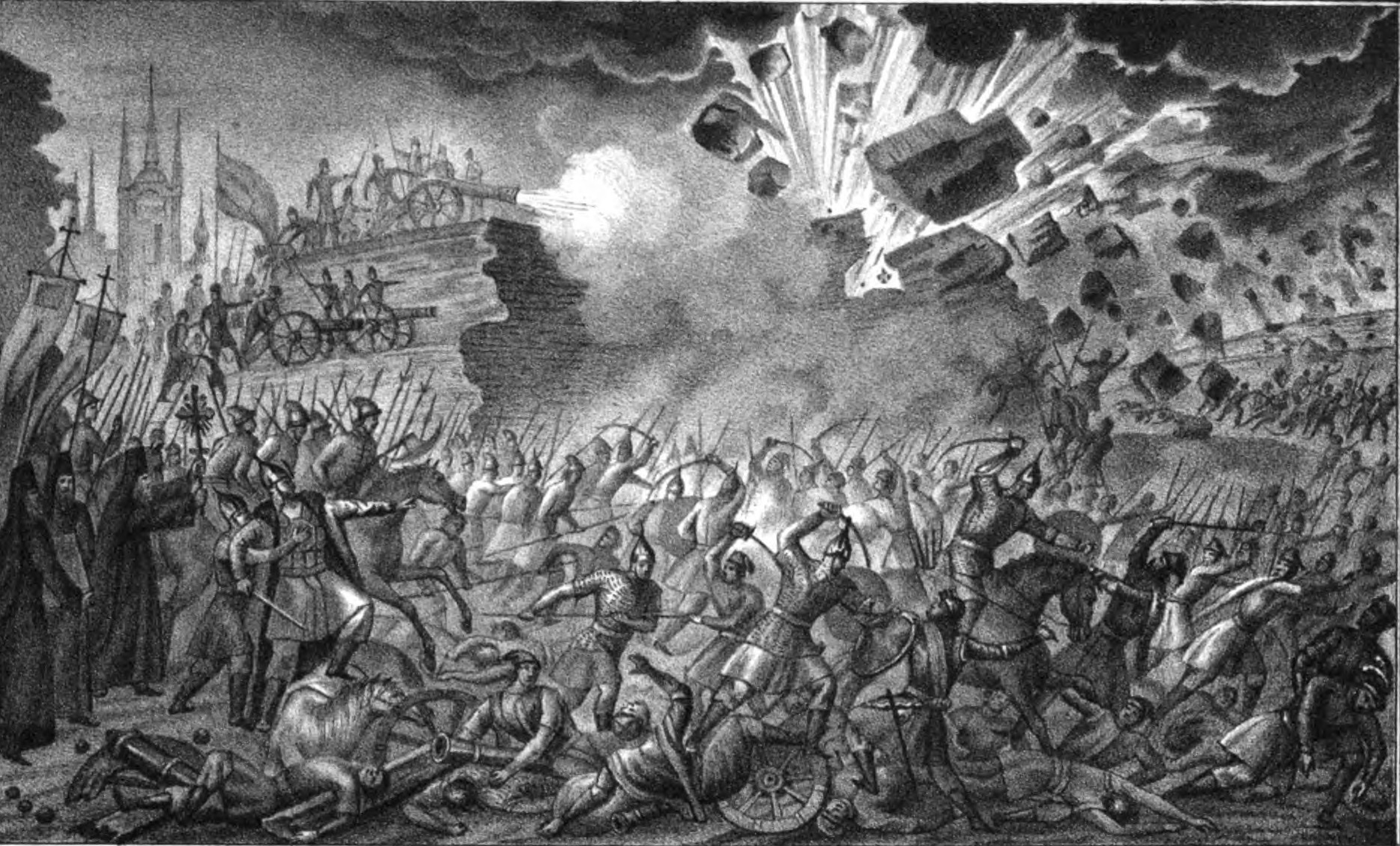
1581: Belagerung von Pskow

- 1581: Die Belagerung von Pskow im Zarentum Russland während des Livländischen Krieges beginnt. Jan Zamoyski und König Stephan Báthory belagern die Stadt bis zum 8. Februar 1582.
- 1690: Job Charnock gründet eine Niederlassung der Britischen Ostindien-Kompanie am Ufer des Flusses Hugli. Aus der Ansiedlung entsteht die Stadt Kalkutta.

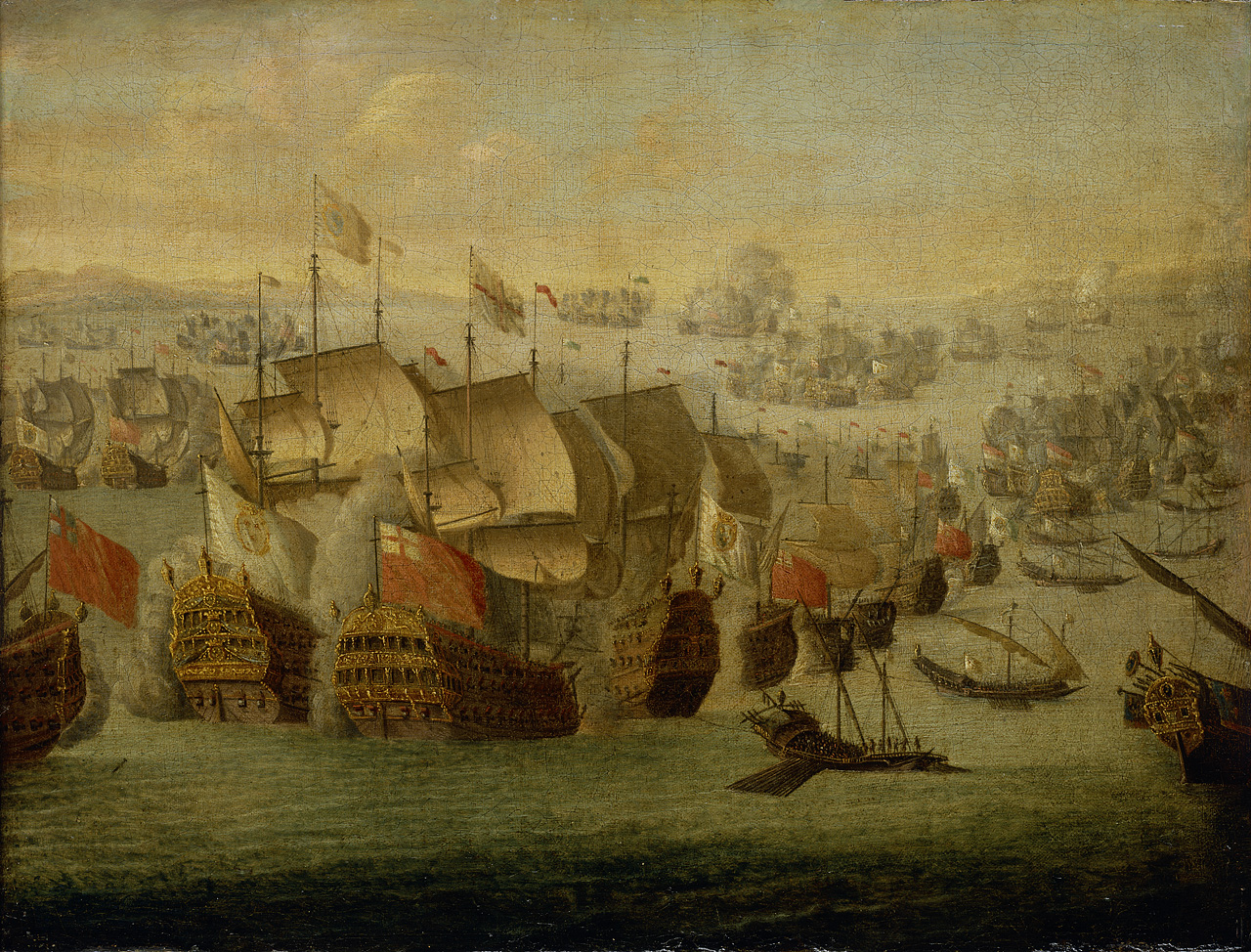
1704: Schlacht von Vélez-Málaga

- 1704: Die Schlacht bei Vélez-Málaga endet mit einem strategischen Sieg der niederländisch-englischen Flotte über französische Kriegsschiffe. Die Auseinandersetzung wird als größte Seeschlacht im Spanischen Erbfolgekrieg angesehen.
- 1796: Im Ersten Koalitionskrieg besiegt Erzherzog Karl von Österreich in der Schlacht bei Amberg die französischen Revolutionstruppen unter dem Befehl von Jean-Baptiste Jourdan.
- 1801: Im Vertrag von Paris erhält Bayern die Zusage Napoleon Bonapartes, für den Verlust seiner linksrheinischen Besitzungen in naher Zukunft entschädigt zu werden. Der Vertrag ist ein Ausfluss der machtpolitischen Annäherung Bayerns an Frankreich.
- 1802: Weil der Friede von Lunéville offene Detailpunkte enthält, tritt in Regensburg eine außerordentliche Reichsdeputation zusammen. Es gilt, die Auswirkungen aus der Abtretung linksrheinischer Gebiete an Frankreich zu regeln. Die Beratungen münden 1803 in den Reichsdeputationshauptschluss.

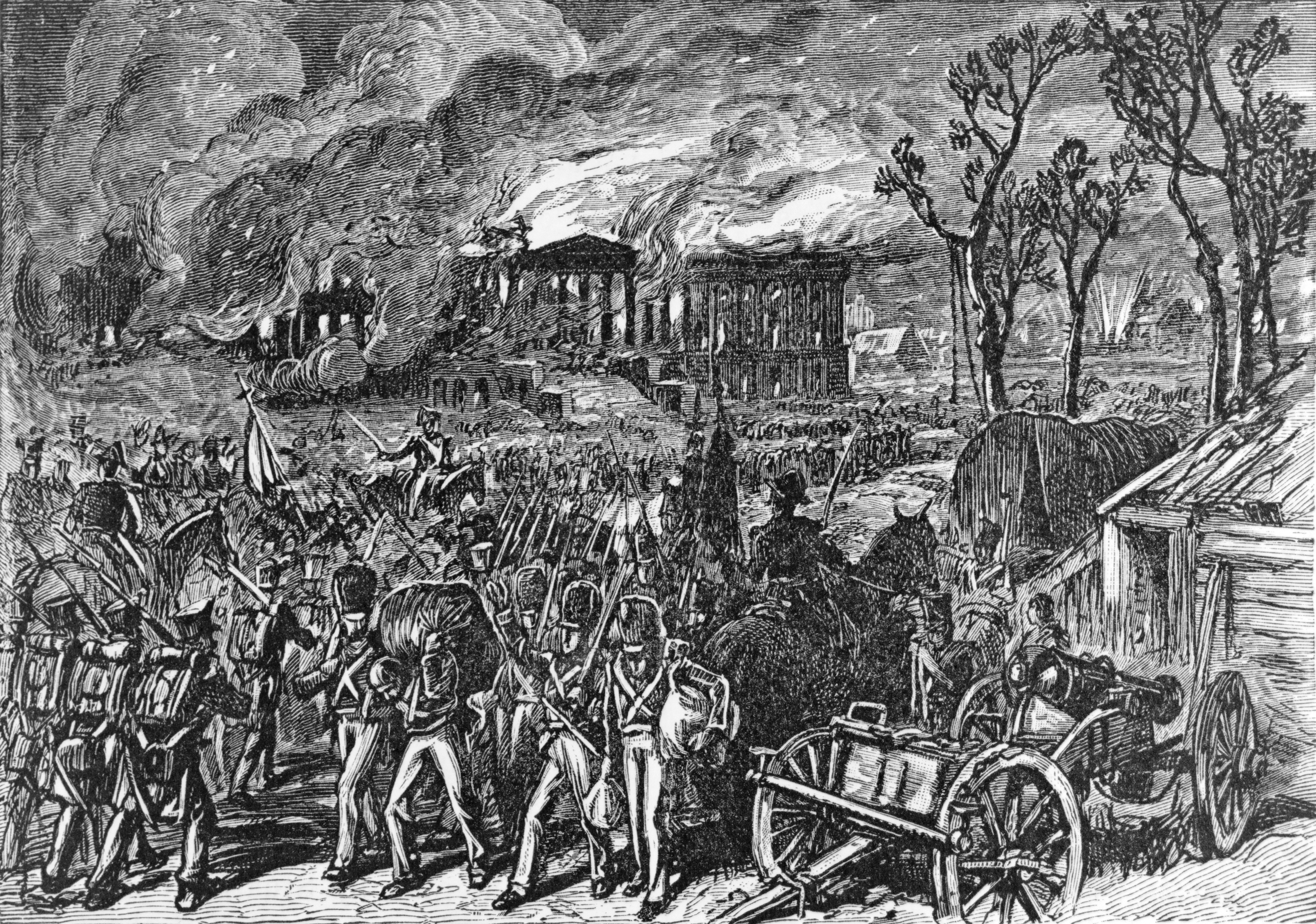
1814: Eroberung von Washington

- 1814: Im Britisch-Amerikanischen Krieg besiegt eine 4500 Mann starke britische Armee in der Schlacht bei Bladensburg eine über 7000 Mann umfassende amerikanische Milizarmee und erobert die US-Hauptstadt Washington. Das Kapitol wird zerstört, das Weiße Haus beschädigt. Präsident James Madison flieht mit seiner Regierung nach Virginia.
- 1820: In Porto bricht ein Aufstand von Offizieren aus. Die Liberale Revolution in Portugal zielt auf die Rückkehr des in Brasilien residierenden Königs Johann VI., die Schaffung einer konstitutionellen Monarchie und den Abzug im Lande weilender britischer Militärs ab.
- 1821: Der mexikanische Feldherr Agustín de Iturbide und der ohne spanischen Auftrag handelnde Vizekönig Juan O’Donojú schließen den Vertrag von Córdoba. Er bildet die Basis für die Unabhängigkeit Mexikos und sieht dort eine konstitutionelle Monarchie vor.
- 1828: Die Niederlande bilden als Kolonialmacht eine Verwaltung in Niederländisch-Neuguinea und unterstreichen damit ihre Besitzansprüche auf die Insel.
- 1866: Die letzte Bundesversammlung des Deutschen Bundes in Augsburg führt zu seiner Selbstauflösung.
- 1912: Der bisherige District of Alaska wird in das Alaska-Territorium umgewandelt. Als Territorium hat es den Status eines der Regierungsgewalt der US-amerikanischen Bundesregierung direkt unterstehenden Gebiets ohne den Status eines Bundesstaats.

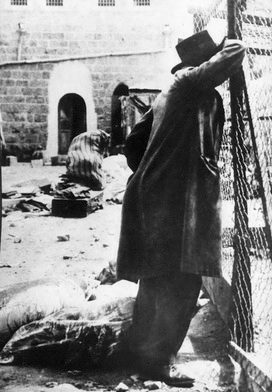
1929: Nach dem Hebron-Massaker

- 1929: Das zweitägige Massaker von Hebron kostet 67 Menschen das Leben und führt zur Vertreibung aller Juden aus der Stadt. Sie verlieren alles Hab und Gut, das sie nicht tragen können.
- 1936: Hitler lässt die am 16. März 1935 entgegen den Bestimmungen des Friedensvertrags von Versailles wiedereingeführte Wehrpflicht auf eine Wehrzeit von zwei Jahren verlängern.
- 1939: Deutschland und die Sowjetunion einigen sich in Moskau auf einen Nichtangriffspakt, den Hitler-Stalin-Pakt. Der auf den 23. August datierte Vertrag wird wegen längerer Verhandlungsdauer erst nach Mitternacht mit den Unterschriften der Außenminister Molotow und von Ribbentrop versehen.
- 1952: Britische Truppen evakuieren den Suezkanal.
- 1953: Der Zebrastreifen wird in die westdeutsche Straßenverkehrsordnung aufgenommen.
- 1954: US-Präsident Dwight D. Eisenhower unterschreibt den Communist Control Act of 1954, ein Gesetz, das die Mitgliedschaft in und die Unterstützung der Kommunistischen Partei der USA (CPUSA) kriminalisiert.
- 1954: Der brasilianische Präsident Getúlio Vargas tötet sich mit einem Pistolenschuss selbst, nachdem er am Tag zuvor wegen einer vorausgegangenen Attentatsaffäre die Unterstützung des Militärs verloren hat. An seine Stelle tritt João Café Filho.
- 1961: Elf Tage nach der Grenzschließung zu West-Berlin stirbt der DDR-Bürger Günter Litfin bei einem Fluchtversuch. Er ist der erste Mensch, der an der Berliner Mauer durch Schüsse ums Leben kommt.
- 1967: Auf der Genfer Abrüstungskonferenz einigen sich die USA und die UdSSR nach fünfjähriger Verhandlungszeit auf den Entwurf eines Atomwaffensperrvertrags.
- 1968: Frankreich zündet seine erste Wasserstoffbombe.

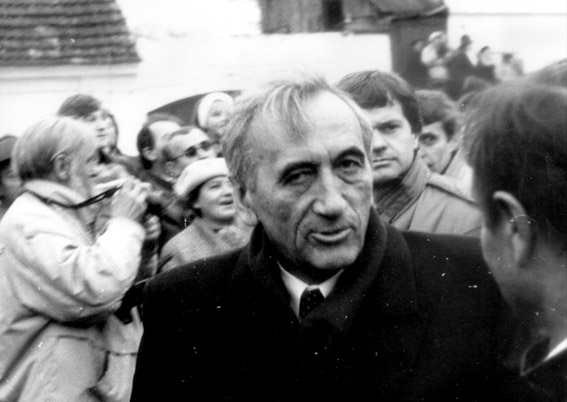
1989: Tadeusz Mazowiecki

- 1989: Tadeusz Mazowiecki wird erster nichtkommunistischer Ministerpräsident Polens nach dem Zweiten Weltkrieg.
- 1991: Das ukrainische Parlament proklamiert die Unabhängigkeit von der Sowjetunion.
- 1992: Am dritten Tag der ausländerfeindlichen Ausschreitungen in Rostock-Lichtenhagen kommt es zu einem Brandanschlag auf ein von Vietnamesen bewohntes Haus.
- 1994: Beim Versuch, eine in Klagenfurt vor einer zweisprachigen Schule entdeckte Rohrbombe zu entschärfen, werden dem Polizisten Theo Kelz beide Hände weggesprengt. Als Bombenleger wird Franz Fuchs ermittelt.
- 2006: Der Türke Murat Kurnaz kommt nach viereinhalbjähriger Haft aus dem Gefangenenlager der Guantanamo Bay Naval Base frei.

### Wirtschaft
- 1569: In Bad Harzburg wird das erste Salz gewonnen.
- 1853: Kartoffelchips werden zum ersten Mal zubereitet.

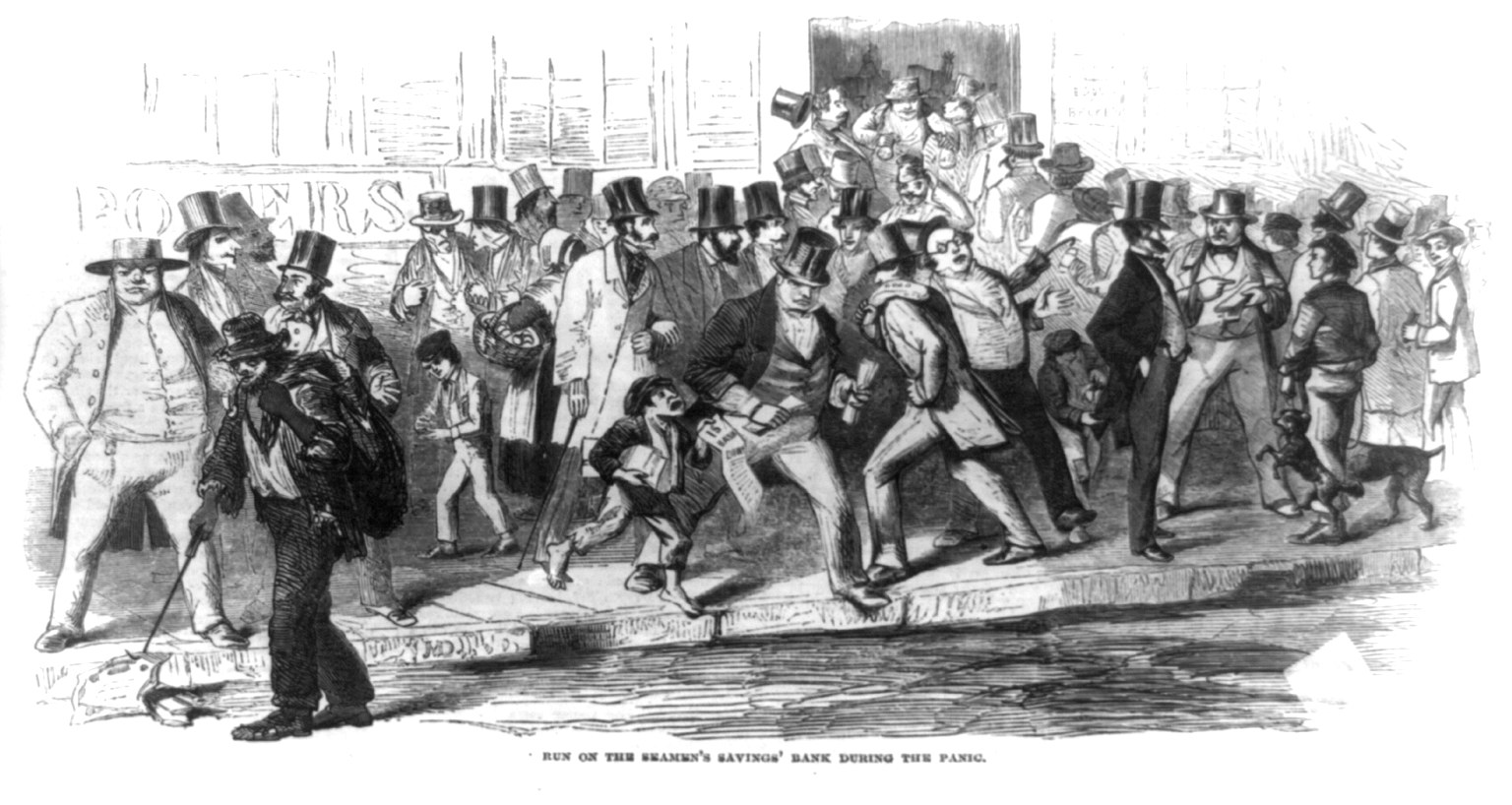
1857: Bankansturm

- 1857: Die Zahlungseinstellung einer New Yorker Bank löst die Wirtschaftskrise aus. Die Krise greift auf die gesamte Welt über.
- 1894: In der mährischen Stadt Zlín wird der Schuhhersteller Bata gegründet.
- 1995: Das Betriebssystem für Personalcomputer Windows 95 von Microsoft erscheint in den USA.
- 2011: Steve Jobs tritt vom Posten des CEO der Firma Apple zurück.

### Wissenschaft und Technik
- 1617: Die Fruchtbringende Gesellschaft, die älteste deutsche Sprachgesellschaft, wird in Weimar ins Leben gerufen.
- 2000: Im Wissenschaftsmagazin Nature wird das Entdecken der einzigen bekannten Argon-Verbindung Argonfluorohydrid von einer Forschergruppe um den finnischen Chemiker Markku Räsänen in Helsinki mitgeteilt.

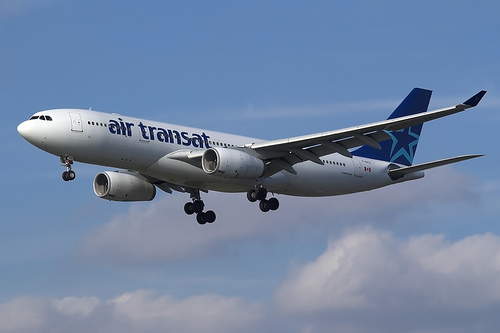
2001: Air Transat Airbus A330-200 C-GITS

- 2001: Auf dem Weg von Toronto nach Lissabon geht einem Airbus A330 auf dem Air-Transat-Flug 236 über dem Atlantik der Kraftstoff aus. Nach dem bislang längsten Gleitflug eines Strahlflugzeugs können die Piloten die Maschine mit 293 Passagieren und 13 Besatzungsmitgliedern an Bord auf der Azoreninsel Terceira notlanden.
- 2006: Auf der 26. Vollversammlung der Internationalen Astronomischen Union wird die Entscheidung gefällt, Pluto den Planetenstatus abzuerkennen und ihn in die neudefinierte Klasse der Zwergplaneten einzuordnen.
- 2016: Die Entdeckung des erdnächsten Exoplaneten Proxima Centauri b wird bekanntgegeben. Er umläuft seine Sonne, einen Roten Zwerg, in der habitablen Zone.

### Kultur
- 1794: In der Schrift Rapport sur les destructions opérées par le vandalisme prangert der französische Priester Henri Grégoire die Zerstörungswut der radikalen Jakobiner während der Revolution an und verwendet dabei erstmals die Vokabel Vandalismus.

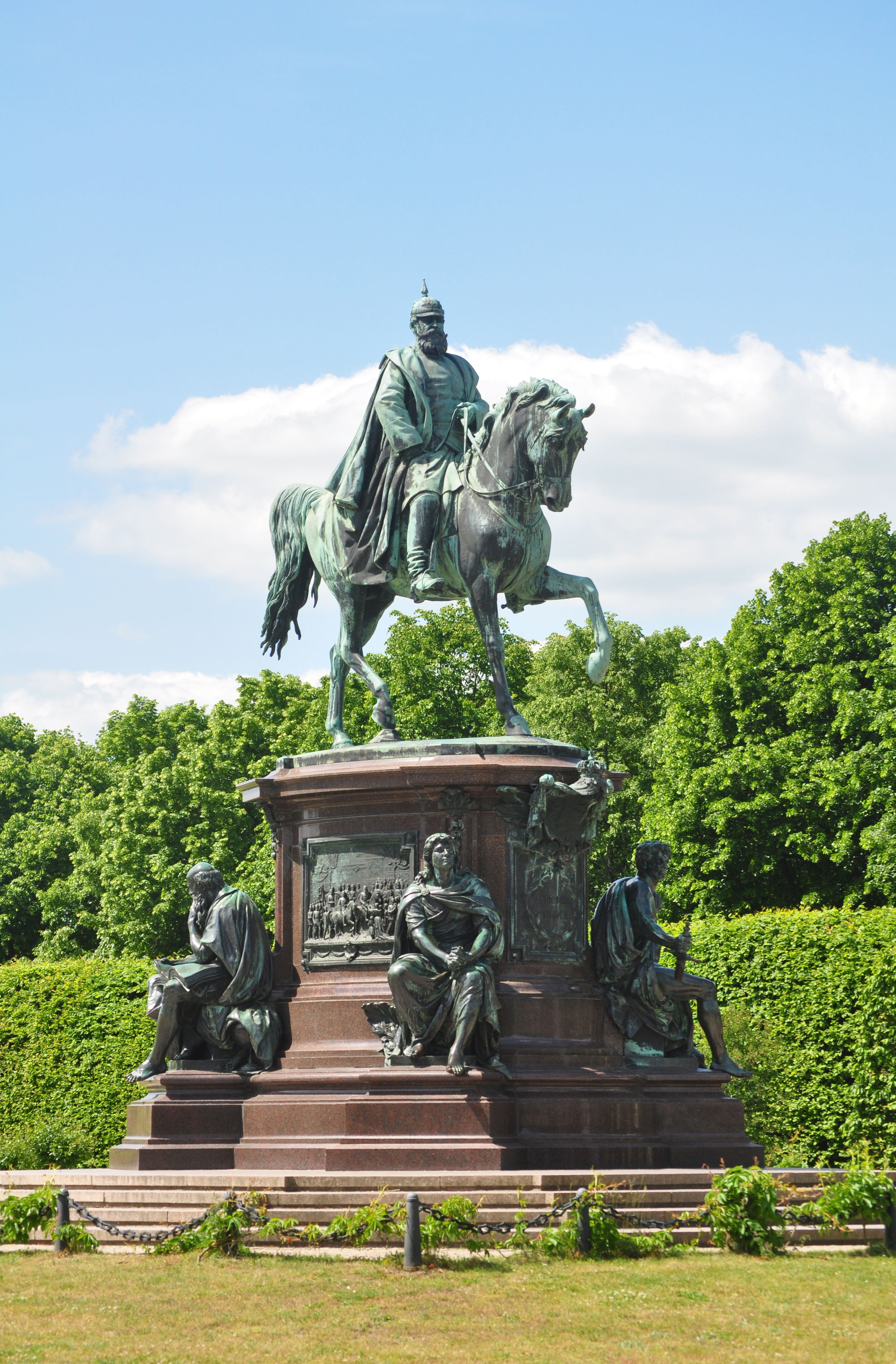
1893: Reiterdenkmal

- 1893: Im Schweriner Schlossgarten findet die feierliche Enthüllung des Reiterdenkmals des Großherzogs Friedrich Franz II. – ein Hauptwerk des Bildhauers Ludwig Brunow – statt.
- 1948: Bei Ausgrabungen in den Weinberghöhlen im bayerischen Mauern wird die Venus von Mauern gefunden, eine Venusfigurine aus der jüngeren Altsteinzeit.
- 1990: Die Diddl-Maus wird von Thomas Goletz erstmals skizziert.

### Gesellschaft
- 2012: Der norwegische Massenmörder Anders Behring Breivik wird vom Osloer Amtsgericht entgegen dem Antrag der Staatsanwaltschaft für zurechnungsfähig erklärt und wegen Mordes an 77 Menschen zu 21 Jahren Haft mit anschließender Sicherungsverwahrung verurteilt.

### Katastrophen
- 0 79: Bei einem Ausbruch des Vesuv werden die römischen Städte Pompeji, Herculaneum und Stabiae verschüttet. Durch den Bericht des römischen Schriftstellers Plinius der Jüngere, dessen Onkel Plinius der Ältere bei dem Vulkanausbruch ums Leben kommt, handelt es sich um die erste detailliert dokumentierte Naturkatastrophe.

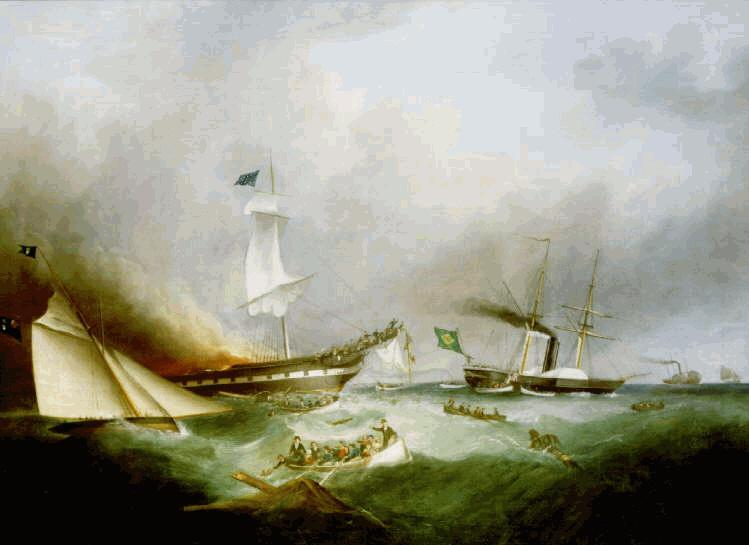
1848: Die brennende Ocean Monarch

- 1848: Vor Llandudno an der walisischen Küste geht die Bark Ocean Monarch in Flammen auf. In der Nähe befindliche Schiffe können 208 Menschen retten, doch 178 Passagiere und Besatzungsmitglieder kommen um.
- 1866: In Wien verbreitet sich eine Cholera-Epidemie. Die Seuche war zuvor im preußischen Heer ausgebrochen, das während des Deutschen Kriegs nach Österreich vorgerückt war. Auch in Niederösterreich wütet der Erreger, der bis November ungefähr 15.000 Menschen das Leben kostet.
- 1921: Das Starrluftschiff R38/ZR II verunglückt bei seiner vierten Testfahrt. Dabei kommen 44 Menschen ums Leben.
- 1992: Der Hurrikan Andrew verwüstet Florida und die Bahamas.
- 2016: In Mittelitalien ereignet sich das Erdbeben von Accumoli.

Kleinere Unglücksfälle sind in den Unterartikeln von Katastrophe und in der Liste von Katastrophen aufgeführt.

### Natur und Umwelt
- 1960: Bei der sowjetischen Wostok-Station in Ostantarktika wird mit −88,3 °C die bis dahin tiefste Lufttemperatur der Erde gemessen.

### Sport

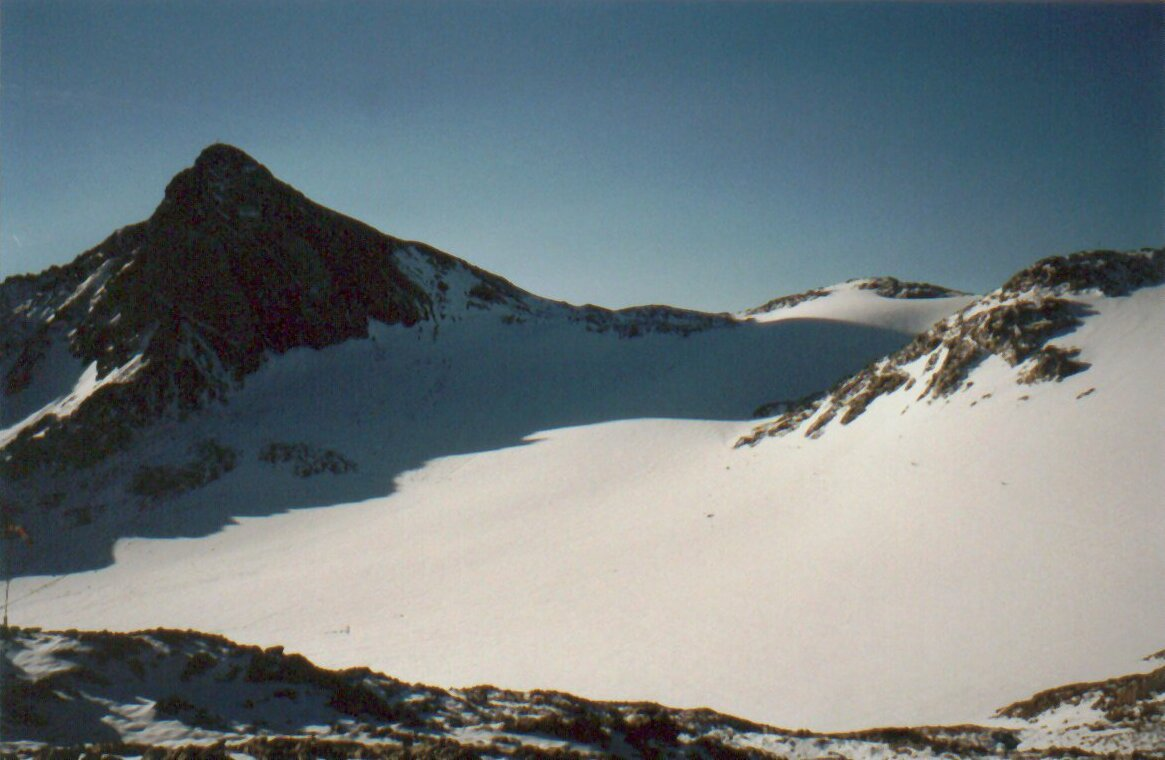
1610: Schesaplana

- 1610: Die Schesaplana, der höchste Berg im Rätikon, wird erstmals von der Dreiergruppe Christa Barball, Claus Manall und David Pappus von Tratzberg bezwungen.
- 1875: Der Brite Matthew Webb durchschwimmt als erster Mensch den Ärmelkanal. Die Ankunft erfolgt am 25. August
- 1926: Max Schmeling besiegt Max Diekmann und wird im Alter von 21 Jahren deutscher Meister im Halbschwergewicht.
- 1963: In der Bundesrepublik Deutschland findet der erste Spieltag der Fußball-Bundesliga statt, an der 16 Vereine teilnehmen. Das ZDF strahlt zum ersten Mal Das aktuelle Sportstudio aus.
- 1996: Der Tänzer und Choreograph James Saunders verliert bei einer Tanzperformance im Kölner Museum Ludwig den Halt und stürzt vor den Augen des Publikums mehrere Stockwerke tief in den Tod.
- 2008: Mit der Schlussfeier enden die seit 8. August laufenden XXIX. Olympischen Sommerspiele in Peking. IOC-Präsident Jacques Rogge erklärt die Spiele für beendet.

Einträge von Leichtathletik-Weltrekorden befinden sich unter der jeweiligen Disziplin unter Leichtathletik.

## Geboren

### Vor dem 16. Jahrhundert
- 1076: al-Mustaʿlī bi-Llāh, Kalif der Fatimiden
- 1113: Gottfried V., Graf von Anjou, Tours und Maine sowie Herzog der Normandie
- 1198: Alexander II., schottischer König
- 1248: Bartholomeus von Capua, italienischer Jurist und Funktionär der Königreiche Sizilien und Neapel
- 1336: Jakob IV., Titularkönig von Mallorca
- 1358: Johann I., kastilischer König

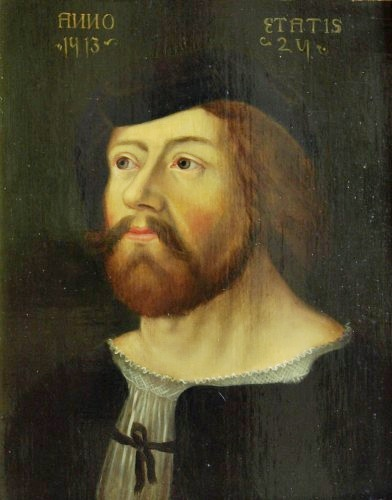
Otto I. (* 1390)

- 1390: Otto I., Pfalzgraf von Pfalz-Mosbach
- 1393: Arthur III., Connétable von Frankreich und Herzog von Bretagne
- 1413: Borso d’Este, italienischer Herzog von Modena
- 1420: Albrecht von Eyb, deutscher Humanist und Schriftsteller
- 1463: Jakob von Oldenburg-Delmenhorst, deutscher Adliger und Pirat
- 1487: Bartholomäus Bernhardi, lutherischer Theologe
- 1492: Bartholomaeus Rieseberg, deutscher Theologe
- 1495: Otto I., Herzog von Braunschweig-Harburg

### 16./17. Jahrhundert

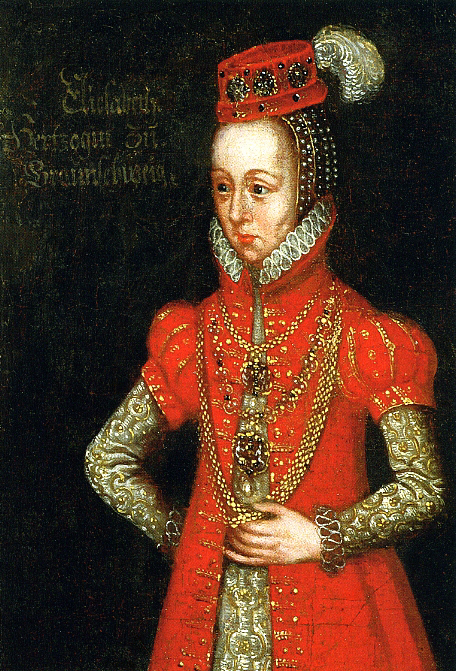
Elisabeth von Brandenburg (* 1510)

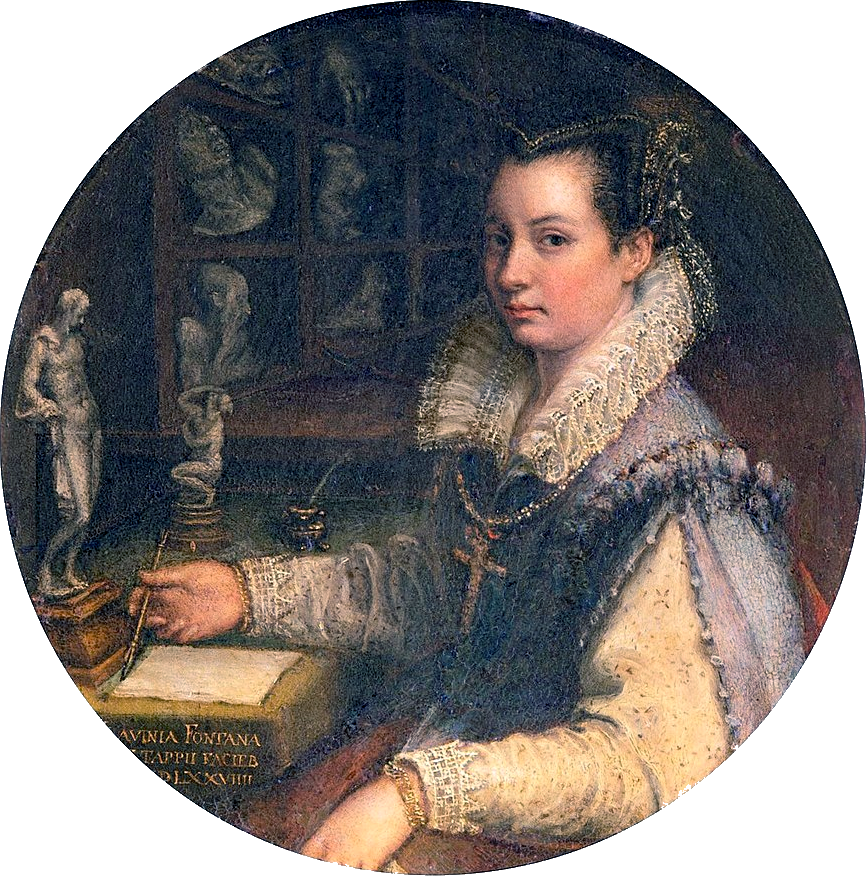
Lavinia Fontana (* 1552)

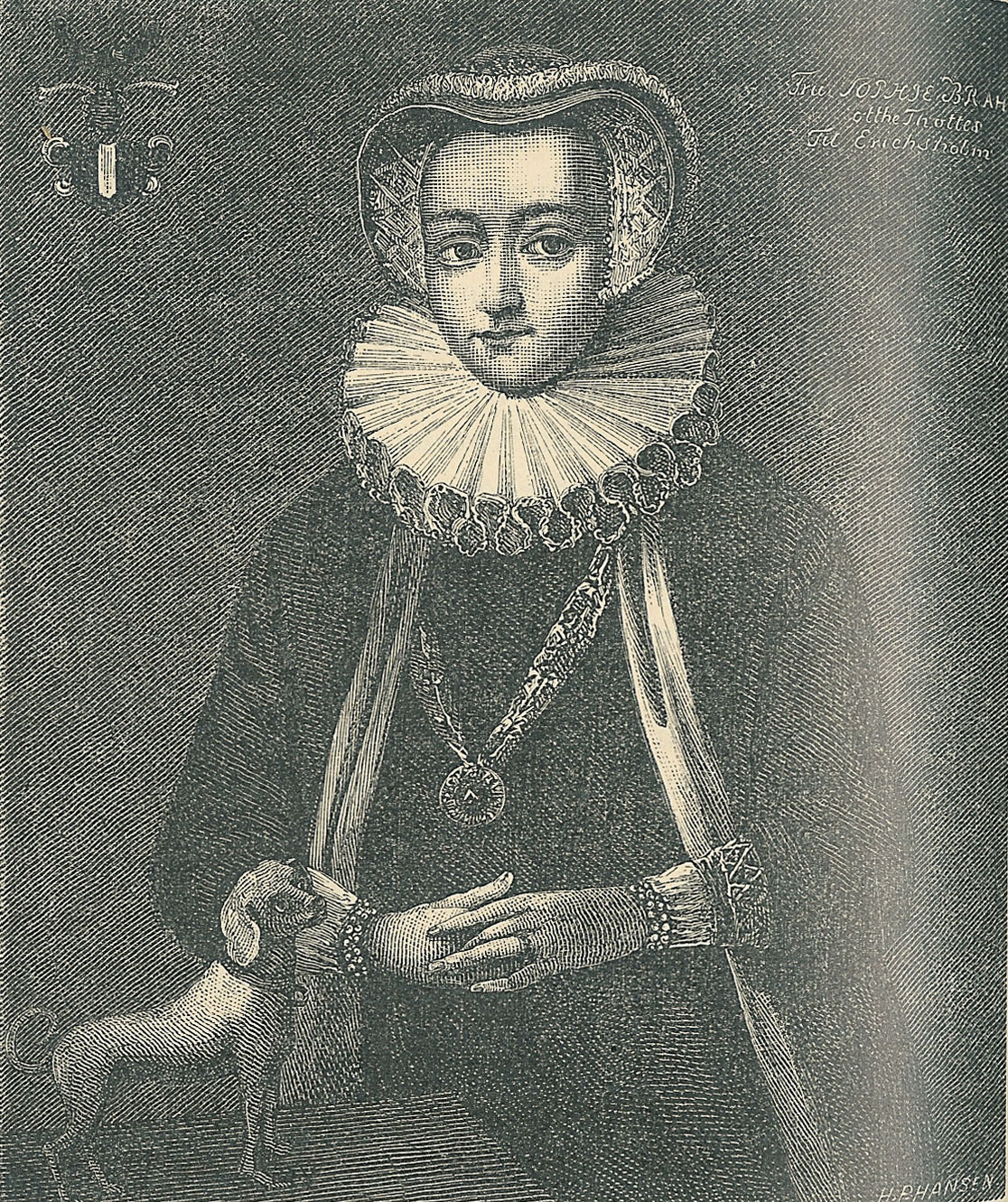
Sophie Brahe (* 1559)

- 1510: Elisabeth von Brandenburg, Prinzessin aus dem Haus der Hohenzollern und Herzogin von Braunschweig-Calenberg-Göttingen
- 1511: Jean Bauhin, französischer Arzt
- 1536: Matthäus Dresser, deutscher Schulhumanist, Pädagoge, Philologe und Historiker
- 1552: Lavinia Fontana, italienische Malerin des Manierismus
- 1557: Bartholomäus Gölnitz, deutscher Rechtswissenschaftler
- 1559: Sophie Brahe, dänische Astronomin
- 1561: Bartholomäus Pitiscus, deutscher Mathematiker
- 1561: Thomas Howard, 1. Earl of Suffolk, englischer Politiker
- 1571: Niklaus Henzi, Schweizer evangelischer Geistlicher und Hochschullehrer
- 1578: John Taylor, englischer Dichter
- 1581: Johannes Conradus, deutscher Jurist und Ratssekretär der Hansestadt Lübeck
- 1584: Giovanni Andrea Ansaldo, italienischer Maler und Freskant
- 1607: Sebastian von Rostock, Bischof von Breslau
- 1613: Bartholomäus Holzhauser, Gründer der ersten Weltpriestergemeinschaft
- 1616: Johannes Choinan, sorbischer Sprachforscher und Theologe
- 1618: Gustaf Persson Banér, schwedischer Feldmarschall
- 1619: Johann Jakob Redinger, Schweizer evangelischer Geistlicher, Philologe und Schulleiter
- 1628: Wilhelm Leyser II., deutscher Jurist und Rechtswissenschaftler
- 1633: Laurentius von Schnüffis, Hofschauspieler, Komponist, Lyriker und Erzähler
- 1640: Philipp Müller, deutscher lutherischer Theologe
- 1645: Johann Heinrich am Ende, deutscher Maler
- 1663: Valentin Ulrich Grotian, ostfriesischer Orgelbauer
- 1666: Damian Hugo Graf von Virmont zu Neersen, deutscher General und Diplomat
- 1676: Otto Heinrich Volger, Bürgermeister von Hannover

### 18. Jahrhundert
- 1716: Johann Friedrich Heintzmann, deutscher Baumeister und Bergmeister bei der Reform des Ruhrbergbaus
- 1723: Fortunato Bartolomeo De Felice, italienisch-schweizerischer Philosoph, Wissenschaftler, Autor und Herausgeber der Encyclopédie d’Yverdon

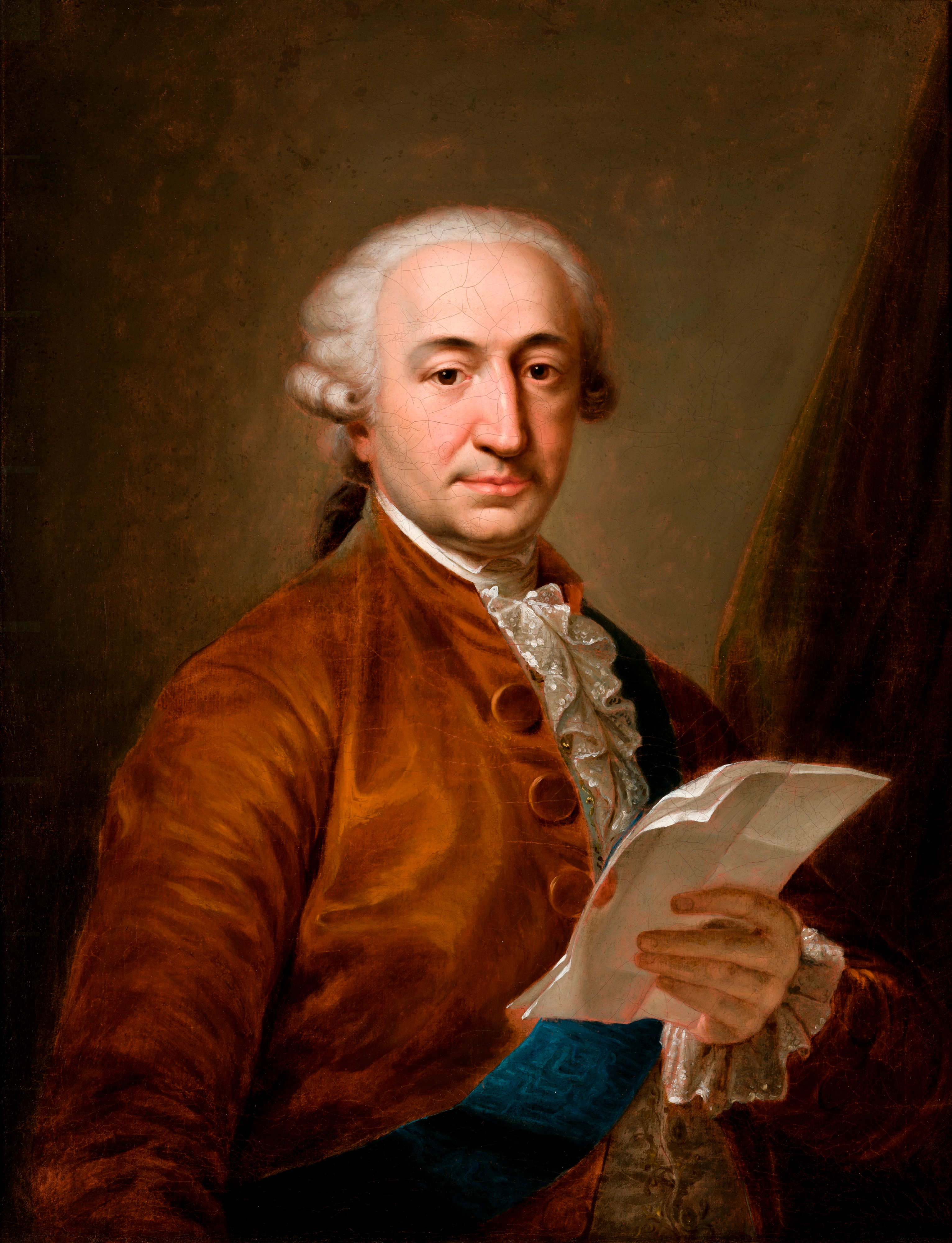
Stanisław Małachowski (* 1736)

- 1736: Stanisław Małachowski, polnischer Abgeordneter und Staatsmann
- 1750: Hans Ernst Bütemeister, deutscher Beamter
- 1750: Laetitia Ramolino, Mutter Napoléon Bonapartes
- 1752: Karl Mack von Leiberich, österreichischer General
- 1753: Louis-Marie de La Révellière-Lépeaux, französischer Politiker, Mitglied des Direktoriums
- 1753: Alexander Michailowitsch Rimski-Korsakow, russischer General, Generalgouverneur von Litauen
- 1753: Caroline Rudolphi, deutsche Erzieherin, Dichterin und Schriftstellerin
- 1758: Thomas Picton, britischer Generalleutnant, Gouverneur von Trinidad
- 1758: Sophie Friederike zu Mecklenburg, Erbprinzessin von Dänemark

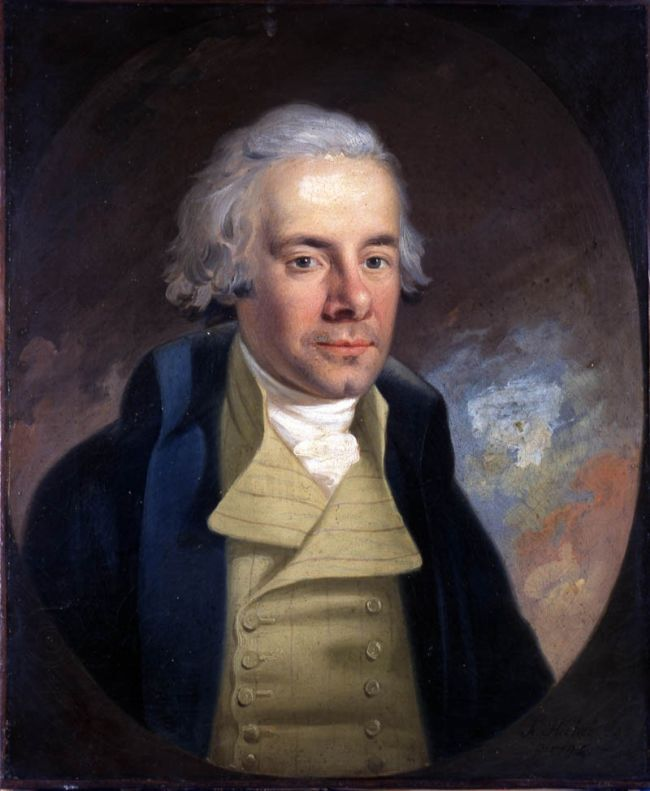
William Wilberforce (* 1759)

- 1759: William Wilberforce, britischer Parlamentarier, Gegner der Sklaverei
- 1763: Johannes Amon, deutscher Komponist und Musikverleger
- 1764: Gottfried Fähse, deutscher Philologe und Pädagoge
- 1766: Jacob Friedrich Georg Emmrich, deutscher Jurist und Hochschullehrer
- 1767: Hans Conrad Escher von der Linth, Schweizer Wissenschaftler, Bauingenieur und Politiker
- 1768: Samuel Paynter, US-amerikanischer Politiker
- 1768: Julius von Voß, deutscher Schriftsteller
- 1771: Georg Friedrich von Reichenbach, bayerischer Erfinder und Ingenieur

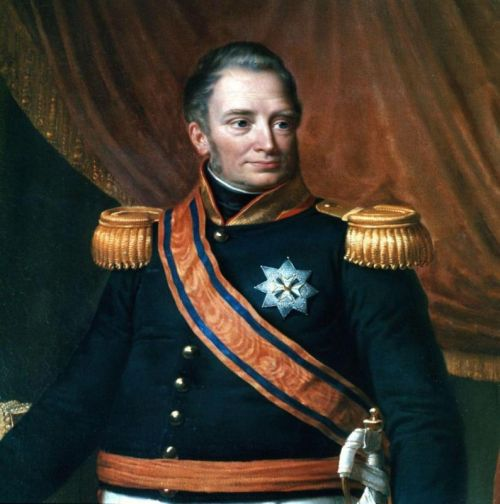
Wilhelm I. (* 1772)

- 1772: Wilhelm I., niederländischer König
- 1775: Karl Joseph Hieronymus Windischmann, deutscher Arzt, Philosoph und Anthropologe
- 1779: Dietrich Georg Kieser, deutscher Mediziner und Psychiater
- 1782: Kilian Joseph Fischer, deutscher römisch-katholischer Theologe
- 1787: James Weddell, britischer Polarforscher, Seefahrer und Walfänger
- 1792: Joaquim António de Aguiar, portugiesischer Politiker, Führer der Cartisten
- 1793: William Macnaghten, britischer Beamter und Diplomat

### 19. Jahrhundert

#### 1801–1851

Thomas Fenwick Drayton (* 1808)

- 1805: Gustav von Manstein, preußischer General der Infanterie
- 1808: Thomas Fenwick Drayton, US-amerikanischer Politiker und General der Konföderierten
- 1809: Philipp Blommaert, flämischer Schriftsteller
- 1810: Theodore Parker, US-amerikanischer Theologe, Abolitionist und Schriftsteller
- 1815ː Jewgenija Tur, russische Schriftstellerin
- 1818: Hugo Bürkner, deutscher Maler und Illustrator, Professor der Holzschneidekunst
- 1824ː Gabriele Allram, Theaterschauspielerin

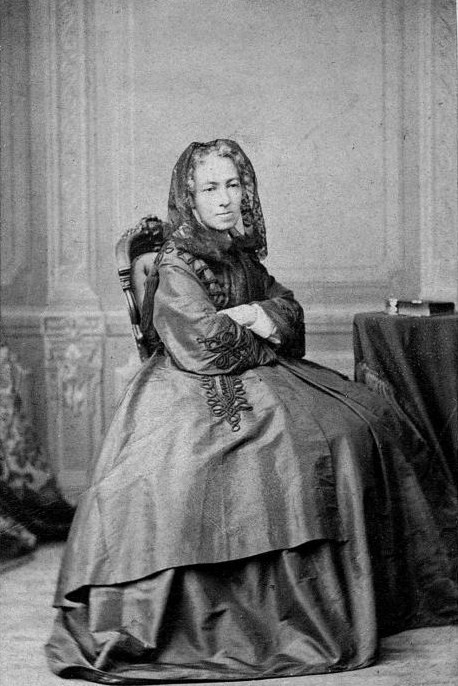
Jewgenija Tur (* 1815)

- 1830: Adèle Hugo, französische Komponistin
- 1831: Reinhold Baumstark, deutscher Politiker und Literaturhistoriker
- 1833: Luman Hamlin Weller, US-amerikanischer Politiker
- 1837: Théodore Dubois, französischer Komponist
- 1837: Adolf von Wilbrandt, deutscher Schriftsteller und Direktor des Burgtheaters in Wien
- 1838: Sanford Christie Barnum, US-amerikanischer Zahnarzt und Erfinder
- 1838: Louis Philippe Albert d’Orléans, comte de Paris, Enkel des letzten französischen Königs
- 1839: Eduard Nápravník, tschechischer Dirigent und Komponist
- 1843: Ernst Wülcker, deutscher Germanist, Historiker und Archivar
- 1846: Antoine Taudou, französischer Musikpädagoge, Violinist und Komponist
- 1848: Jewgeni Alexandrowitsch Lansere, russischer Bildhauer

#### 1851–1900
- 1851: Wilhelm Schwarze, deutscher Politiker, MdR
- 1852: Ferdinand Hueppe, deutscher Mediziner und Präsident des Deutschen Fußball-Bundes
- 1854: William O. Atkeson, US-amerikanischer Politiker
- 1855: Eugen Berg, deutsch-baltischer Pastor und evangelischer Märtyrer

Wilhelm Schwarze (* 1851)
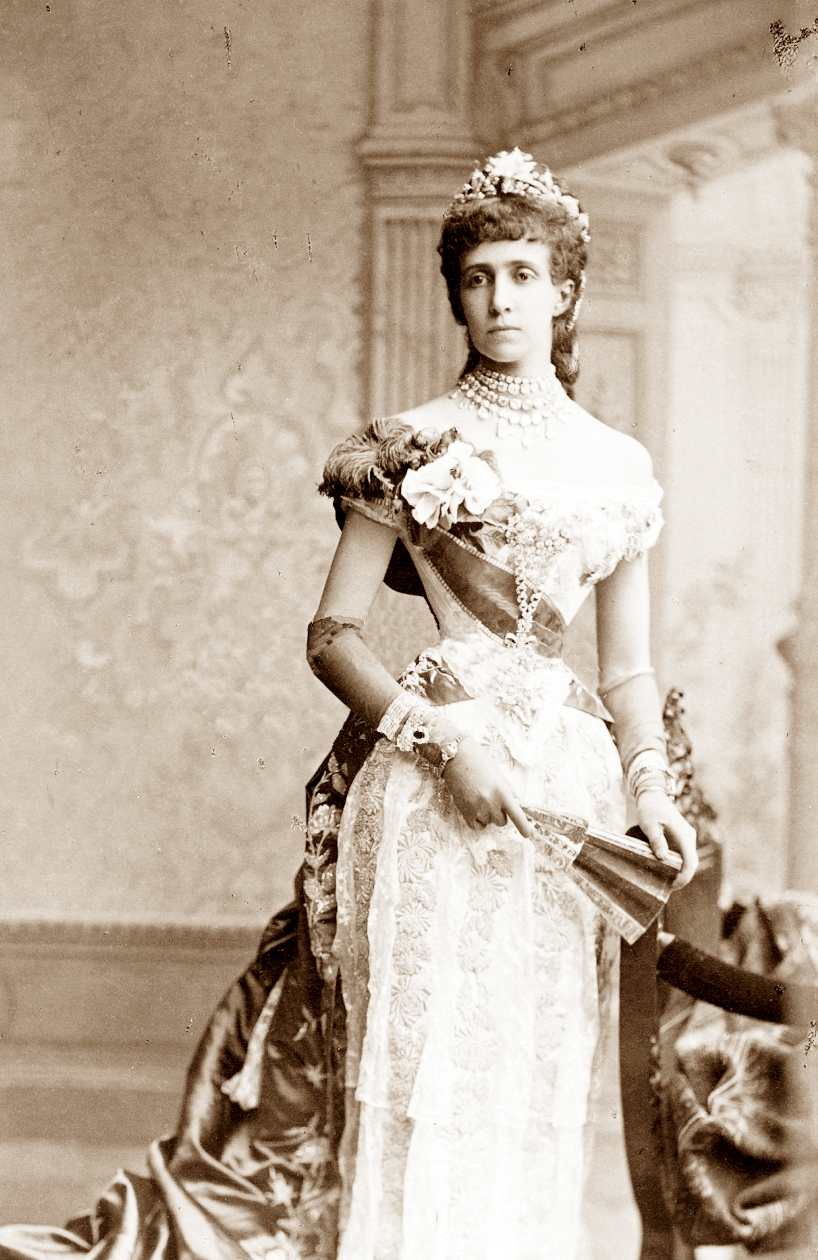
Marie Therese von Portugal (* 1855)
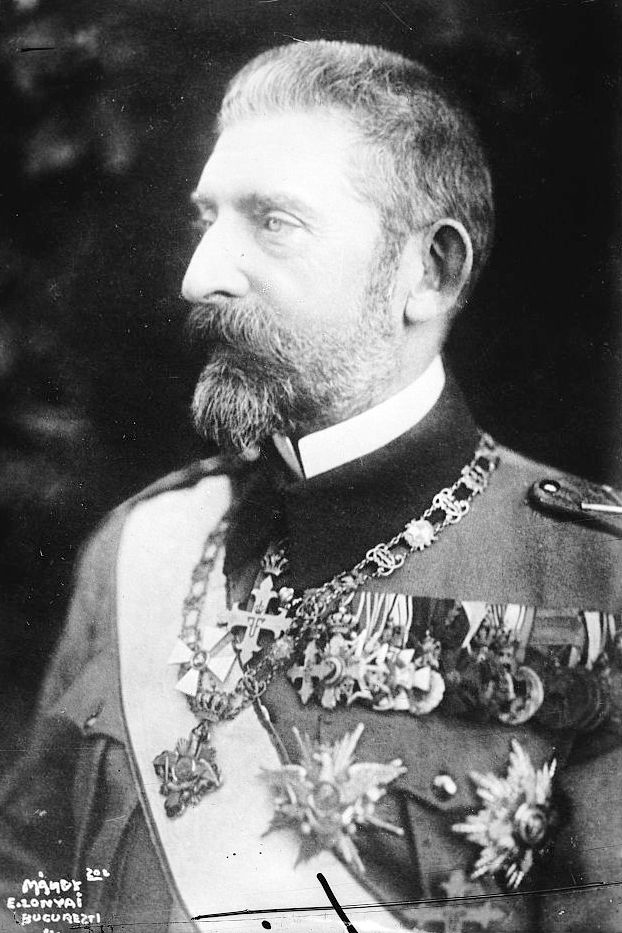
Ferdinand I. (* 1865)
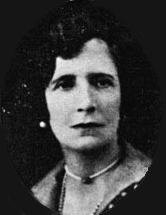
Nesta Webster (* 1876)

- 1855: Marie Therese von Braganza, Prinzessin von Bragança und Infantin von Portugal
- 1856: Felix Mottl, österreichischer Dirigent und Komponist
- 1856: Hans Dietrich von Zanthier, preußischer Landrat und Politiker
- 1857: Eugen Guglia, österreichischer Historiker, Journalist und Schriftsteller
- 1859: Alfred Frey, Schweizer Ökonom und Wirtschaftspolitiker
- 1861: Theodor Fuchs, deutscher Verwaltungsjurist und Politiker, Oberbürgermeister von Jena
- 1862: Karl Dehner, deutscher Heimatforscher
- 1862: Wilhelm Heinrich Maria Engelhard, deutscher Politiker und Landrat
- 1863: Elemér Lónyay, ungarischer Adliger
- 1865: Ferdinand I., König von Rumänien
- 1865: Josef Jarno, österreichischer Schauspieler und Theaterdirektor
- 1872: Max Beerbohm, englischer Parodist und Karikaturist
- 1872: Leo Schrattenholz, deutscher Komponist, Cellist und Musikpädagoge
- 1874: Walther Schieck, deutscher Politiker, Ministerpräsident von Sachsen
- 1875: Emma Meyn, deutsche Malerin
- 1876: Robert Oerley, österreichischer Architekt, Kunstgewerbler, Aquarellmaler und Lithograph
- 1876: Karl Pembaur, österreichisch-deutscher Komponist, Chorleiter und Kirchenmusiker
- 1876: Nesta Webster, englische Verschwörungstheoretikerin

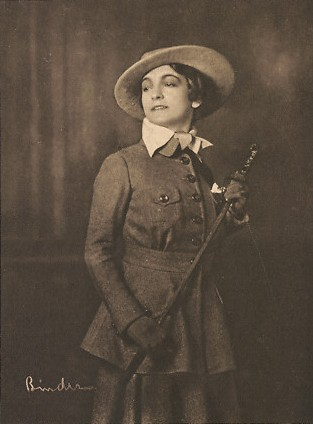
Eva Speyer (* 1882)
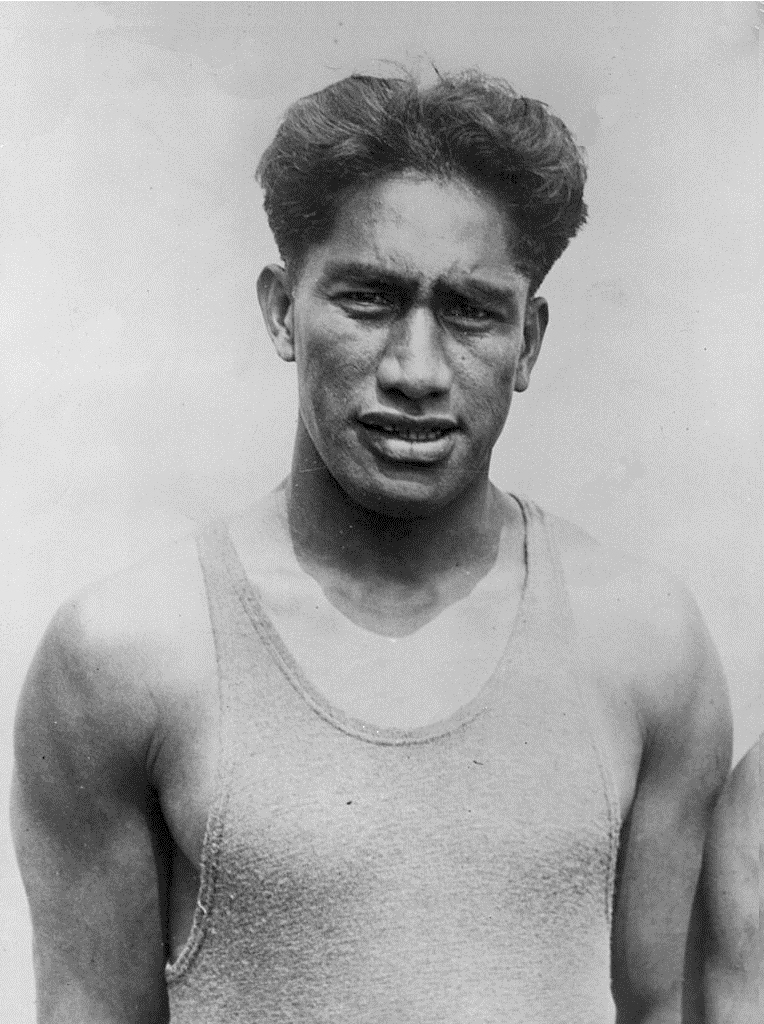
Duke Kahanamoku (* 1890)
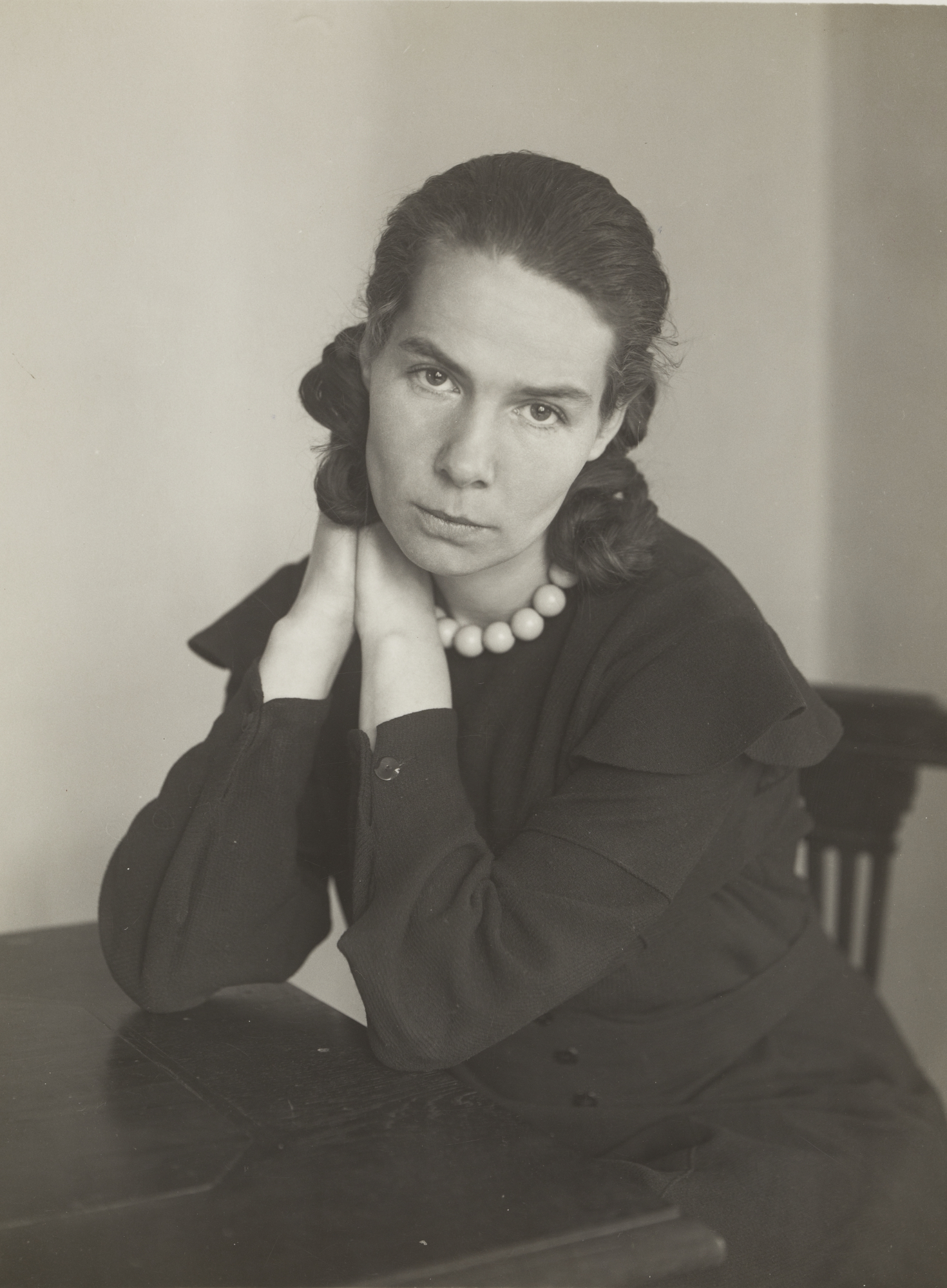
Ruth Schaumann (* 1899)

- 1876: Carl Wilhelm Wirtz, deutscher Astronom
- 1877: Oleksandr Hruschewskyj, ukrainischer Historiker, Literaturhistoriker, Literaturkritiker und Ethnograph
- 1879: Carlo Biscaretti di Ruffia, italienischer Industriedesigner und Grafiker
- 1879: Emmerich Hanus, österreichischer Filmschauspieler, -regisseur und -produzent
- 1880: Oda Hardt-Rösler, deutsche Künstlerin
- 1880: Hans Nawiasky, deutscher Jurist und Staatsrechtler
- 1881: Vincenzo Lancia, italienischer Automobilkonstrukteur
- 1882: Eva Speyer, deutsche Schauspielerin
- 1883: Theodor Mayer, österreichischer Historiker
- 1884: Earl Derr Biggers, US-amerikanischer Schriftsteller
- 1885: Wakayama Bokusui, japanischer Schriftsteller
- 1886: Earl Johnson, US-amerikanischer Country-Musiker
- 1887: Alexander Falzmann, polnischer evangelischer Geistlicher
- 1887: Carl Møller, dänischer Ruderer
- 1887: Franz Wallack, österreichischer Planer und Techniker
- 1888: Leo Bosschart, niederländischer Fußballspieler
- 1888: Sophie Drinker, US-amerikanische Musikwissenschaftlerin
- 1889: Rudolf Ahlers, deutscher Autor
- 1889: Tom London, US-amerikanischer Schauspieler
- 1890: Duke Kahanamoku, hawaiischer Schwimmer, Surfer und Schauspieler
- 1890: Franz Philipp deutscher Kirchenmusiker und Komponist
- 1890: Jean Rhys, dominikanische Schriftstellerin
- 1895: Abdul Rahman, malayischer König
- 1895: Fritz Büchner, deutscher Journalist
- 1897: Boris Kaufman, US-amerikanischer Kameramann
- 1898: Marianne von Angern, deutsche Schriftstellerin
- 1898: Malcolm Cowley, US-amerikanischer Schriftsteller, Journalist und Literaturkritiker
- 1899: Ferhat Abbas, algerischer Politiker
- 1899: Jorge Luis Borges, argentinischer Schriftsteller
- 1899: Ruth Schaumann, deutsche Lyrikerin, Dichterin, Bildhauerin und Zeichnerin
- 1900: Josef Felder, deutscher Politiker
- 1900: Leonardo Conti, deutsch-schweizerischer Mediziner, mutmaßlicher Kriegsverbrecher

### 20. Jahrhundert

#### 1901–1925
- 1901: Paul Hofmann, deutscher Militär und Politiker, Bürgermeister von Dessau, Gauleiter, MdL
- 1902: Carlo Gambino, US-amerikanischer Gangster
- 1902: Fernand Braudel, französischer Historiker
- 1902: Walter Fabian, deutscher Politiker, Widerstandskämpfer und Journalist
- 1902ː Ruth Poritzky, deutsche Opernsängerin und Komponistin, Opfer des Holocaust
- 1903: Graham Sutherland, britischer Maler und Graphiker

Karl Hanke (* 1903)

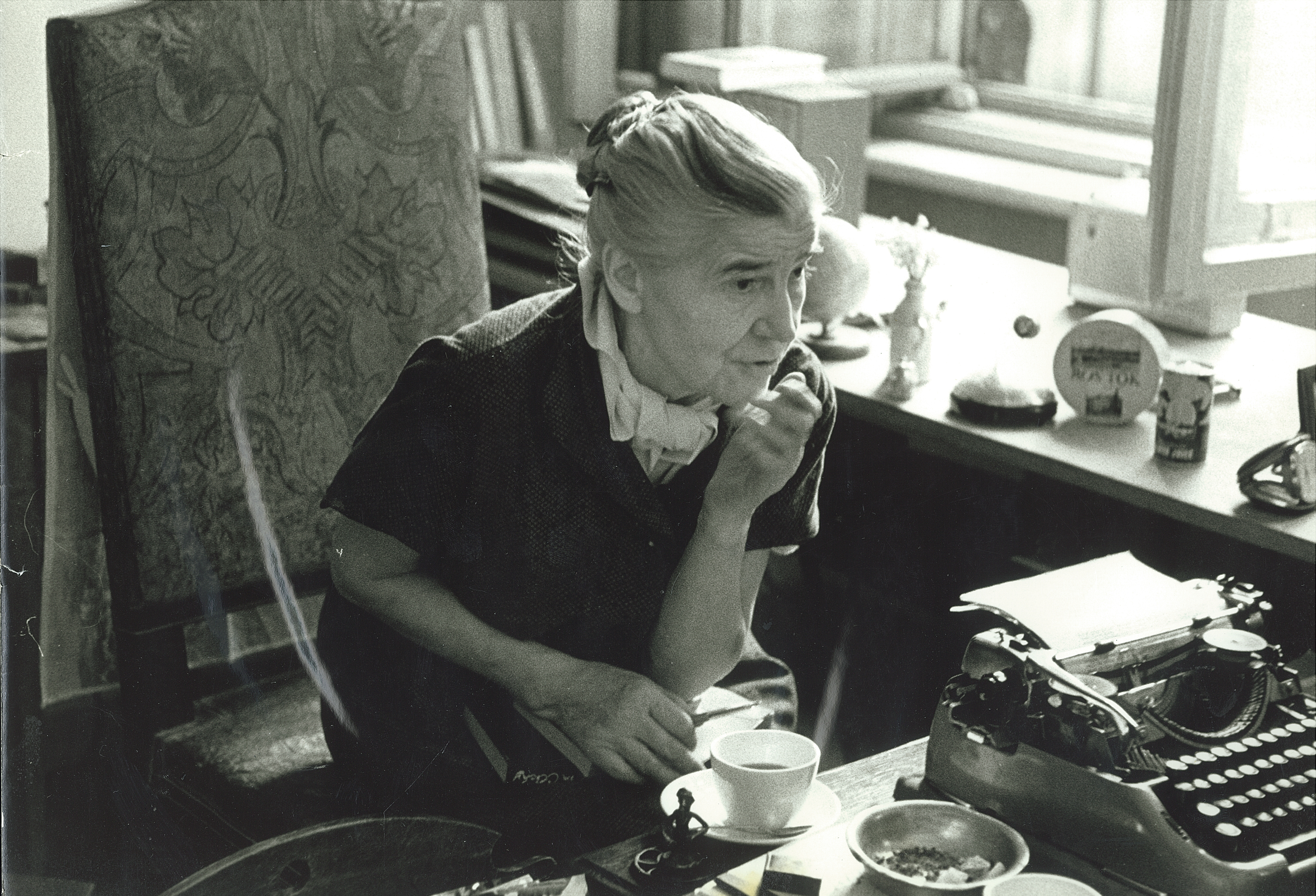
Ruth Berlau (* 1906)

- 1903: Karl Hanke, deutscher Parteifunktionär, Politiker und Militär, MdL, MdR, Gauleiter, letzter Reichsführer SS
- 1904: Eric Ashby, Baron Ashby, britischer Botaniker
- 1904ː Mary Pünjer, deutsche lesbische Verkäuferin und Opfer des Holocaust
- 1904: Ludwig Schmidseder, deutscher Komponist, Pianist, Fernsehkoch
- 1905: Paul Polte, deutscher Arbeiterdichter
- 1905: Siaka Stevens, Präsident von Sierra Leone
- 1906: Ruth Berlau, dänisch-deutsche Schauspielerin
- 1906: Józef Michał Chomiński, polnischer Musikwissenschaftler
- 1906: Hans Revenstorff, deutscher Politiker, MdB
- 1910: Bernhard Heiden, deutsch-amerikanischer Komponist und Hochschullehrer für Musik
- 1911: Friedrich Luft, deutscher Journalist und Theaterkritiker
- 1911: Siegfried Seidl, österreichischer KZ-Kommandant
- 1911: Victor Barna, ungarischer Tischtennisspieler
- 1912: Freddie Brocksieper, deutscher Jazz-Musiker, Schlagzeuger und Bandleader
- 1912: Otto Šling, tschechoslowakischer Politiker
- 1913: Malcolm Knowles, US-amerikanischer Pädagoge
- 1914: Wolfgang Kummer, deutscher Bobfahrer
- 1915: Inge Birkmann, deutsche Fernseh- und Theaterschauspielerin
- 1915: James Tiptree junior, US-amerikanischer Science-Fiction-Schriftsteller
- 1915: Carl Unger, österreichischer Maler
- 1916: Léo Ferré, französischer Chansonsänger und -komponist, Autor und Anarchist
- 1916: Ruy de Freitas, brasilianischer Basketballspieler
- 1918: Abdallah Ibrahim, Premierminister von Marokko
- 1918: Avery Dulles, US-amerikanischer Theologe und Kardinal
- 1919: Niels Viggo Bentzon, dänischer Komponist und Pianist
- 1919: Egon Hartmann, deutscher Architekt und Stadtplaner
- 1919: Herbert Tröndle, deutscher Rechtswissenschaftler
- 1920: Helena Carter, US-amerikanische Schauspielerin
- 1920: Herbert Kaufmann, deutscher Volkskundler, Journalist und Schriftsteller

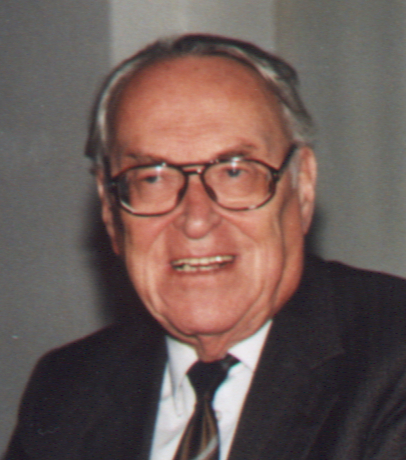
Hermann Lein (* 1920)

- 1920: Hermann Lein, österreichischer Widerstandskämpfer
- 1921: Ercole Rabitti, italienischer Fußballspieler und -trainer
- 1921: Sam Tingle, rhodesischer Autorennfahrer
- 1922: Lennart Nilsson, schwedischer Wissenschaftsfotograf (Ein Kind entsteht) und -filmer
- 1922: Arthur West, österreichischer Schriftsteller und Journalist
- 1922: Howard Zinn, US-amerikanischer Historiker und Politikwissenschaftler
- 1923: Arthur Jensen, US-amerikanischer Psychologe
- 1923: Oswald Eggenberger, Schweizer Autor, Pfarrer und Sektenkenner
- 1924: Ahmadou Ahidjo, Präsident von Kamerun
- 1924: Ofelia Ramón, venezolanische Sängerin
- 1924: Karljosef Schattner, deutscher Architekt
- 1925: Shirley Hufstedler, US-amerikanische Bildungsministerin
- 1925: Karel Vrána, tschechischer katholischer Theologe und Philosoph

#### 1926–1950

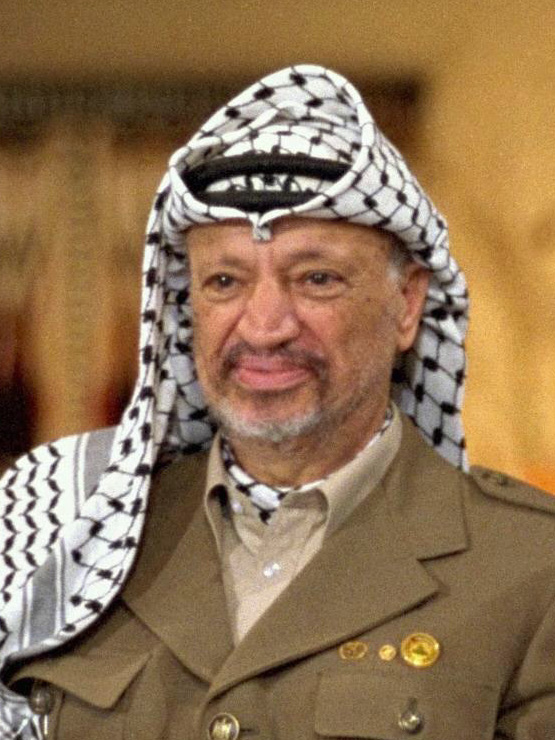
Jassir Arafat (* 1929)

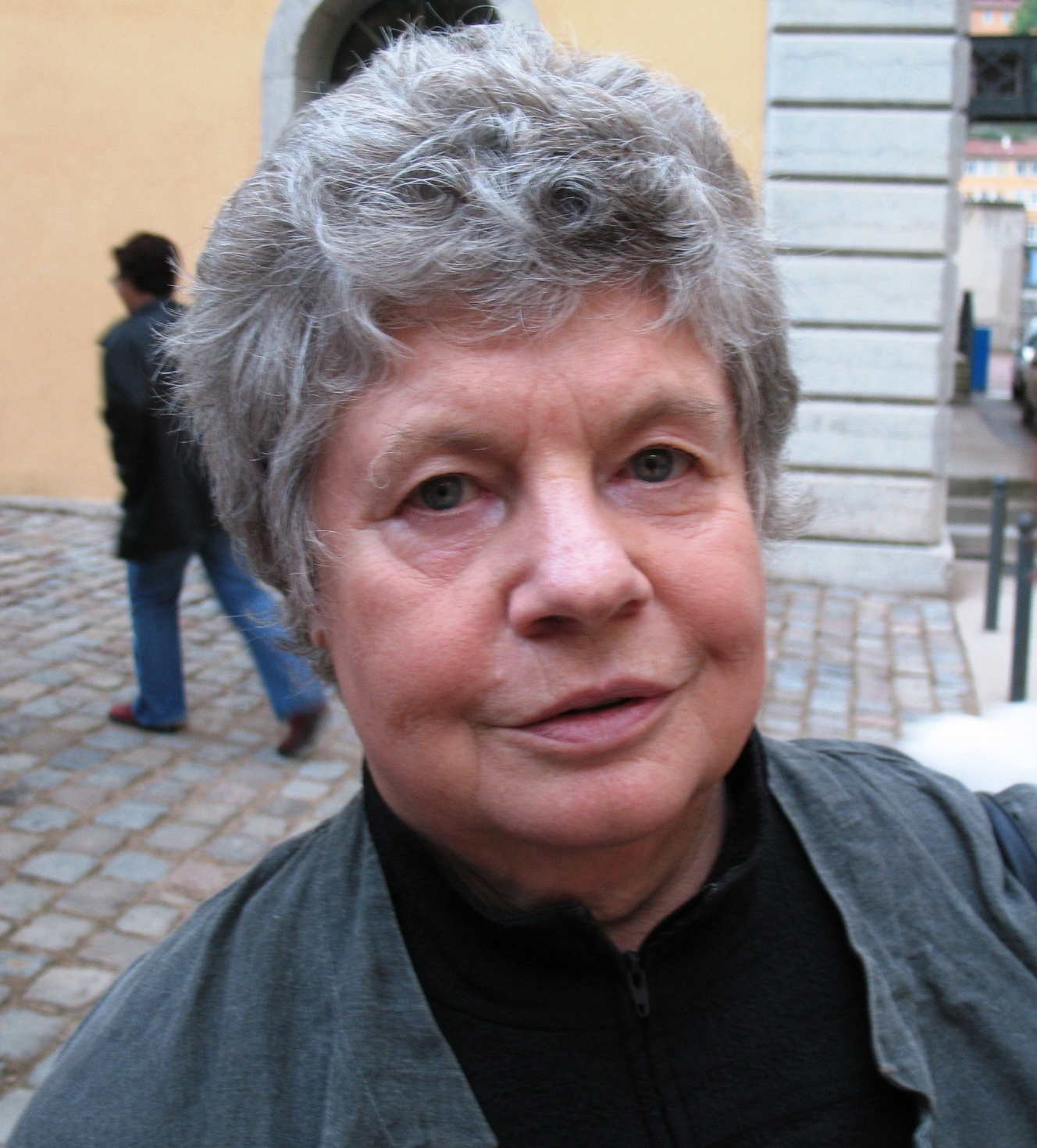
A. S. Byatt (* 1936)

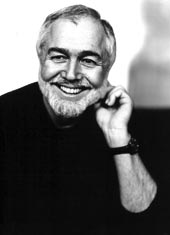
Jehoschua Sobol (* 1939)

- 1926: Nancy Spero, US-amerikanische Malerin und Feministin
- 1927: Harry Markowitz, US-amerikanischer Ökonom, Nobelpreisträger
- 1927: Wolfgang Troßbach, deutscher Leichtathlet und Fußballtrainer
- 1929: Jassir Arafat, Präsident der palästinensischen Autonomiegebiete
- 1929: Paul Lendvai, österreichischer Journalist
- 1930: Roger McCluskey, US-amerikanischer Autorennfahrer
- 1931: Friedhelm Dohmann, deutscher Politiker, MdB
- 1932: Cormac Murphy-O’Connor, Erzbischof von Westminster, Kardinal und Primas
- 1932: Heinz-Werner Meyer, deutscher Gewerkschafter, DGB-Vorsitzender
- 1932: Ludwig Adamovich junior, österreichischer Jurist, Präsident des Verfassungsgerichtshofes
- 1933: Rupert Ludwig Ferdinand zu Loewenstein-Wertheim-Freudenberg, deutsch-britischer Bankier und Finanzmanager der Rolling Stones
- 1934: Kenny Baker, US-amerikanischer Schauspieler
- 1934: Josef Rothleitner, theoretischer Physiker
- 1935: Peter Reuschenbach, deutscher Politiker, MdB, Oberbürgermeister von Essen
- 1936: A. S. Byatt, britische Schriftstellerin
- 1936: Antonio María Rouco Varela, spanischer Geistlicher, Erzbischof von Madrid, Kardinal
- 1937: Otto Dann, deutscher Historiker und Schriftsteller
- 1937: Magne Landrø, norwegischer Sportschütze
- 1938: Elmar Altvater, deutscher Politikwissenschaftler
- 1938: Mason Williams, US-amerikanischer Gitarrist und Komponist
- 1939: Heinrich Rehbein, deutscher Kommunalpolitiker
- 1939: Jehoschua Sobol, israelischer Dramatiker
- 1940ː Colita, spanische Fotografin
- 1940: Klaus Hopt, deutscher Jurist
- 1941: Bärbel Bolle, deutsche Schauspielerin

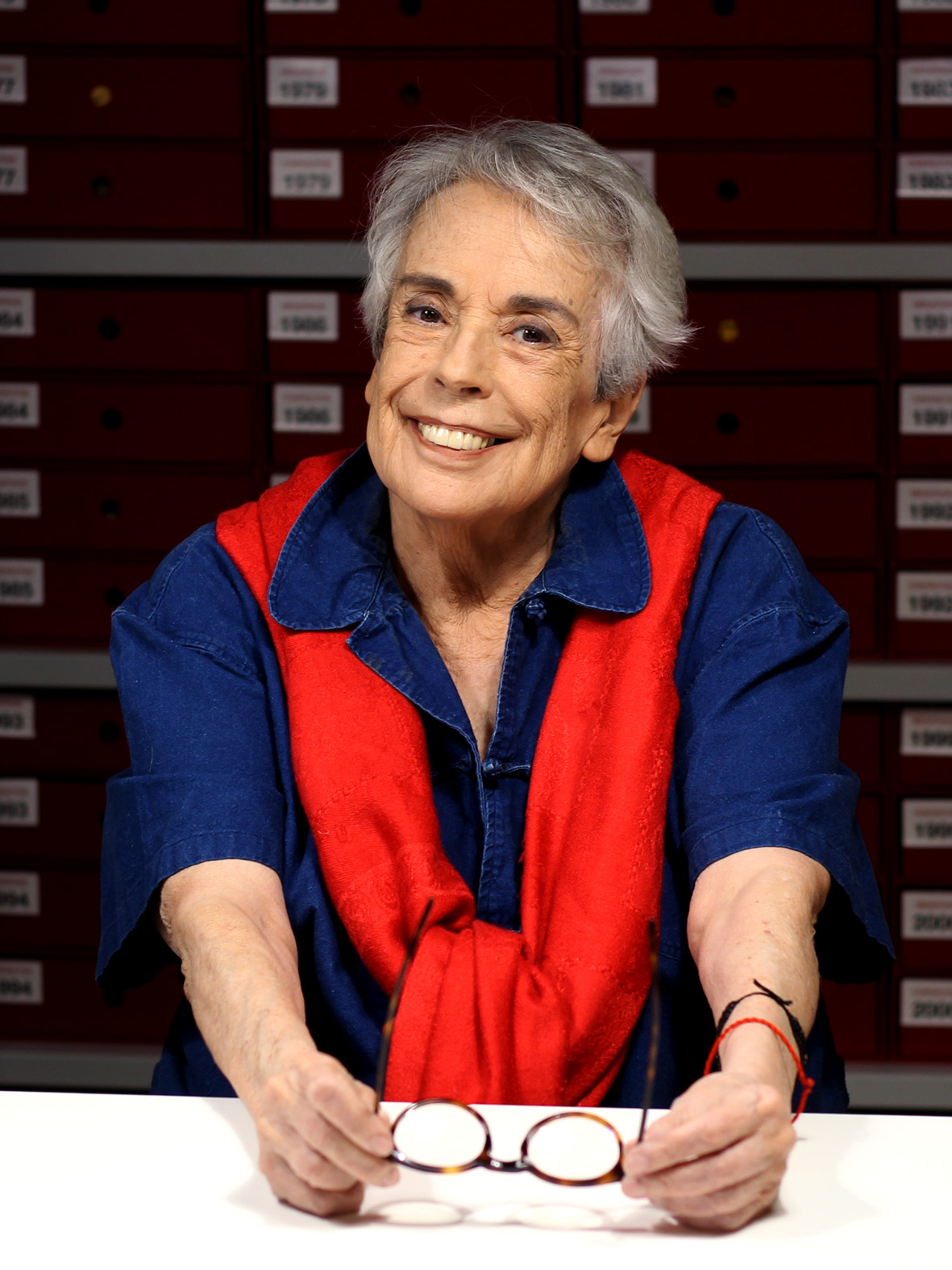
Colita (* 1940)

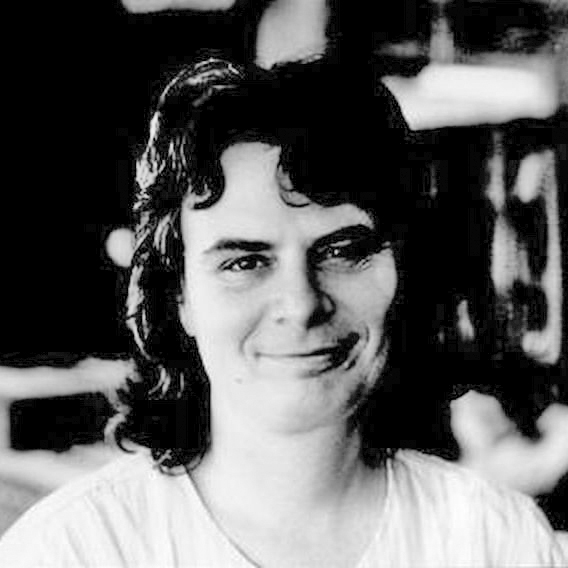
Karen Uhlenbeck (* 1942)

- 1941: Jürgen Eschert, deutscher Kanute, Olympiasieger
- 1941: Skip Scott, US-amerikanischer Autorennfahrer
- 1942: Gerhard Garbers, deutscher Schauspieler
- 1942: Hans Peter Korff, deutscher Schauspieler
- 1942: Karen Uhlenbeck, US-amerikanische Mathematikerin
- 1943: John Cipollina, US-amerikanischer Musiker
- 1943: Sabi Dorr, israelischer Schauspieler
- 1943: Wolf Stephenson, US-amerikanischer Musikproduzent, Songwriter und Labelbetreiber
- 1944: Christine Chubbuck, US-amerikanische Nachrichtensprecherin
- 1944: Gregory Bruce Jarvis, US-amerikanischer Astronaut
- 1945: Ronee Blakley, US-amerikanische Sängerin und Schauspielerin
- 1945: Cástulo Guerra, argentinischer Schauspieler
- 1945: Ken Hensley, britischer Musiker
- 1945: Vince McMahon, US-amerikanischer Wrestling-Promoter

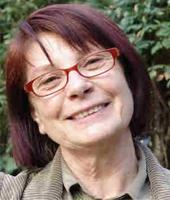
Christine Ostrowski (* 1945)

- 1945: Christine Ostrowski, deutsche Politikerin
- 1946: Vic Akers, englischer Fußballtrainer
- 1946: Peter Rupp, Schweizer Ultramarathonläufer
- 1946: Manfred Zapf, deutscher Fußballspieler
- 1947: Peter Paul Koprowski, polnisch-kanadischer Komponist, Pianist, Dirigent und Musikpädagoge
- 1947: Joe Manchin, US-amerikanischer Politiker, Gouverneur von West Virginia
- 1947: Paulo Coelho, brasilianischer Schriftsteller und Bestsellerautor
- 1947: Roger De Vlaeminck, belgischer Radrennfahrer
- 1947: Werner Stiller, deutscher Nachrichtendienstler
- 1948: Nana Dschordschadse, georgische Filmregisseurin
- 1948: Geff Harrison, britischer Sänger
- 1948: Jean-Michel Jarre, französischer Musiker, Komponist und Musikproduzent

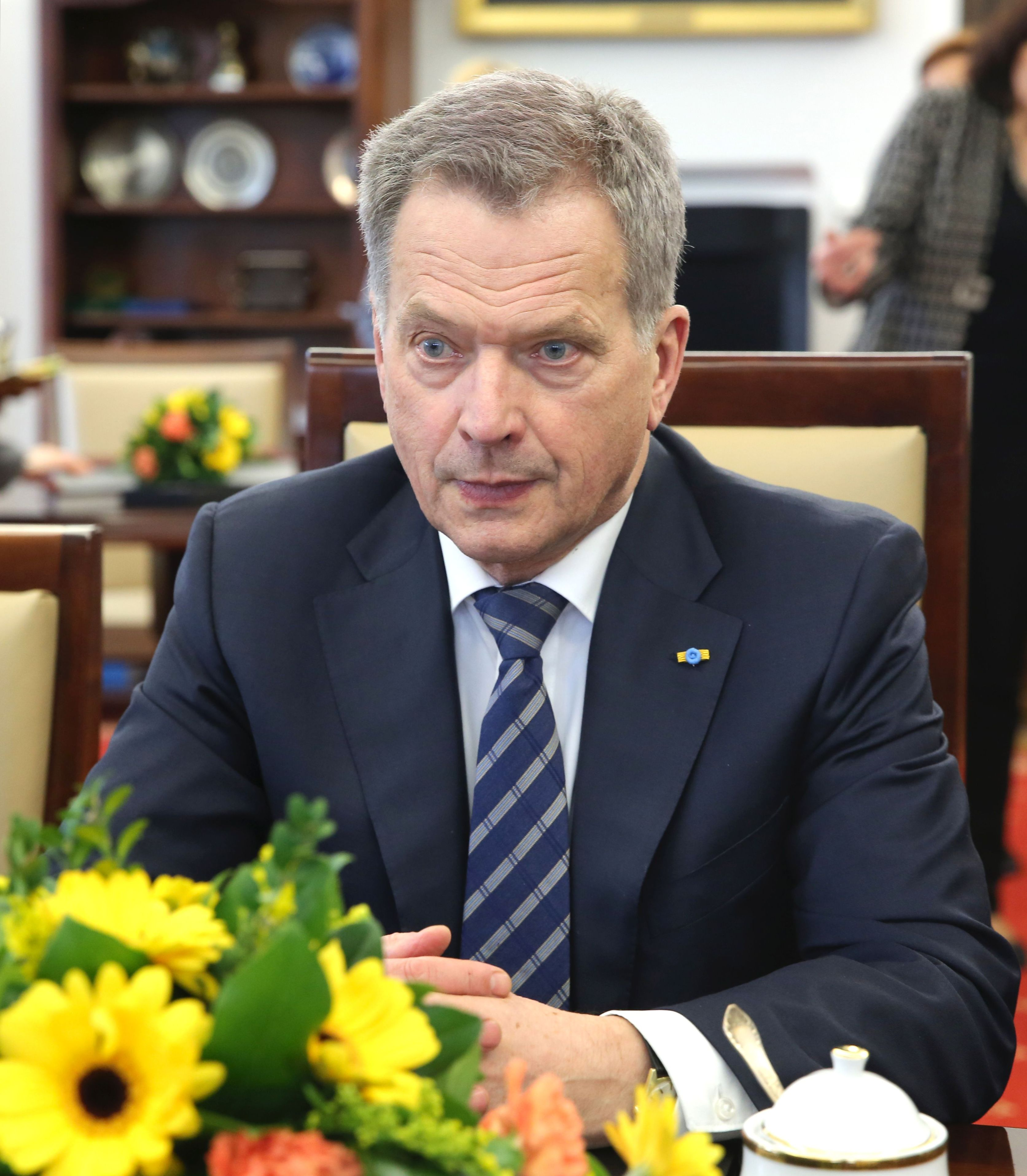
Sauli Niinistö (* 1948)

- 1948: Sauli Niinistö, finnischer Politiker, Staatspräsident
- 1949: Reinhard Nothnagel, deutscher Jurist
- 1949: Charles Rocket, US-amerikanischer Schauspieler
- 1949: David Zwilling, österreichischer Skirennläufer
- 1949: Pia Degermark, schwedische Schauspielerin
- 1949: William Schnoebelen, US-amerikanischer christlicher Fundamentalist
- 1950: Sybille Schnehage, deutsche Entwicklungshelferin in Afghanistan
- 1950: Tim White, US-amerikanischer Paläoanthropologe, Erstbeschreiber des Australopithecus afarensis

#### 1951–1975
- 1951: George Brunner, US-amerikanischer Komponist, Musiker und Musikproduzent

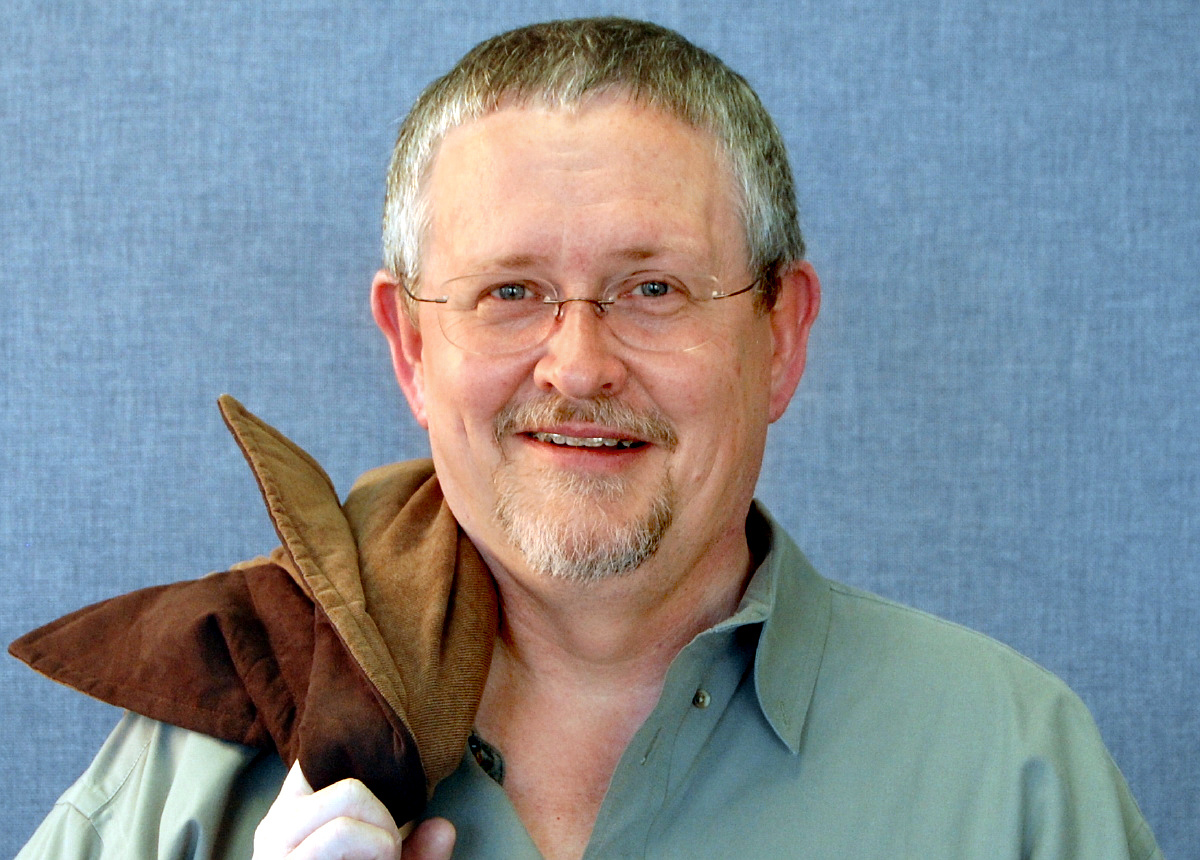
Orson Scott Card (* 1951)

- 1951: Orson Scott Card, US-amerikanischer Schriftsteller
- 1952: Linton Kwesi Johnson, britischer Dichter und Reggae-Musiker
- 1952: Veronika Schmidt, deutsche Skilangläuferin
- 1953: Sascha Anderson, deutscher Autor und Lyriker
- 1953: Sam Torrance, britischer Golfer
- 1953: Elfi Zinn, deutsche Leichtathletin, Olympiamedaillengewinnerin
- 1954: Salomé, deutscher Maler, Vertreter der Neuen Wilden
- 1954: Vaiva Radasta Vėbraitė, litauische Politikerin
- 1955: Mike Huckabee, US-amerikanischer Politiker, Gouverneur von Arkansas
- 1955: Sylvie Perrinjaquet, Schweizer Politikerin
- 1956: Muhammad Sa'ad Abubakar, Sultan von Sokoto
- 1956: Mimi Fox, US-amerikanische Jazzgitarristin und Musikpädagogin
- 1956: Jürgen Krause, deutscher Handballspieler und -trainer
- 1956: Nina Ruge, deutsche Fernsehmoderatorin
- 1956: Frank-Michael Wahl, deutscher Handballspieler
- 1957: Stephen Fry, britischer Schauspieler und Schriftsteller
- 1957: Andrea Komlosy, österreichische Historikerin
- 1957: Michel Poffet, Schweizer Degenfechter
- 1957: Norbert Trieloff, deutscher Fußballspieler

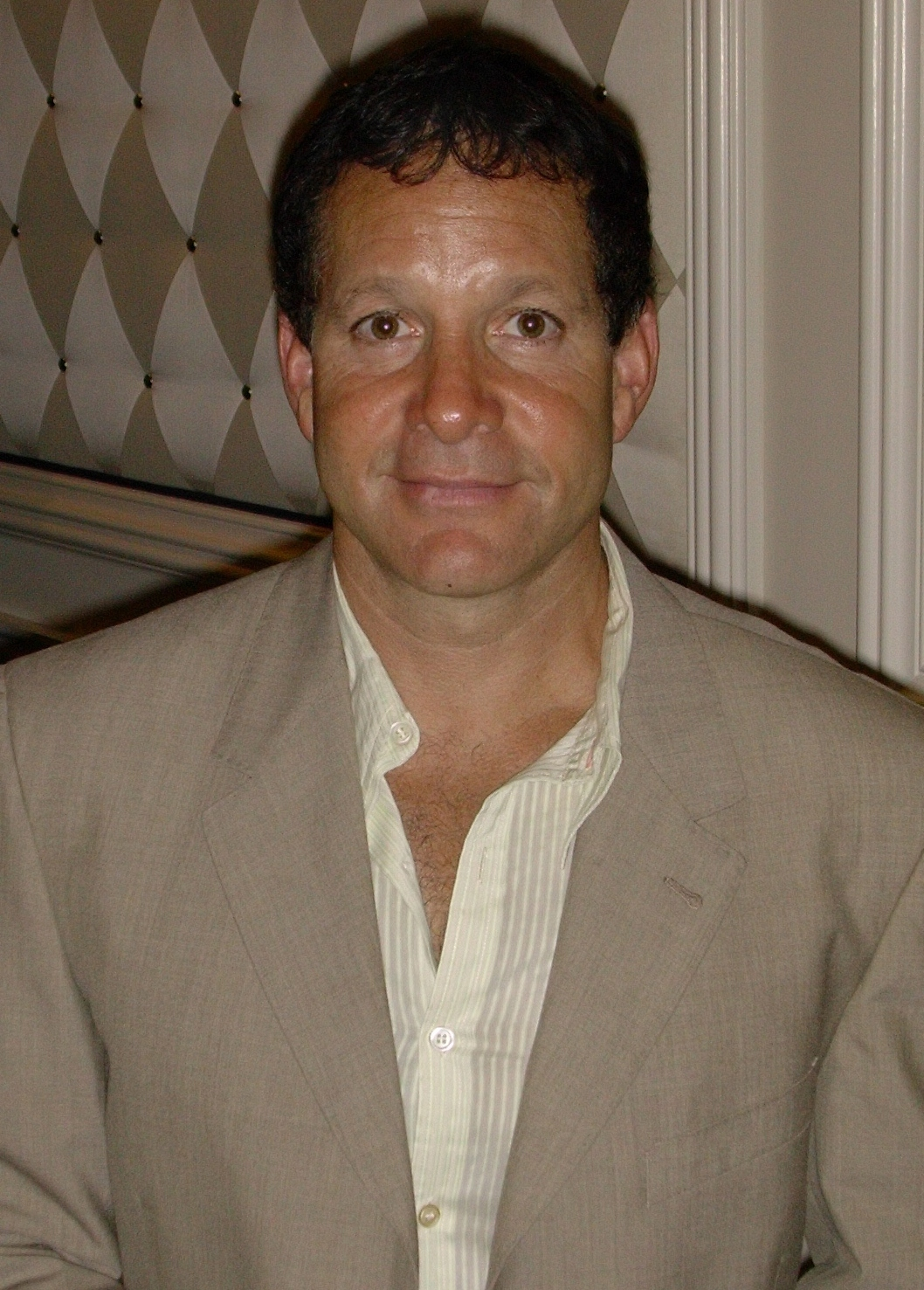
Steve Guttenberg (* 1958)

- 1958: Steve Guttenberg, US-amerikanischer Schauspieler
- 1958: Marion Warden, deutsche Politikerin
- 1959: Keita Amemiya, japanischer Game-Character-Designer und Filmregisseur
- 1959: Michael Andersson, schwedischer Fußballspieler
- 1959: Michael Kleeberg, deutscher Schriftsteller und literarischer Übersetzer
- 1959: Burkhardt Müller-Sönksen, deutscher Politiker, MdB
- 1960: Steven Lindsey, US-amerikanischer Astronaut
- 1960: Takashi Miike, japanischer Filmregisseur
- 1960: Heike Trammer, deutsch-österreichische Kommunalpolitikerin
- 1960: Franz Viehböck, erster österreichischer Austronaut
- 1961: Jared Harris, britischer Schauspieler
- 1961: Kirsten Heisig, deutsche Juristin und Autorin
- 1961: Werner Schmidbauer, deutscher Moderator und Musiker

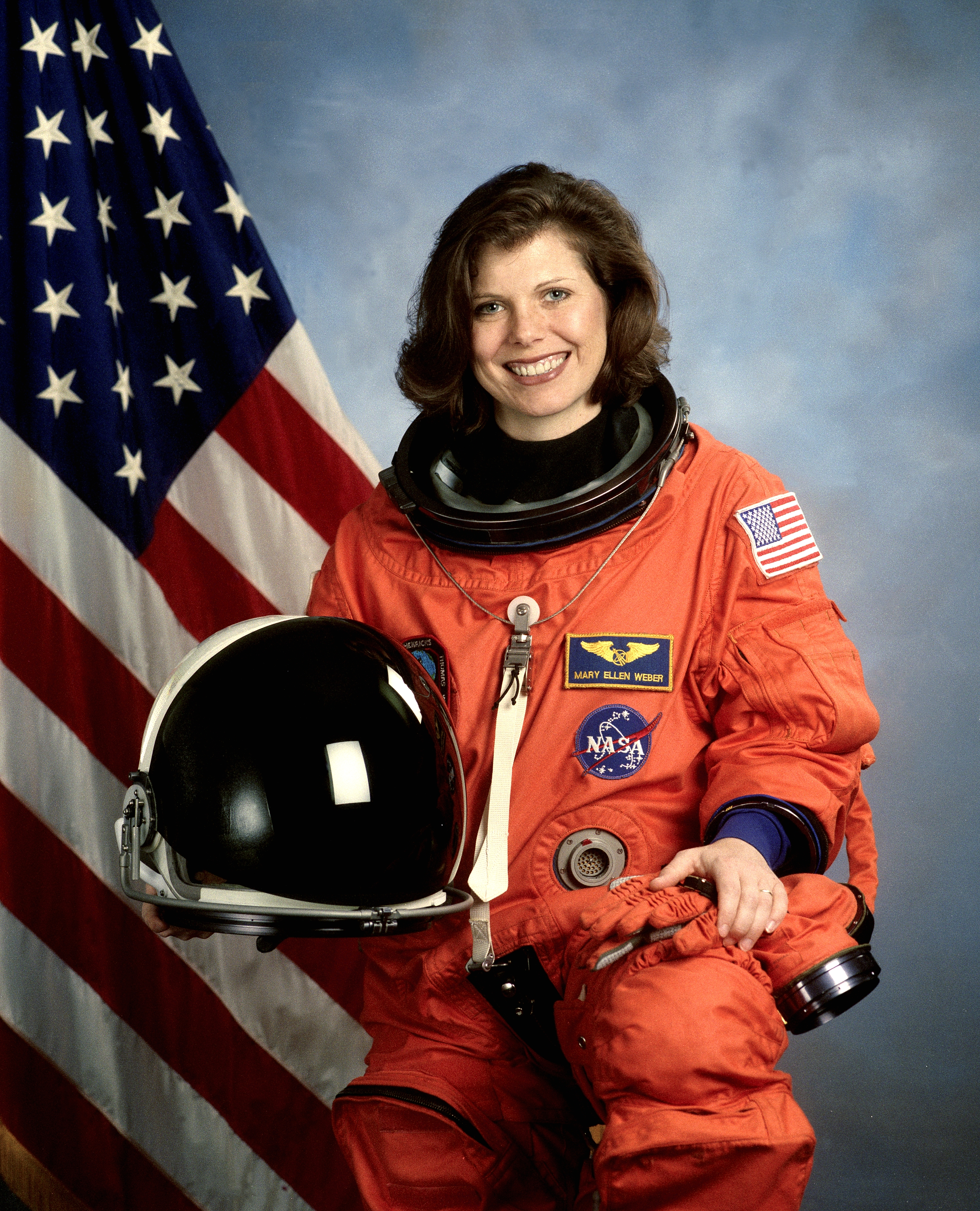
Mary Ellen Weber (* 1962)

- 1962: Mary Ellen Weber, US-amerikanische Astronautin
- 1963: Jutta Cordt, deutsche Juristin
- 1963: Hideo Kojima, japanischer Spieleentwickler
- 1963: Yrsa Sigurðardóttir, isländische Schriftstellerin
- 1964: Éric Bernard, französischer Formel-1-Rennfahrer
- 1964: Andrea Holzner, österreichische Politikerin
- 1964: Svandís Svavarsdóttir, isländische Politikerin
- 1965: Sylvia Eder, österreichische Skirennläuferin
- 1965: Marlee Matlin, US-amerikanische Schauspielerin
- 1965: Reggie Miller, US-amerikanischer Basketballspieler
- 1965: Carol Montgomery, kanadische Triathletin, Duathletin und Langstreckenläuferin

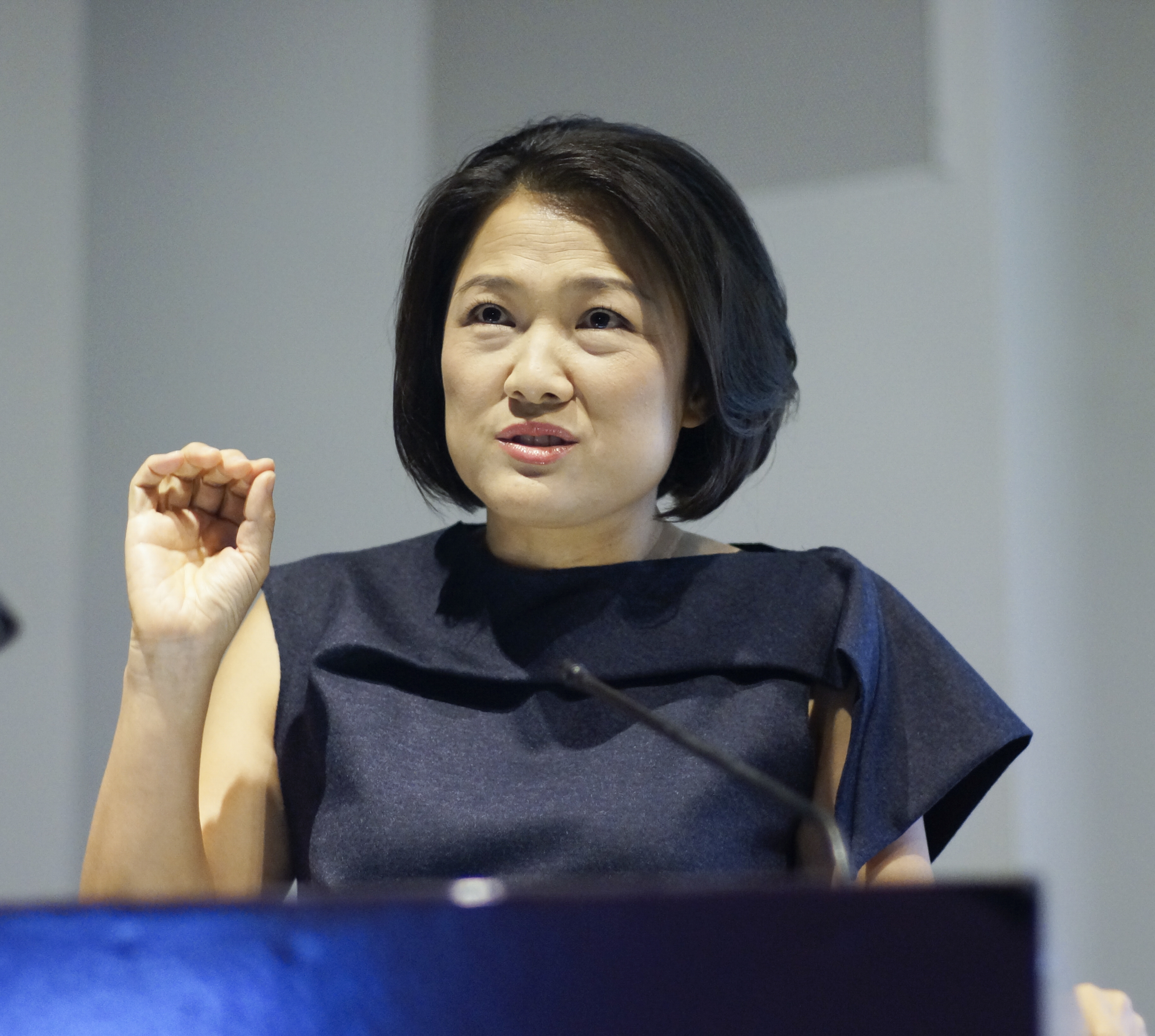
Zhang Xin (* 1965)

- 1965: Zhang Xin, chinesische Unternehmerin
- 1966: Torsten Fröhling, deutscher Fußballspieler und -trainer
- 1966: Aurelija Stancikienė, litauische Politikerin
- 1967: Jan Eriksson, schwedischer Fußballspieler
- 1967: Judianna Makovsky, US-amerikanische Kostümbildnerin
- 1967: Doug Roth, US-amerikanischer Basketballspieler
- 1967: Swantje Volkmann, Historikerin und Kulturreferentin für Südosteuropa
- 1968: Dagmar Belakowitsch, österreichische Politikerin
- 1968: Andreas Kisser, brasilianischer Gitarrist

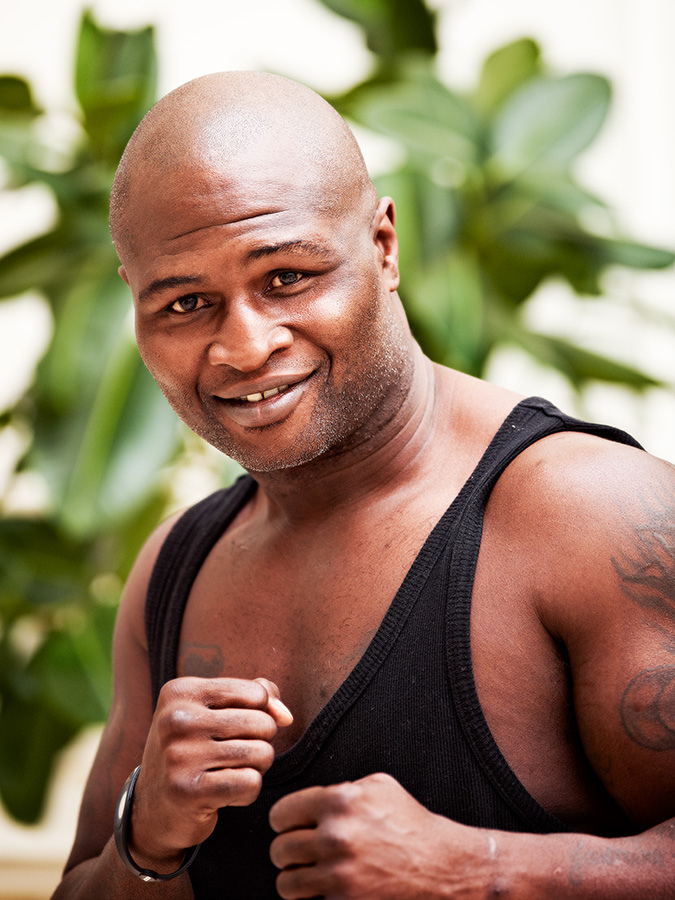
James Toney (* 1968)

- 1968: James Toney, US-amerikanischer Boxer
- 1969: Jürg Grossen, Schweizer Politiker
- 1970: Stephan Paßlack, deutscher Fußballspieler
- 1970: Michael Roth, deutscher Politiker, MdB
- 1970: Sandra Whyte, US-amerikanische Eishockeyspielerin
- 1971: Aileen McLeod, schottische Politikerin
- 1971: Marika Mikkola, finnische Orientierungsläuferin
- 1971: Tom Zenker, deutscher Regisseur, Drehbuchautor und Filmeditor
- 1972: Jean-Luc Brassard, kanadischer Freestyle-Skier
- 1972: Olga Sawjalowa, russische Skilangläuferin
- 1972: Fritz Strobl, österreichischer Skirennläufer

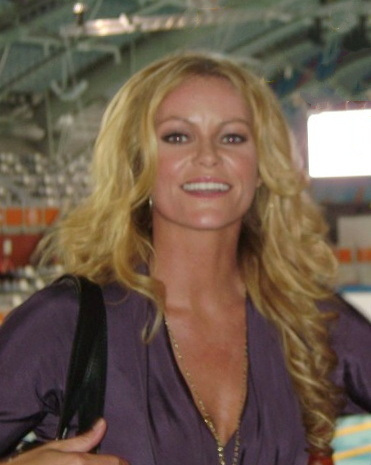
Inge de Bruijn (* 1973)

- 1973: Inge de Bruijn, niederländische Schwimmerin, Olympiasiegerin
- 1973: Anne Cathrin Buhtz, deutsche Schauspielerin
- 1973: Anna Carlsson, deutsche Schauspielerin
- 1973: Dave Chappelle, US-amerikanischer Comedian und Schauspieler
- 1973: Taylor Mac, US-amerikanischer Schauspieler, Dramatiker und Performancekünstler
- 1974: Jennifer Lien, US-amerikanische Schauspielerin
- 1975: James D’Arcy, britischer Schauspieler
- 1975: Marc Miller, US-amerikanischer Autorennfahrer

#### 1976–2000

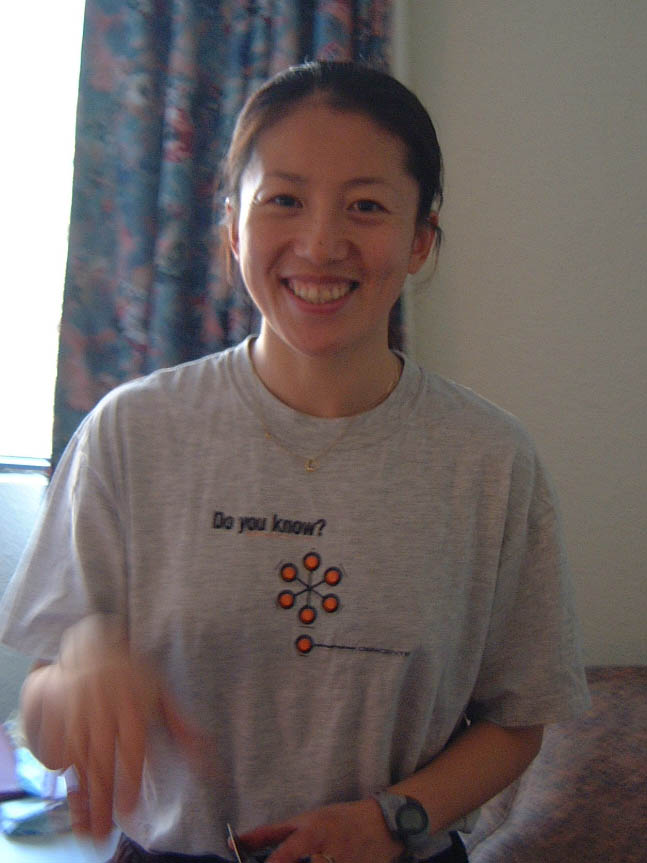
Yang Yang (* 1976)
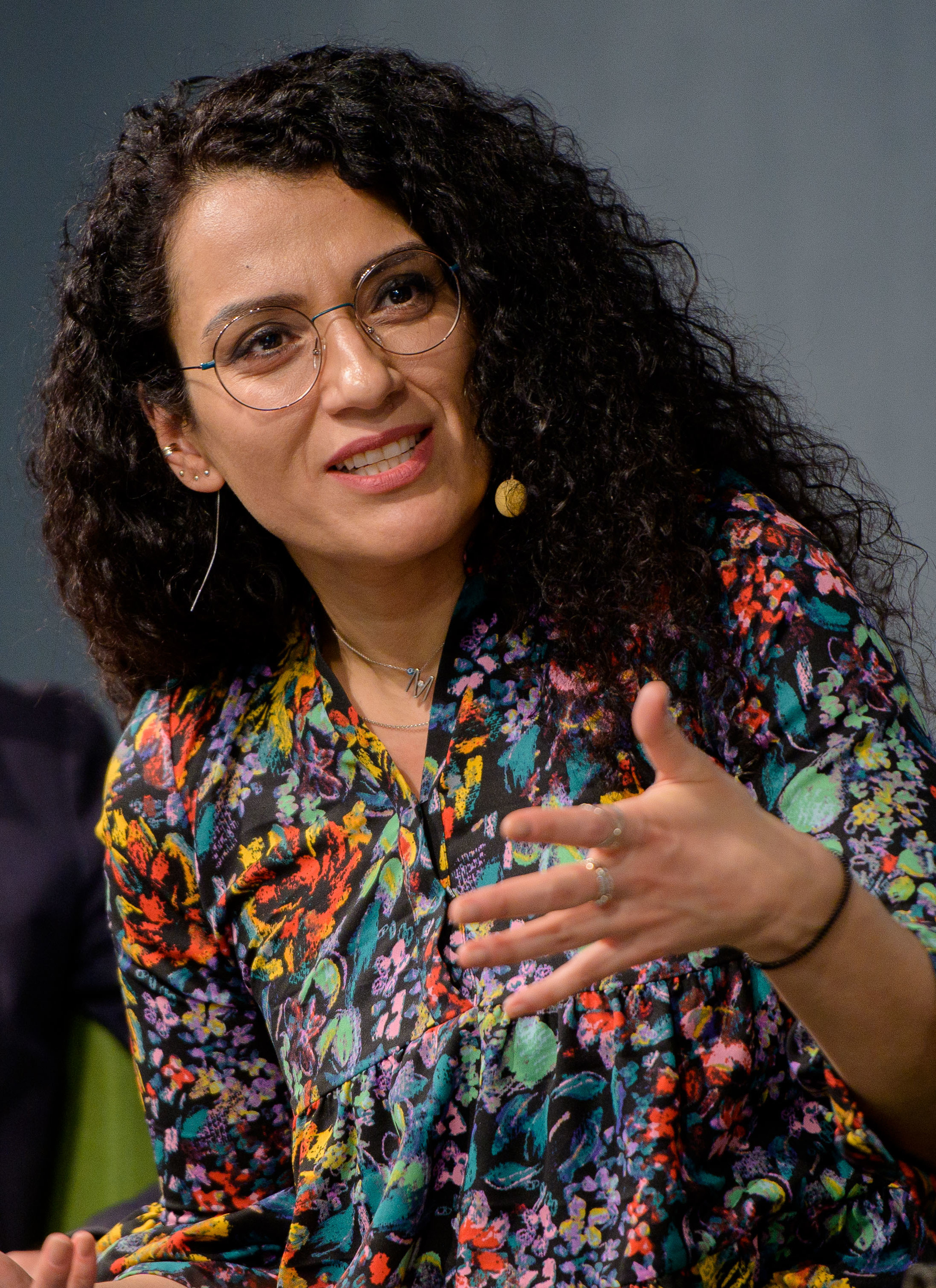
Safiye Can  (* 1977)
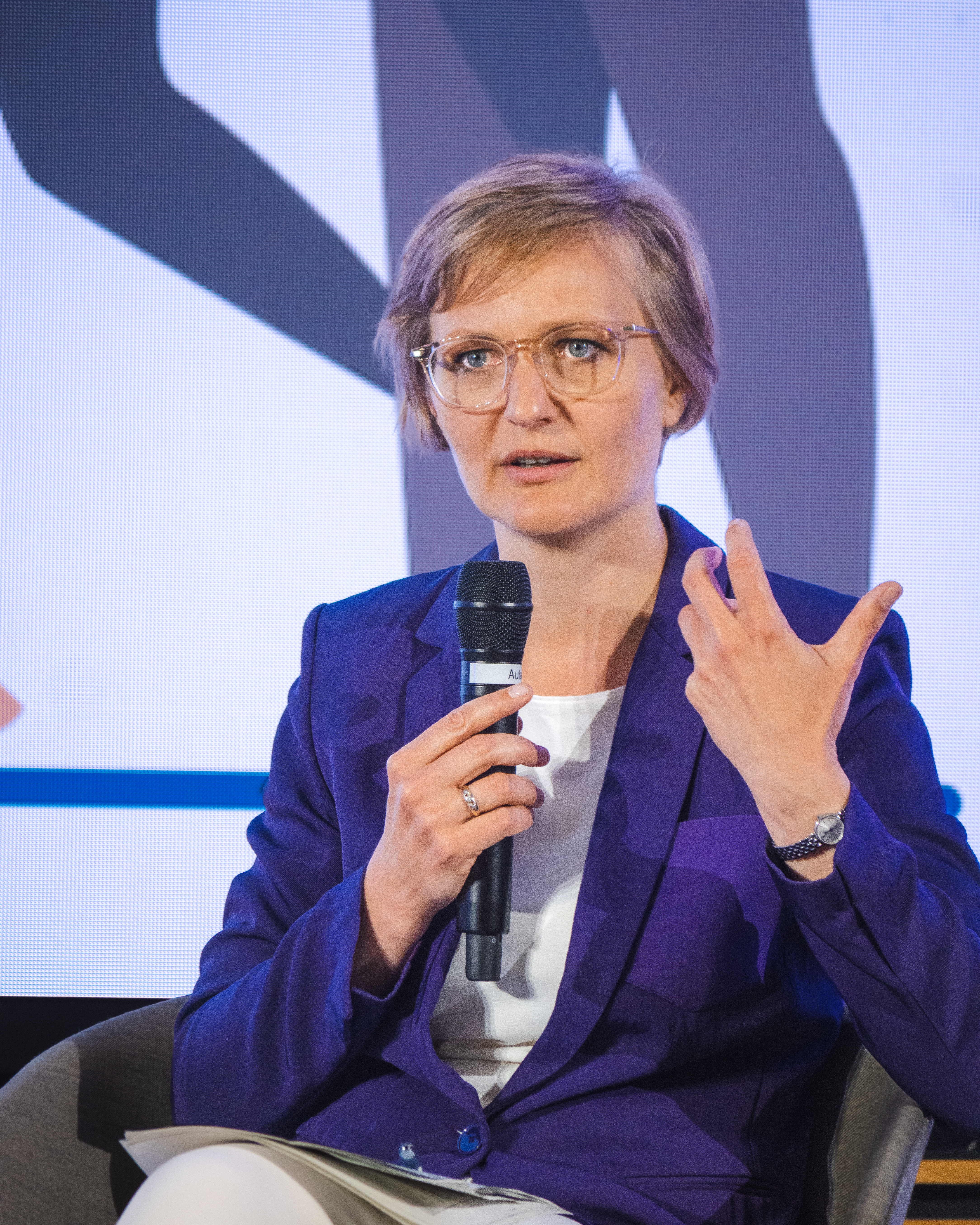
Franziska Brantner (* 1979)

- 1976: Alex O’Loughlin, australischer Schauspieler
- 1976: Yang Yang, chinesische Shorttrack-Läuferin
- 1977: Jarkko Ahola, finnischer Musiker
- 1977: Safiye Can, deutsche Dichterin, Schriftstellerin und literarische Übersetzerin
- 1977: Robert Enke, deutscher Fußballspieler
- 1977: John Green, US-amerikanischer Schriftsteller, Videoblogger, Filmproduzent und Podcaster
- 1977: Jürgen Macho, österreichischer Fußballspieler
- 1978: Yves Allegro, Schweizer Tennisspieler
- 1978: Reynaldo Rivera, philippinischer Dartspieler
- 1979: Franziska Brantner, deutsche Politikerin
- 1979: Orlando Engelaar, niederländischer Fußballspieler

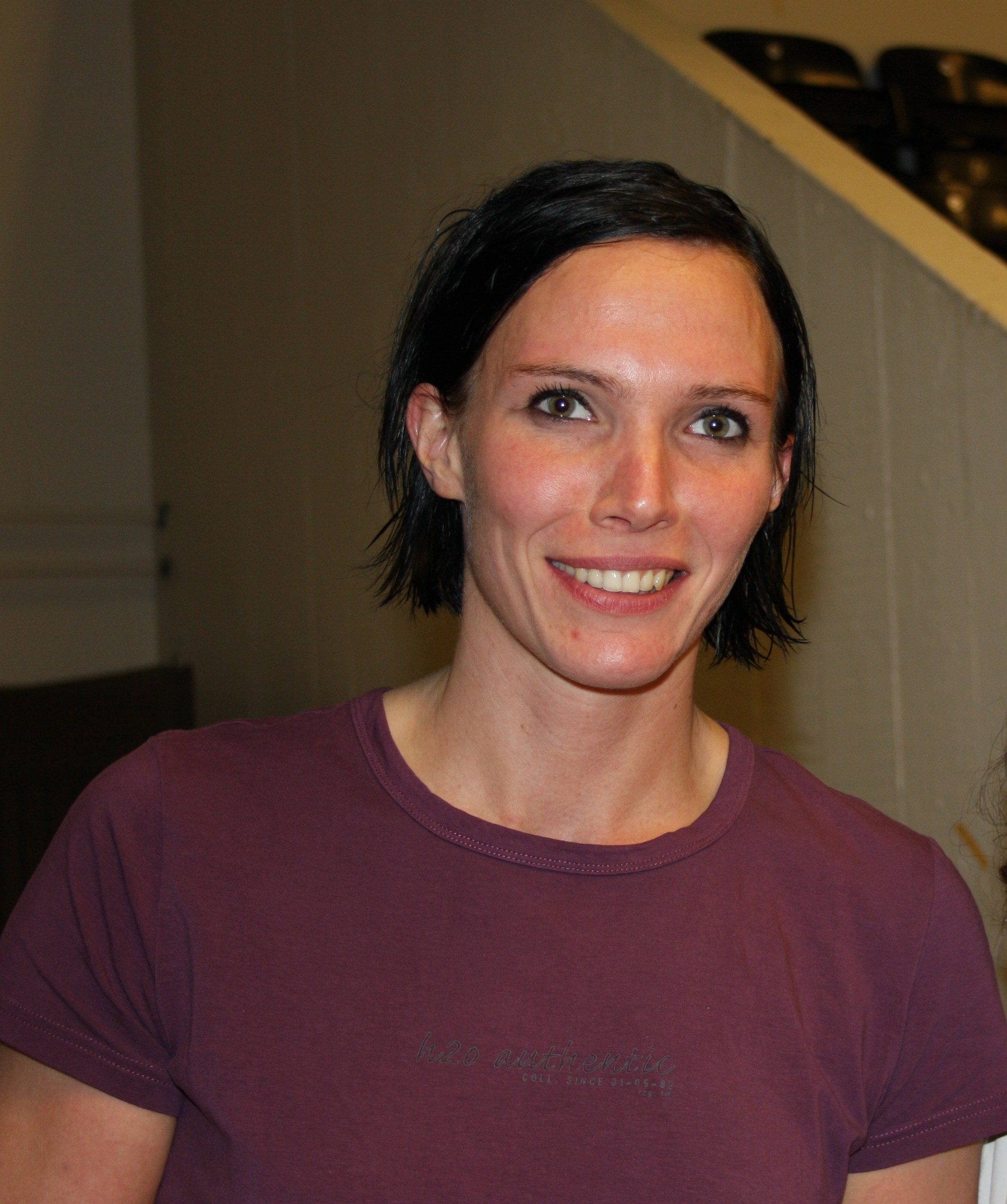
Katja Nyberg (* 1979)
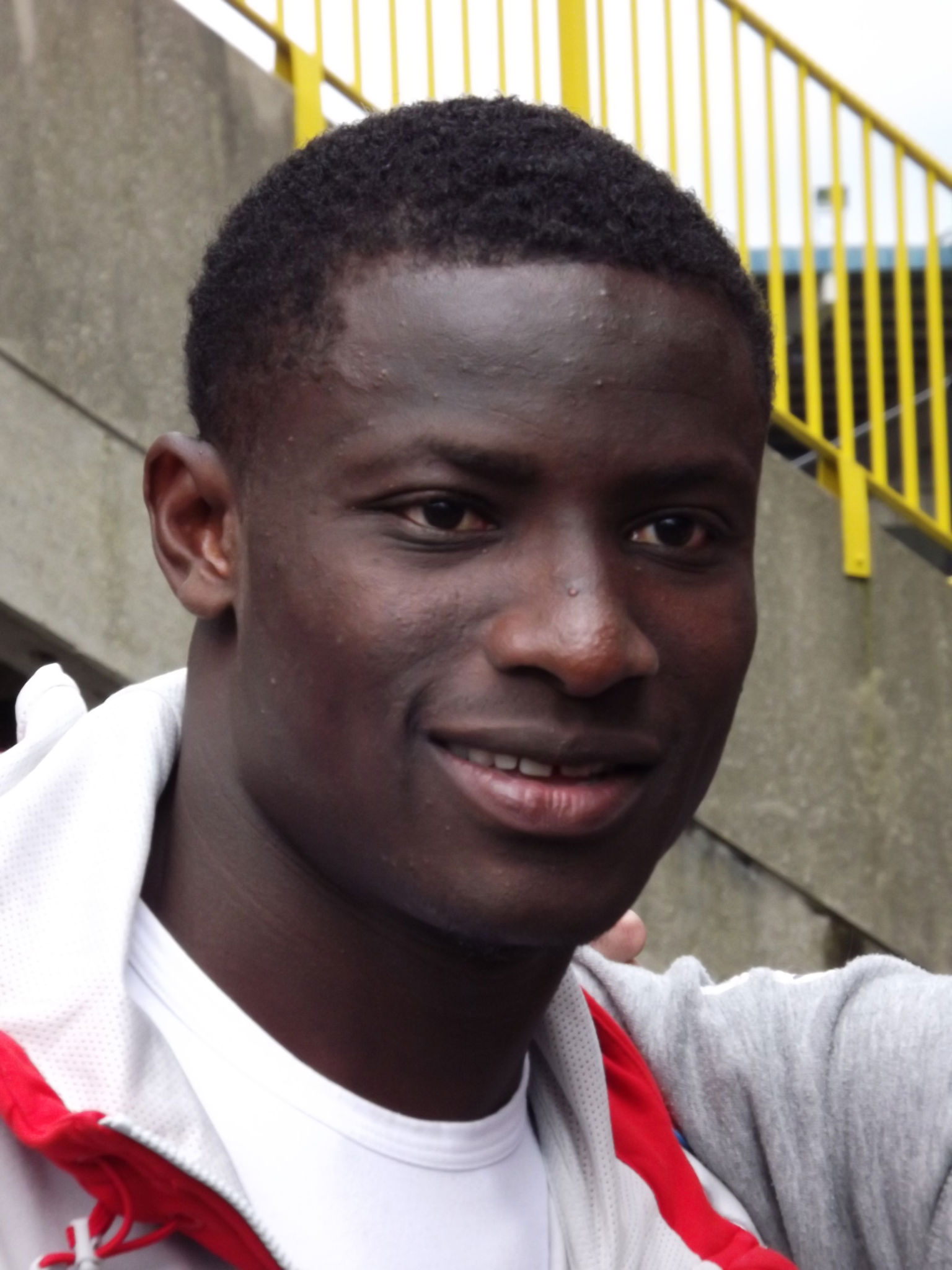
Joseph Akpala (* 1986)
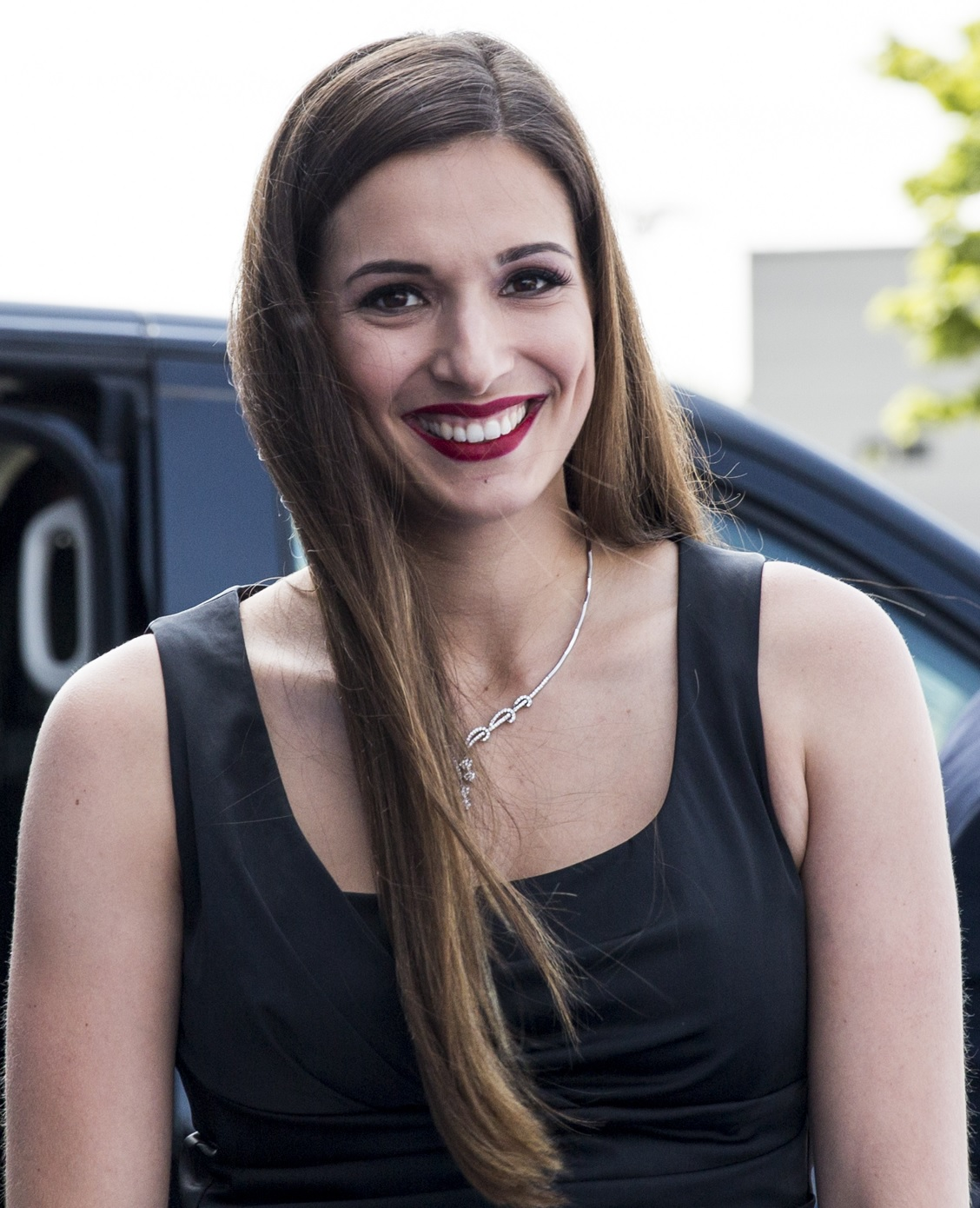
Sally Özcan (* 1988)

- 1979: Katja Nyberg, norwegische Handballspielerin
- 1980: Rachael Carpani, australische Schauspielerin
- 1981: Chad Michael Murray, US-amerikanischer Schauspieler
- 1981: Goran Šukalo, slowenischer Fußballspieler
- 1982: Anders Bardal, norwegischer Skispringer
- 1982: José Bosingwa, portugiesischer Fußballspieler
- 1982: Kim Källström, schwedischer Fußballspieler
- 1982: Tomáš Mrázek, tschechischer Sportkletterer
- 1983: Marcel Goc, deutscher Eishockeyspieler
- 1983: Aivis Jurdžs, lettischer Handballspieler
- 1983: Sandro Eric Sosing, philippinischer Dartspieler
- 1984: Marcel Landers, deutscher Fußballspieler
- 1984: Lumidee, US-amerikanische Hip-Hop- und R&B-Musikerin
- 1984: Karim Soltani, algerisch-französischer Fußballspieler
- 1986: Joseph Akpala, nigerianischer Fußballspieler
- 1986: Fabiano Santacroce, italienischer Fußballspieler
- 1987: Vanessa Eckart, deutsche Schauspielerin und Synchronsprecherin
- 1987: Ri Jun-il, nordkoreanischer Fußballspieler
- 1987: Anže Kopitar, slowenischer Eishockeyspieler
- 1988: Nicholas Alexander, US-amerikanischer Skispringer
- 1988: Rupert Grint, britischer Schauspieler
- 1988: Sally Özcan, deutsch-türkische Webvideoproduzentin
- 1991: Stefan Bell, deutscher Fußballspieler
- 1991: Mark Uth, deutscher Fußballspieler
- 1993: Björn Jopek, deutscher Fußballspieler
- 1993: Marina Rajčić, montenegrinische Handballspielerin
- 1994: Mathieu Jaminet, französischer Autorennfahrer
- 1994: Samuel Rösch, deutscher Sänger
- 1996: Luca Amato, deutscher Motorradrennfahrer
- 1997: Amber Bongard, deutsche Schauspielerin
- 1997: Heinz Mörschel, deutscher Fußballspieler
- 1997: Alan Walker, norwegischer DJ und Produzent
- 1998: Marc Hirschi, Schweizer Radrennfahrer
- 2000: Lewis Miller, australischer Fußballspieler
- 2000: Ben Paton, kanadischer Fußballspieler

## Gestorben

### Vor dem 16. Jahrhundert

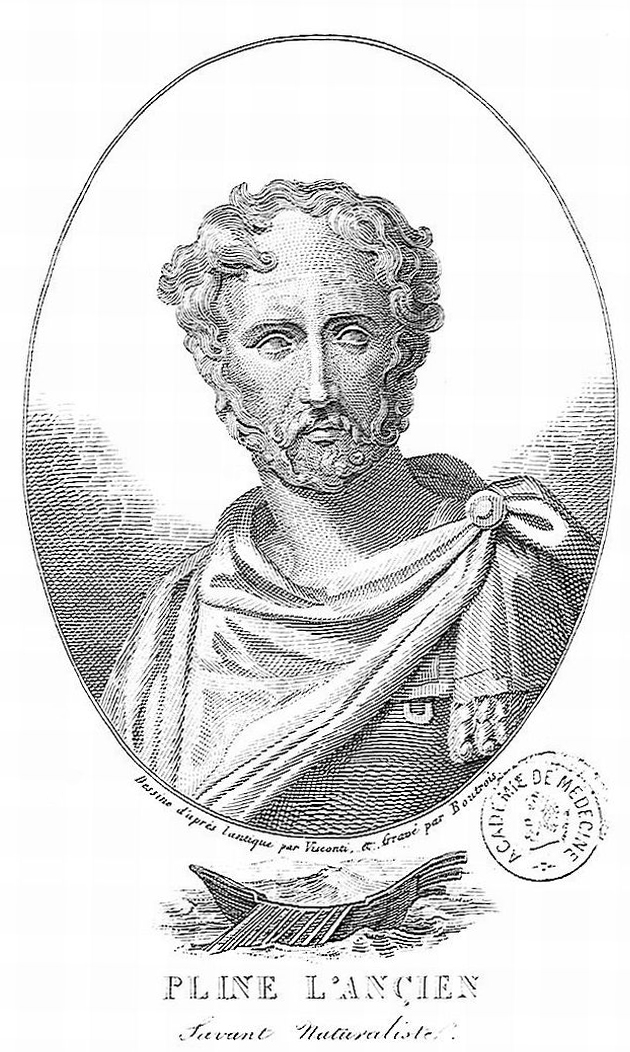
Plinius der Ältere († 79)

- 0079: Plinius der Ältere, römischer Gelehrter
- 0661: Kōgyoku, Kaiserin von Japan
- 0672: Kōbun, 39. Kaiser von Japan
- 0684: Ouen, fränkischer Bischof und Heiliger
- 0845: Leuderich, Bischof von Bremen
- 0998: Sisinios II., Patriarch von Konstantinopel
- 1032: Libentius II., Erzbischof von Bremen
- 1042: Michael V., byzantinischer Kaiser
- 1051: Hunfried, Erzbischof von Ravenna
- 1101: Su Shi, chinesischer Dichter, Maler, Kalligraf und Politiker
- 1103: Magnus III., König von Norwegen
- 1167: Eberhard der Schwabe, Bischof von Regensburg
- 1197: Gottfried II., Bischof von Würzburg
- 1217: Eustache le Moine, französischer Pirat und Söldner
- 1230: Geoffrey de Say, englischer Adeliger und Rebell
- 1244: Athanasios II., melkitischer Patriarch von Jerusalem
- 1261: Ela of Salisbury, englische Adelige und Äbtissin
- 1288: Bruno von Kirchberg, Bischof von Brixen
- 1289: Patrick Dunbar, 6. Earl of Dunbar, Militärbefehlshaber an der schottisch-englischen Grenze
- 1290: Zawisch von Falkenstein, bedeutender Adliger aus dem Geschlecht der Witigonen
- 1309: Theobald de Verdon, anglo-irischer Adeliger
- 1313: Heinrich VII., Graf von Luxemburg und Laroche, römisch-deutscher Kaiser
- 1318: Richard Newport, englischer Geistlicher
- 1322: Beatrix von Schlesien-Schweidnitz, römisch-deutsche Königin

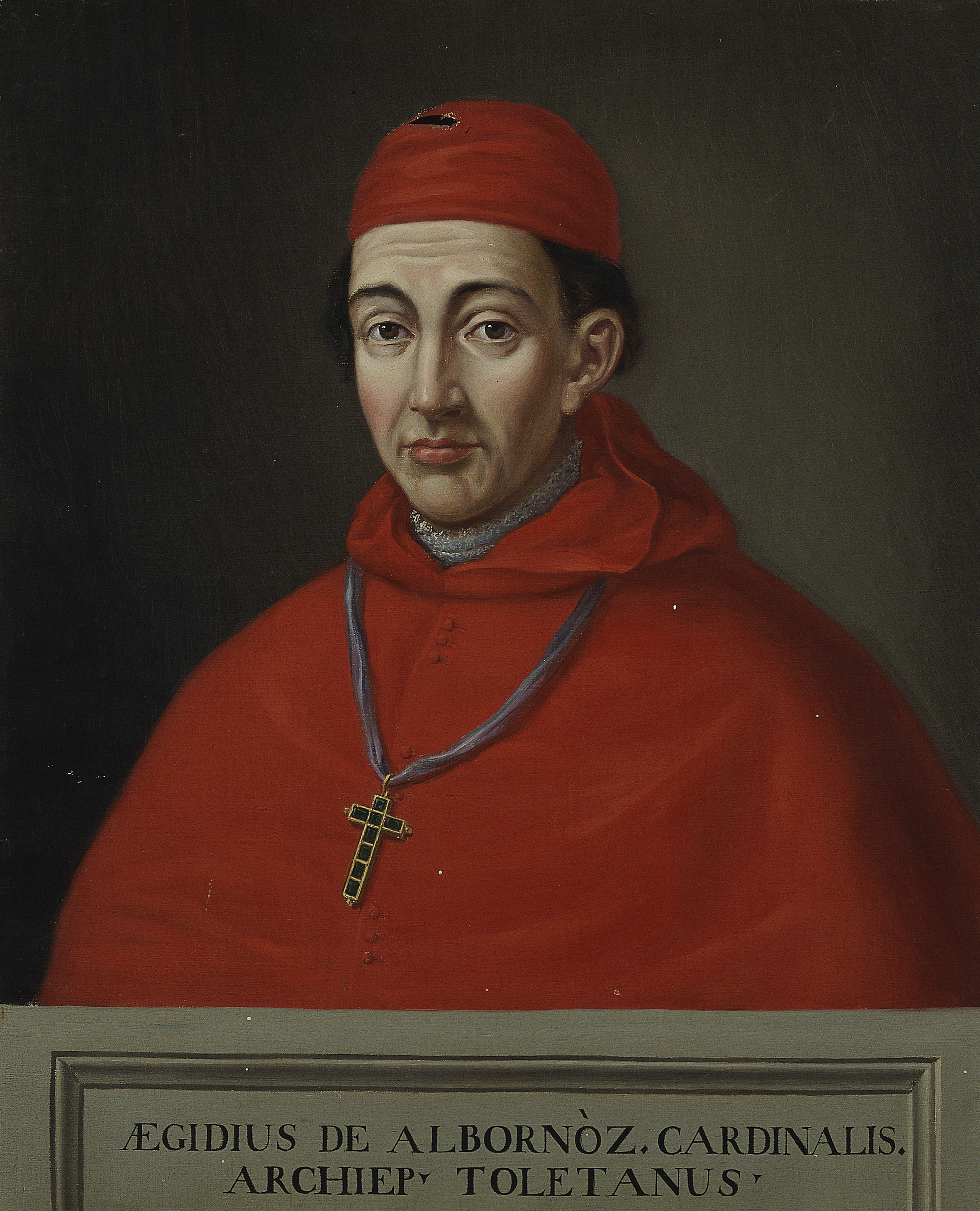
Gil Álvarez Carrillo de Albornoz († 1367)

- 1367: Gil Álvarez Carrillo de Albornoz, spanischer Kardinal und Verwalter des Kirchenstaats
- 1368: Barnim III., Herzog von Pommern-Stettin
- 1371: Eduard, Herzog von Geldern
- 1372: Kasimir III., Herzog von Pommern-Stettin
- 1404: Maddalena Visconti, Herzogin von Bayern-Landshut
- 1431: Ruprecht II., Herzog von Lüben und Haynau, Großprior des Malteser-Ordens

### 16./17. Jahrhundert
- 1507: Cecily of York, englische Prinzessin
- 1511: Albrecht von Bibra, Domherr von Würzburg und Bamberg
- 1516: al-Ghuri, Sultan des ägyptischen Mamluken-Reichs
- 1522: Gaspard I. de Coligny, seigneur de Châtillon, französischer Marschall
- 1540: Parmigianino, italienischer Maler des Manierismus
- 1542: Gasparo Contarini, italienischer Kardinal

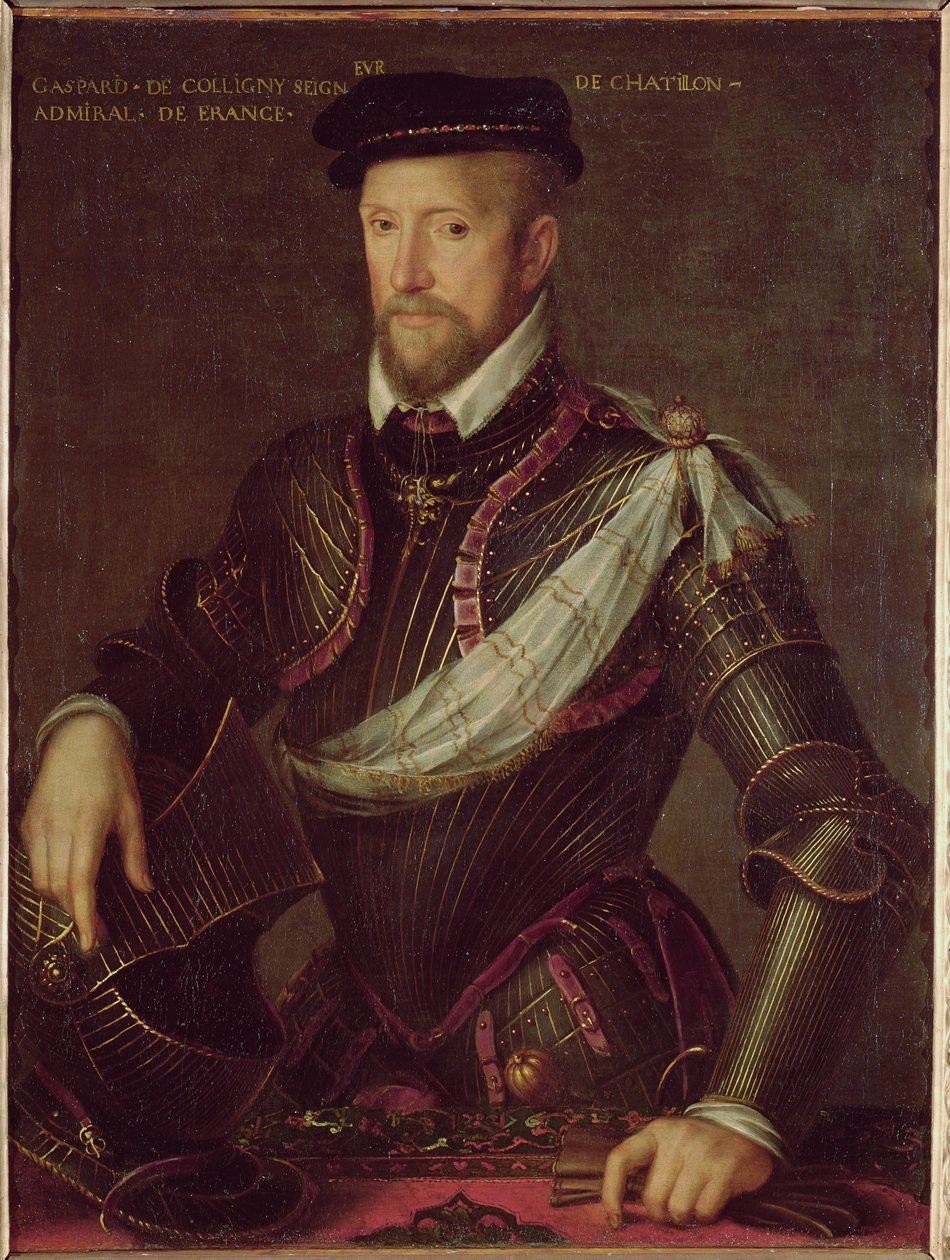
Gaspard de Coligny († 1572)

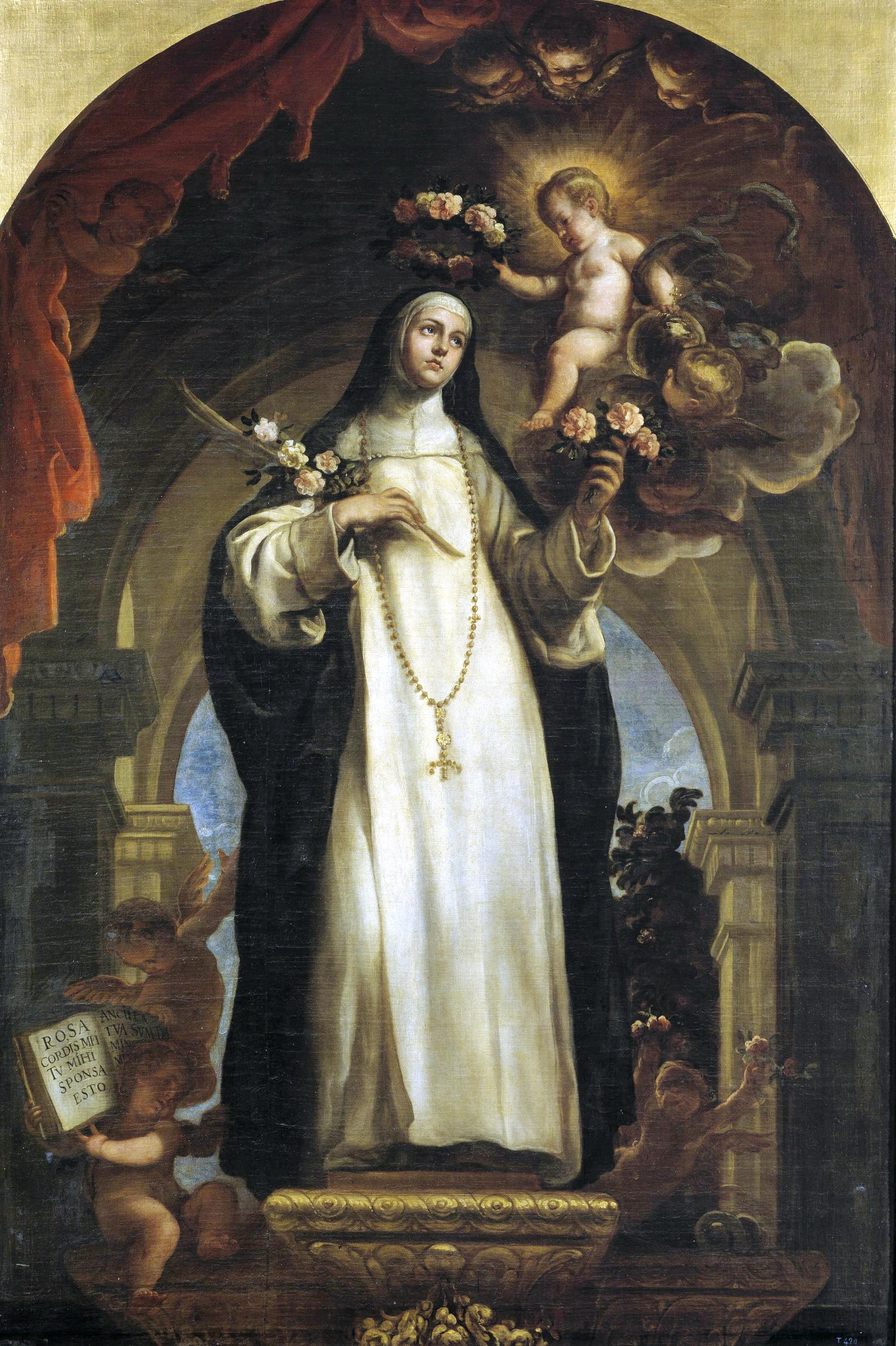
Rosa von Lima († 1617)

- 1549: Wymond Carew, englischer Höfling und Politiker
- 1551: Nikolaus Medler, deutscher lutherischer Theologe und Reformator
- 1558: Johannes Garcaeus der Ältere, deutscher lutherischer Theologe und Reformator
- 1558: Vettor Grimani, venezianischer Patrizier, Prokurator von San Marco und Mäzen
- 1568: Ludwig Casimir, Graf zu Hohenlohe-Neuenstein und kaiserlicher Rat
- 1572: Gaspard II. de Coligny, französischer Admiral und Hugenottenführer, Opfer der Bartholomäusnacht
- 1572: Claude Goudimel, französischer Komponist, Opfer der Bartholomäusnacht
- 1572: Petrus Ramus, französischer hugenottischer Philosoph und Humanist, Opfer der Bartholomäusnacht
- 1582: Anna, Gräfin von Tecklenburg, Bentheim und Steinfurt
- 1583: Hans Seeck, deutscher Bildhauer
- 1595: Karl von Mansfeld, Militär in spanischen, französischen und kaiserlichen Diensten
- 1617: Rosa von Lima, peruanische Mystikerin, geweihte Jungfrau, Dominikaner-Terzianerin und erste Heilige Amerikas
- 1622: Metta von Limburg-Styrum, Äbtissin im Stift Freckenhorst
- 1633: Ambrosius Rhode, deutscher Mathematiker, Astronom und Mediziner
- 1635: Egon VIII., Reichsgraf, bayrischer Generalfeldzeugmeister und Heerführer
- 1652: Otto Brokes, Lübecker Bürgermeister
- 1652: Johan Adler Salvius, schwedischer Diplomat und Reichsrat
- 1664: Cornelis Pietersz. Bega, niederländischer Maler und Radierer
- 1670: William Neile, englischer Mathematiker
- 1679: Jean-François Paul de Gondi, Erzbischof von Paris
- 1680: Ferdinand Bol, niederländischer Maler, Schüler Rembrandts

### 18. Jahrhundert
- 1701: Ahasverus Fritsch, deutscher Jurist und Kirchenlieddichter
- 1702: Louis Thomas von Savoyen-Carignan, Graf von Soissons, Offizier des französischen und österreichischen Heeres
- 1704: Ludolf Hugo, deutscher Jurist und Politiker

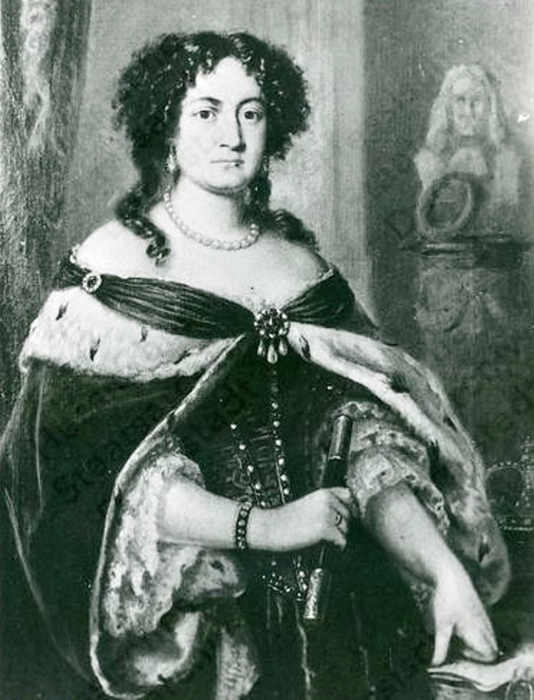
Elisabeth Dorothea von Sachsen-Gotha-Altenburg († 1709)

- 1709: Elisabeth Dorothea von Sachsen-Gotha-Altenburg, Landgräfin von Hessen-Darmstadt
- 1712: François de Rohan-Soubise, Fürst von Soubise
- 1724: Andreas Kneller, deutscher Komponist
- 1730: Jacques Garrigue, Juwelier und Kirchenvorstand der Französischen Reformierten Kirche Magdeburgs
- 1731: Justus Gotthard Rabener, deutscher lutherischer Prediger und Autor
- 1733: Pierre-Étienne Monnot, französischer Bildhauer
- 1733: Jean-Baptiste Moreau, französischer Komponist
- 1739: Takebe Katahiro, japanischer Mathematiker
- 1747: Johann Georg Schröter, deutscher Orgelbauer

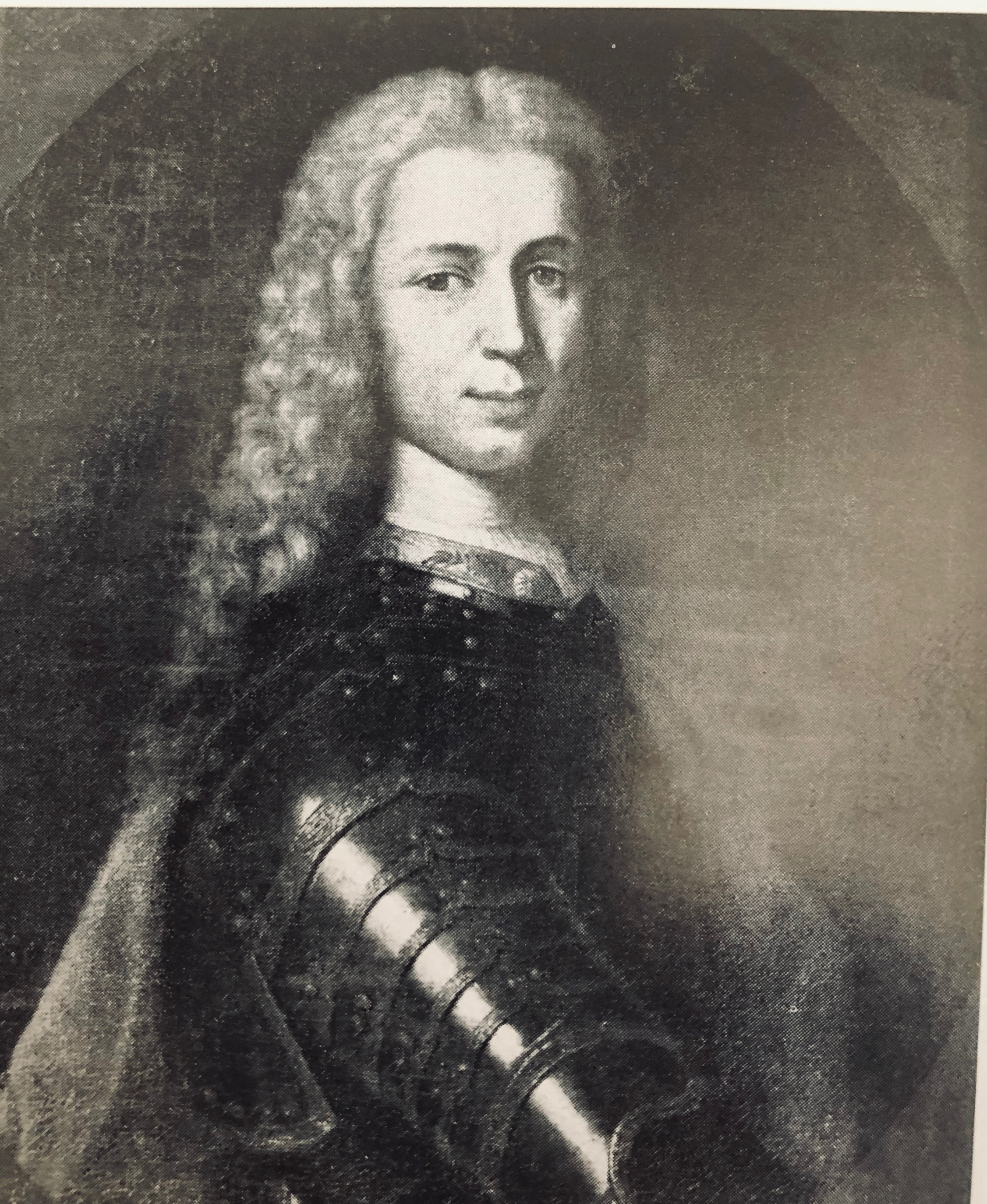
Christian Franz Dietrich von Fürstenberg († 1755)

- 1755: Christian Franz Dietrich von Fürstenberg, kurkölnischer Politiker
- 1758: Bartolomeo Nazari, italienischer Maler
- 1759: Ewald Christian von Kleist, deutscher Dichter und preußischer Offizier
- 1766: Friedrich Wilhelm Otte, Eckernförder Großkaufmann, Reeder, Unternehmer, Politiker und Diplomat
- 1768: Antonio de Guill y Gonzaga, spanischer Offizier, Kolonialverwalter sowie Gouverneur von Panama und Chile
- 1779: Christian Friedrich Herold, deutscher Porzellanmaler
- 1783: Tichon von Sadonsk, Bischof von Woronesch
- 1788: David-Philippe de Treytorrens, Schweizer Offizier in fremden Diensten und Kaufmann
- 1791ː Caroline von Keyserling, Königsberger Adelige, Künstlerin und Gesellschaftsdame
- 1794: Hendrik Hooft, Bürgermeister von Amsterdam
- 1796: Elisabeth Ziesenis, deutsche Malerin

### 19. Jahrhundert
- 1804: Josef Valentin Adamberger, deutscher Opernsänger
- 1807: Jacques-Christophe Valmont de Bomare, französischer Naturforscher

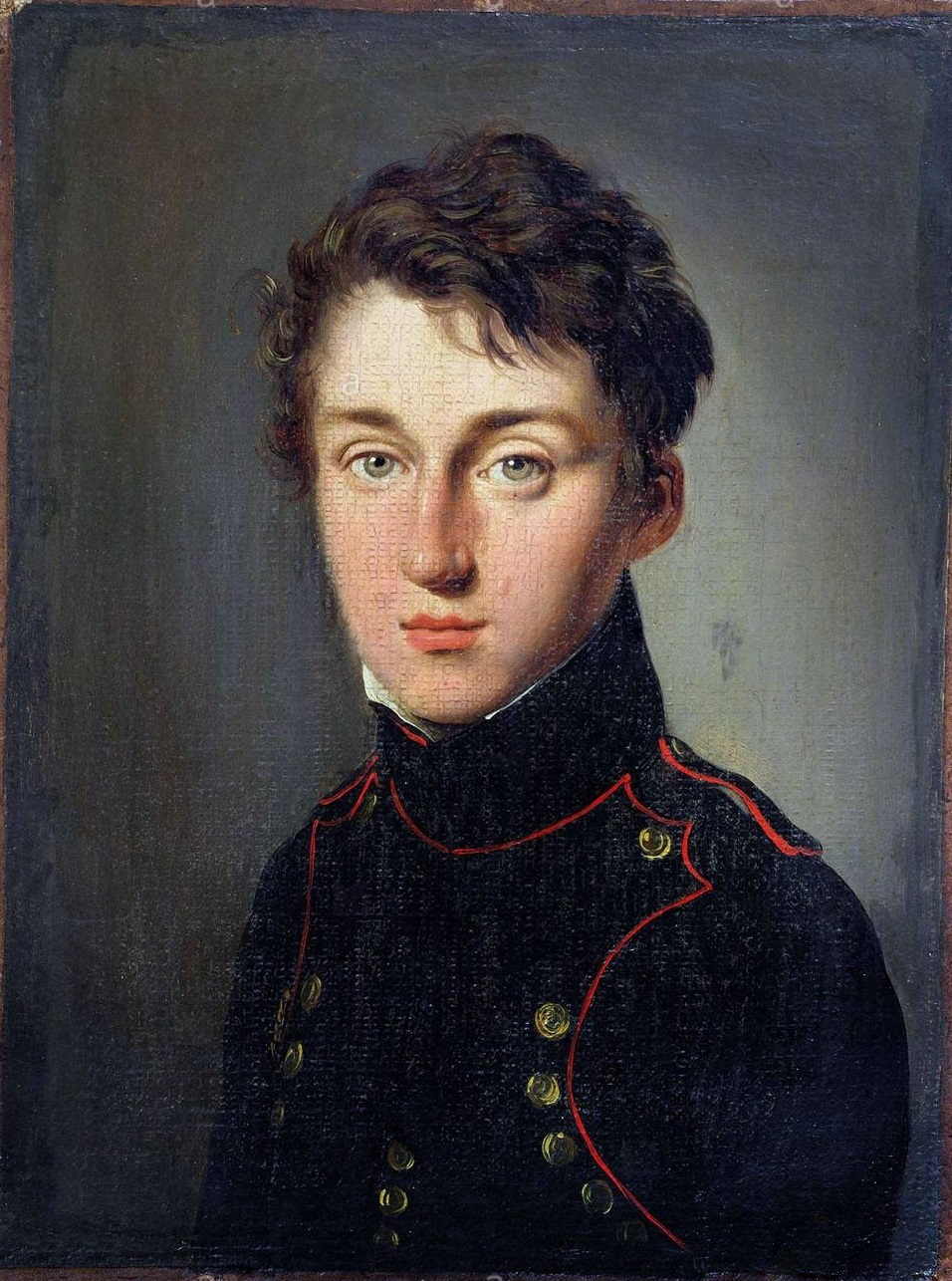
Nicolas Léonard Sadi Carnot († 1832)

- 1832: Nicolas Léonard Sadi Carnot, französischer Physiker
- 1833: Egbert Benson, US-amerikanischer Politiker
- 1844: Giuseppe Bernardino Bison, italienischer Maler des Klassizismus

Henri d’Artois († 1883)

- 1844: Aaron Chorin, ungarischer Rabbiner
- 1845: Stephen Barlow, US-amerikanischer Politiker
- 1846: Adam Johann von Krusenstern, erster russischer Weltumsegler
- 1847: Charles Théobald de Choiseul-Praslin, französischer Adliger
- 1852: Sarah Guppy, britische Erfinderin
- 1856: William Buckland, englischer Geologe und Paläontologe
- 1856: Carl Heyer, deutscher forstlicher Praktiker, Lehrer und Wissenschaftler
- 1857: August Wilhelm Julius Ahlborn, deutscher Landschaftsmaler
- 1857: Grigore Alexandru Ghica, Fürst der Moldau
- 1859: Johann Friedrich Ruthe, deutscher Botaniker
- 1860: Pío de Tristán, formell letzter spanischer Vizekönig in Peru und Präsident der Republik Süd-Peru
- 1864: Jakob Lorber, österreichischer Schriftsteller und Musiker
- 1873: Friedrich Paschen, deutscher Geodät und Astronom
- 1874: Georg Benjamin Mendelssohn, deutscher Geograph, Hochschullehrer und Schriftsteller

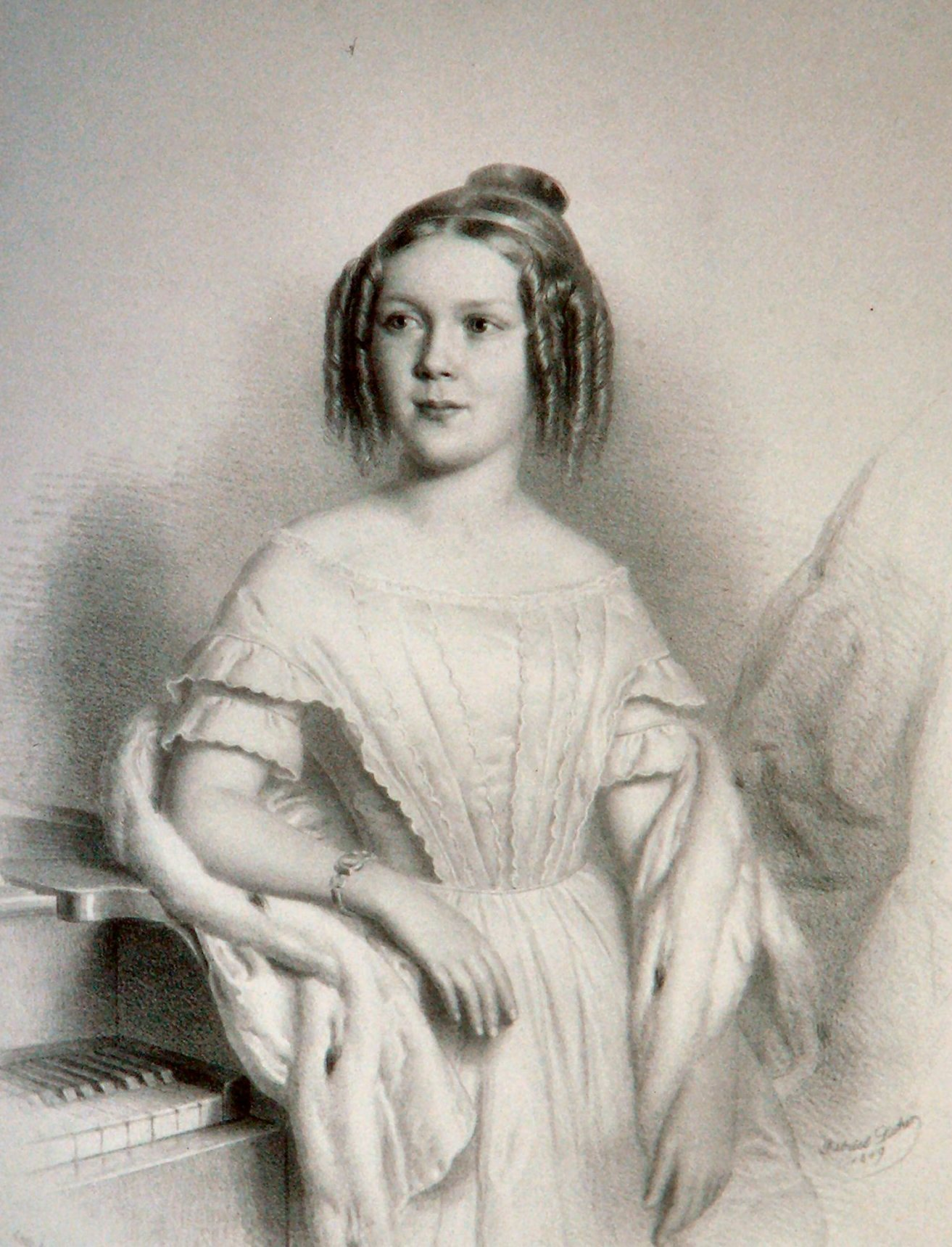
Constanze Geiger († 1890)

- 1883: Henri d’Artois, nach Ansicht der Legitimisten als Heinrich V. König von Frankreich
- 1884: Julius Strobel, deutscher Orgelbauer
- 1885: Anna Plochl, österreichische Adlige, Gräfin von Meran
- 1888: Rudolf Clausius, deutscher Physiker
- 1888: Jakob Eisendle, Südtiroler Bauer, Mechaniker und Erfinder
- 1890ː Constanze Geiger, österreichische Pianistin, Kinderdarstellerin, Theaterschauspielerin, Komponistin und Sängerin
- 1895: Ludwig Edenhofer, deutscher Orgelbauer und Violinist
- 1897: Mutsu Munemitsu, japanischer Politiker, unter anderem Außenminister

### 20. Jahrhundert

#### 1901–1950
- 1901: Gunnar Wennerberg, schwedischer Dichter, Komponist, Beamter und Politiker
- 1903: Eugen Askenasy, deutscher Biologe

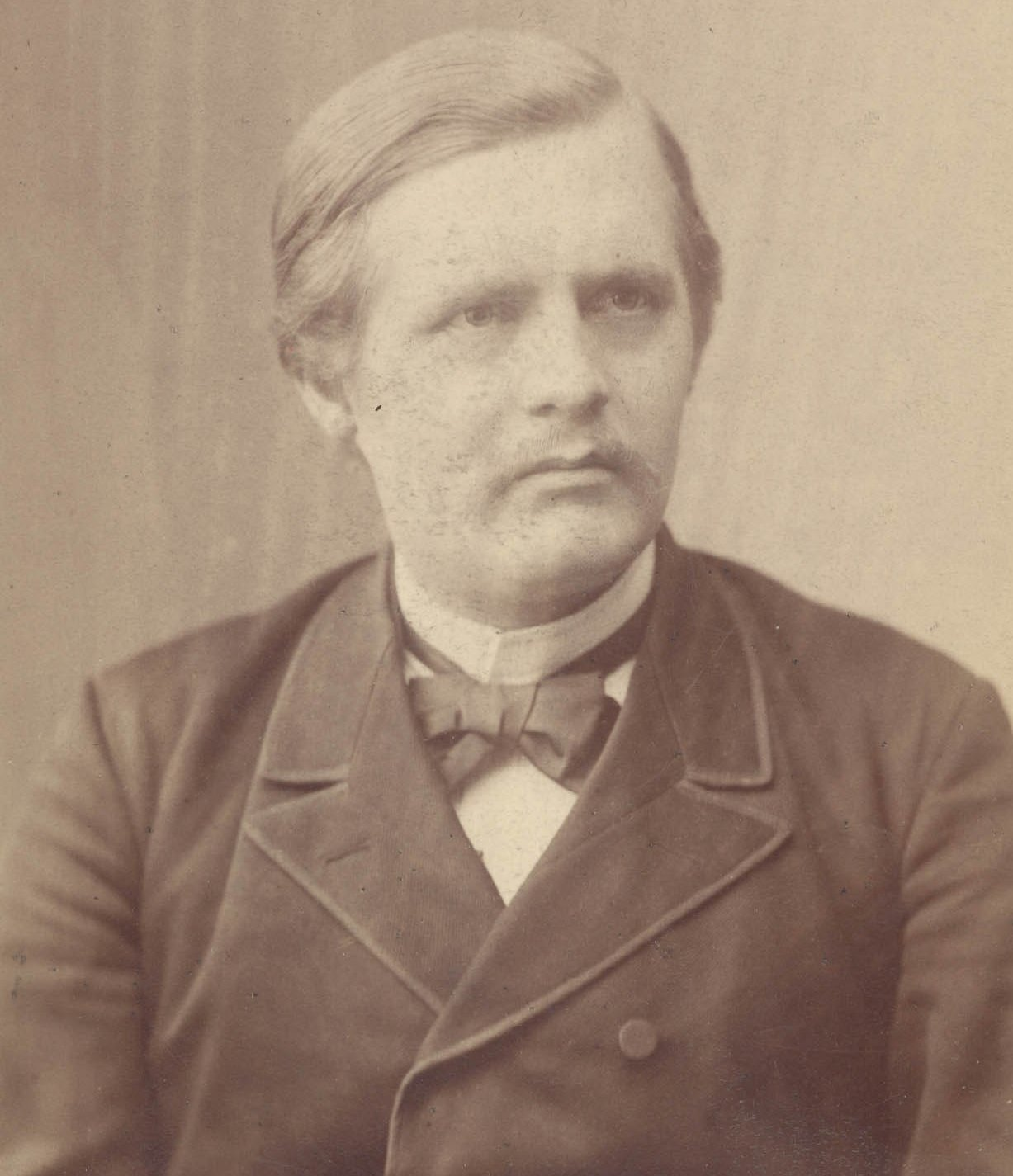
Friedrich Naumann († 1919)

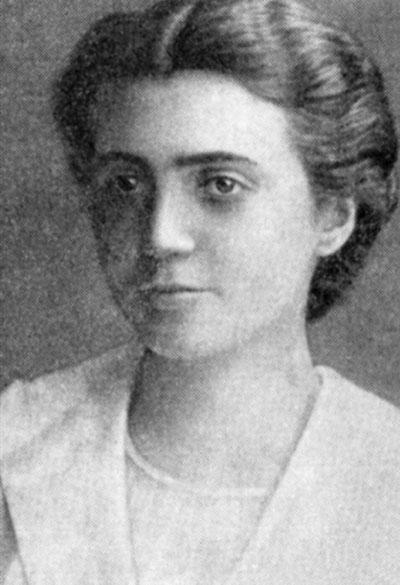
Lucja Frey († 1942)

- 1908: Bai Bureh, Herrscher des Königreichs Koya im heutigen Sierra Leone
- 1912: Moïse Saucier, kanadischer Pianist, Organist und Musikpädagoge
- 1912: Alexei Sergejewitsch Suworin, russischer Verleger und Publizist
- 1914: Johannes Weiß, deutscher Theologe
- 1919: Friedrich Naumann, deutscher evangelischer Theologe und Politiker, MdR, Sozialreformer und Publizist
- 1921: Nikolai Stepanowitsch Gumiljow, russischer Dichter
- 1923: Kate Douglas Wiggin, US-amerikanische Schriftstellerin
- 1929: Gustava Louise Georgia Emilie Grüner, dänische Malerin
- 1932: Marcellus Schiffer, deutscher Maler und Grafiker, Chansontexter und Librettist
- 1940: Paul Nipkow, deutscher Techniker und Erfinder, Fernseh-Pionier
- 1941: Eduard Hiiop, estnischer Eiskunstläufer und Leichtathlet
- 1942ː Łucja Frey-Gottesman, polnische Philosophin und Medizinerin, Opfer der Shoa
- 1943: Ernst Anemüller, deutscher Philologe, Gymnasialprofessor und Bibliothekar
- 1943: Simone Weil, französische Philosophin
- 1944: Rudolf Breitscheid, deutscher Politiker
- 1946: Harry Maasz, deutscher Gartenarchitekt und -bauschriftsteller
- 1946: Antonio Paoli, puerto-ricanischer Opernsänger
- 1950: Arturo Alessandri, chilenischer Politiker
- 1950: Ernst Wiechert, deutscher Schriftsteller

#### 1951–2000
- 1951: Louis Waizman, kanadischer Komponist, Bratschist, Posaunist, Pianist und Musikpädagoge
- 1954: Cyril Asquith, Baron Asquith of Bishopstone, britischer Jurist
- 1954: Robert Talbot, kanadischer Violinist, Musikpädagoge und Komponist

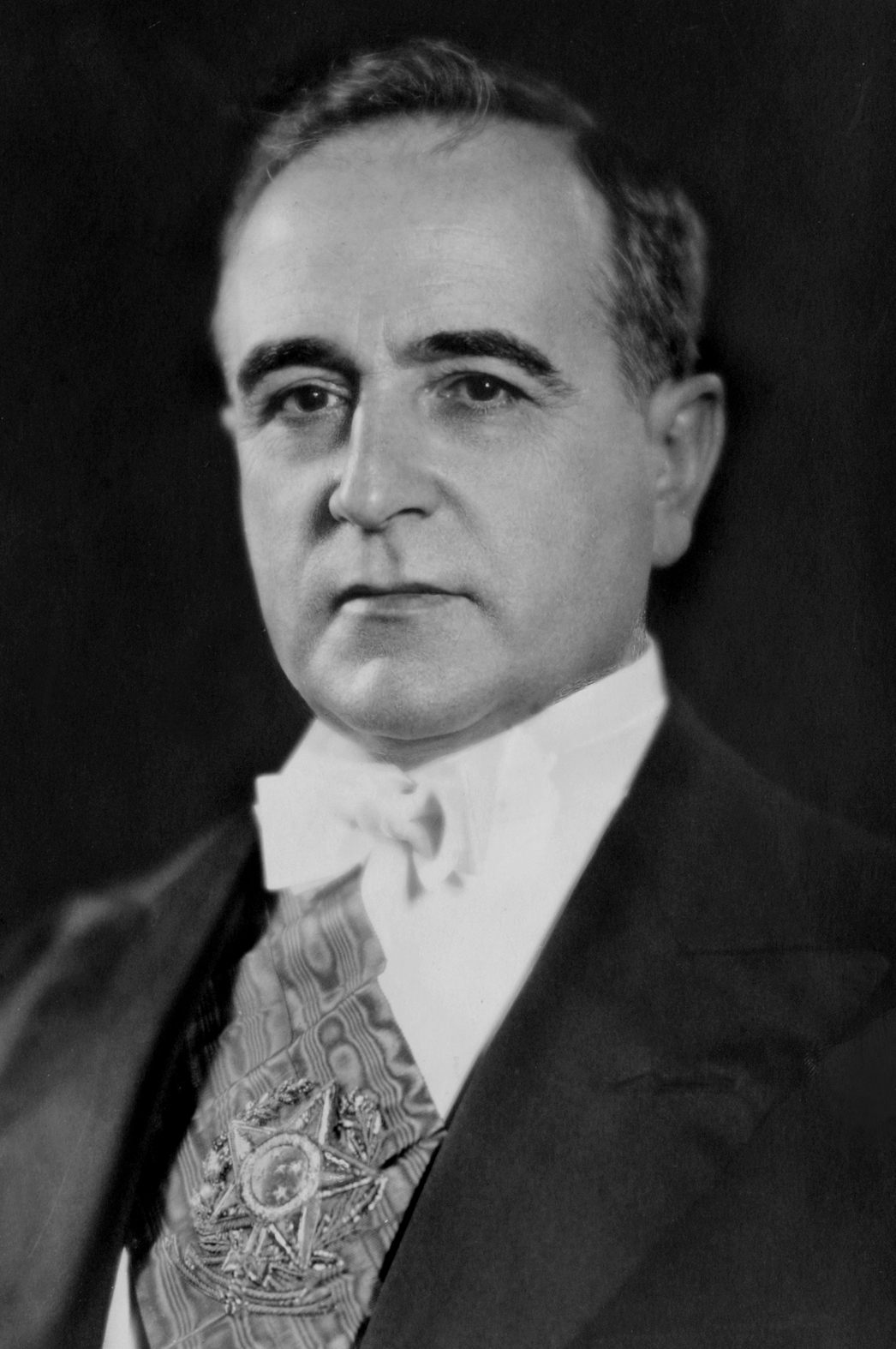
Getúlio Vargas († 1954)

- 1954: Getúlio Vargas, brasilianischer Politiker, Minister, Staatspräsident
- 1955: Hermann Röchling, deutscher Montanunternehmer
- 1957: Fritz Hillebrand, deutscher Motorradrennfahrer
- 1957: Ronald Knox britischer Theologe, Satiriker und Kriminalschriftsteller
- 1958: Inge Stoll, deutsche Motorradrennfahrerin
- 1960: Erwin Ackerknecht, deutscher Volksbibliothekar
- 1961: Günter Litfin, erstes Todesopfer an der Berliner Mauer
- 1962: Clark Templeman, US-amerikanischer Autorennfahrer
- 1963: Carl Voscherau, deutscher Schauspieler
- 1964: Otto Korfes, deutscher Historiker und Offizier
- 1964: Maurits Schoemaker, belgischer Komponist
- 1964: Hermann von Wenckstern, deutscher Forst- und Volkswirt
- 1965: Amílcar Barbuy, italienisch-brasilianischer Fußballspieler und -trainer
- 1966: Tadeusz Komorowski, polnischer Militär, Oberbefehlshaber der Heimatarmee
- 1966: Vicente Mejía Colindres, honduranischer Politiker, Minister, Staatspräsident

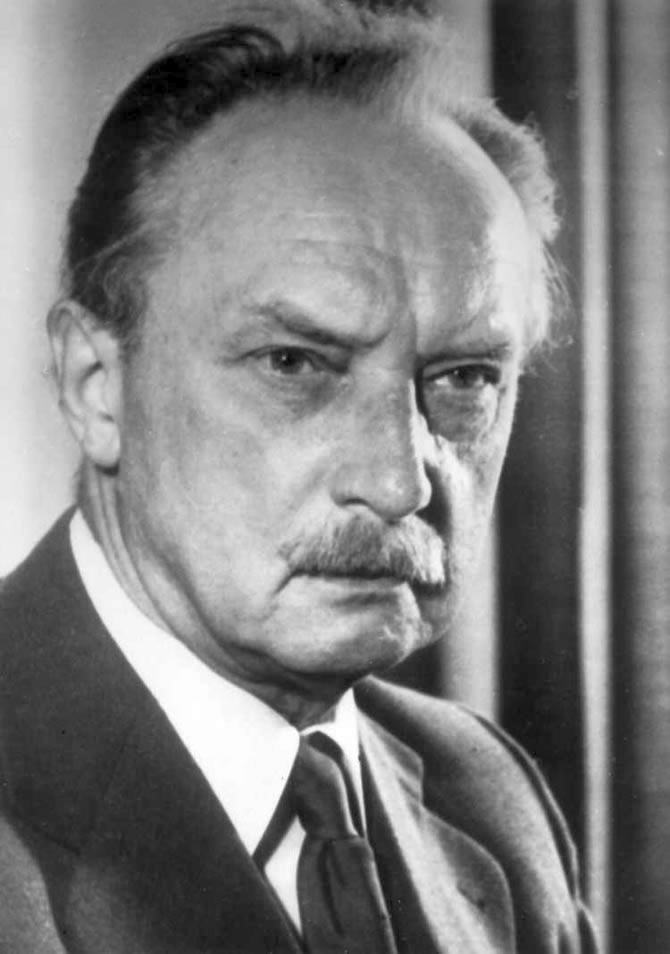
Hermann Garpow († 1967)

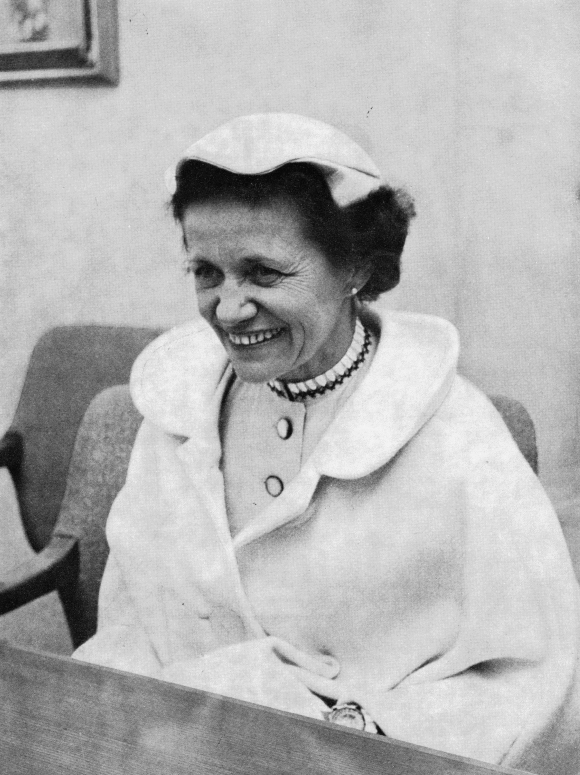
Hanna Reitsch († 1979)

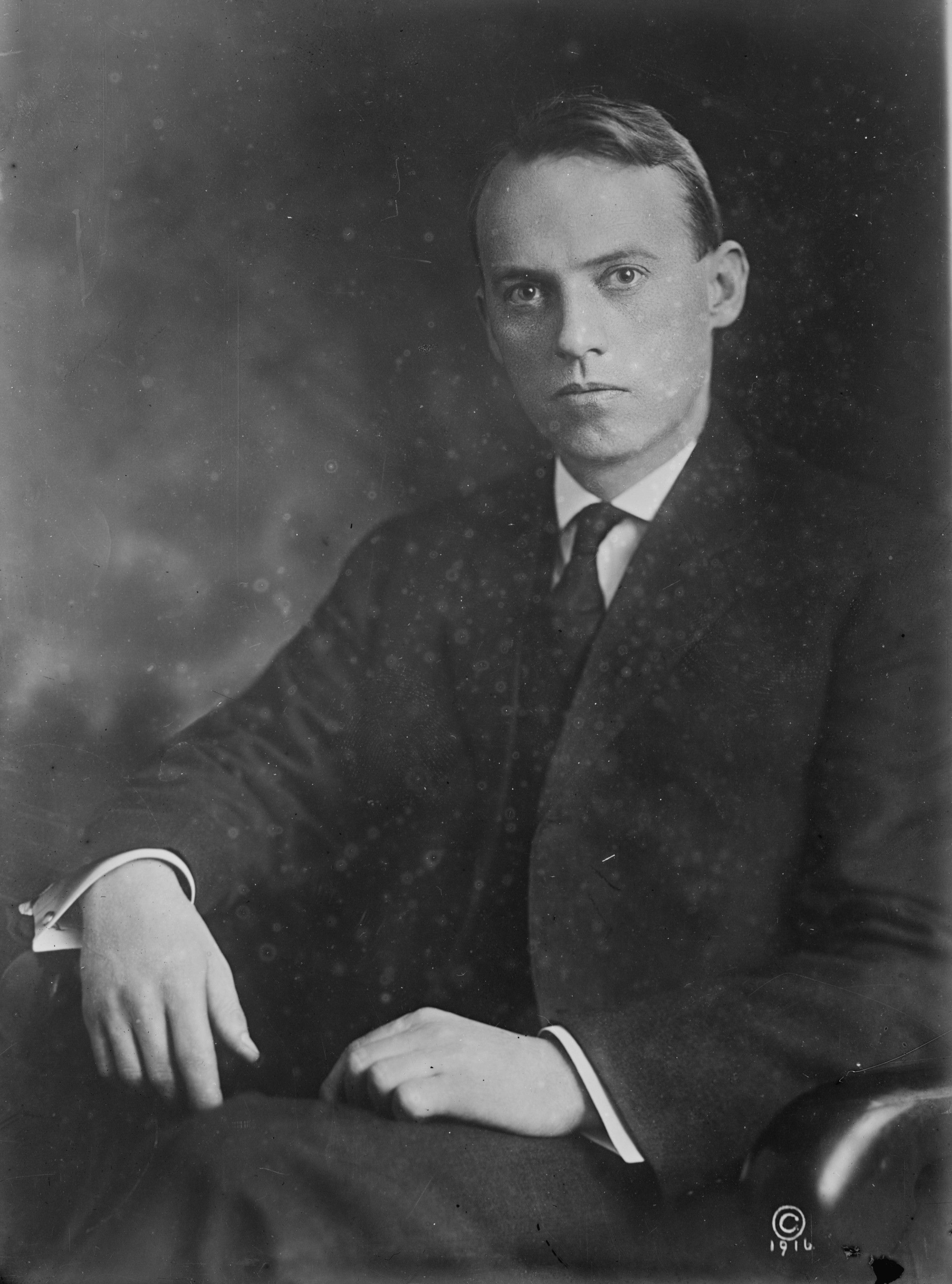
Scott Nearing († 1983)

- 1967: Hermann Grapow, deutscher Ägyptologe
- 1968ː Kathleen O’Connor, australische Malerin
- 1971: Carl Blegen, US-amerikanischer Archäologe
- 1972: Don Byas, US-amerikanischer Jazz-Tenorsaxophonist
- 1972: Emmanuel Sougez, französischer Fotograf und Autor
- 1973: Werner Böhme, deutscher Mediziner und Hochschullehrer
- 1973: Sláva Vorlová, tschechische Pianistin, Dirigentin und Komponistin
- 1974: Alexander Procofieff De Seversky, US-amerikanischer Luftfahrtingenieur
- 1976: Louis Delvaux, belgischer Jurist, Journalist und Politiker, Minister, Richter am Europäischen Gerichtshof
- 1977: Happy Wilson, US-amerikanischer Country-Musiker
- 1978: Louis Prima, US-amerikanischer Musiker und Sänger
- 1978: Feliks Rybicki, polnischer Komponist, Dirigent und Musikpädagoge
- 1979: Hanna Reitsch, deutsche Flugpionierin
- 1979: Nakano Shigeharu, japanischer Schriftsteller
- 1982: Giorgio Abetti, italienischer Astronom
- 1983: Scott Nearing, US-amerikanischer Umweltschützer und Schriftsteller
- 1985: Paul Creston, US-amerikanischer Komponist
- 1985: Morrie Ryskind, US-amerikanischer Autor
- 1989: André Carré, französischer Autorennfahrer
- 1989: Willem Karel Hendrik Karstens, niederländischer Botaniker
- 1991: Sergei Fjodorowitsch Achromejew, sowjetischer Militär und Marschall der Sowjetunion
- 1993: Georges Mercure, kanadischer Benediktinermönch, Organist, Chorleiter und Komponist
- 1994: Wolf von Aichelburg, rumänisch-deutscher Schriftsteller
- 1995: Zbyněk Brynych, tschechischer Regisseur
- 1996: Jean Aurel, französischer Drehbuchautor und Filmregisseur
- 1996: James Saunders, US-amerikanischer Tänzer, Choreograph und Bewegungslehrer
- 1997: Werner Abrolat, deutscher Schauspieler
- 1997: Luigi Villoresi, italienischer Formel-1-Rennfahrer
- 1998: Adriaan Schuurman, niederländischer Kirchenmusiker, Liturgiker und Musikpädagoge
- 1999: Roberto Bussinello, italienischer Autorennfahrer
- 1999: Alexandre Lagoya, ägyptischer Gitarrist
- 2000: Andy Hug, Schweizer Kampfsportler

### 21. Jahrhundert
- 2001: Jane Greer, US-amerikanische Schauspielerin
- 2001: Donald A. Prater, britischer Schriftsteller, Germanist und Diplomat
- 2002: Cornelis Johannes van Houten, niederländischer Astronom
- 2003: Herbert Otto, deutscher Schriftsteller
- 2003: Wilfred Thesiger, britischer Forschungsreisender
- 2004: Irmgard Düren, Moderatorin des Fernsehens der DDR
- 2004: Elisabeth Kübler-Ross, schweizerisch-US-amerikanische Medizinerin
- 2005: William J. Eaton, US-amerikanischer Journalist

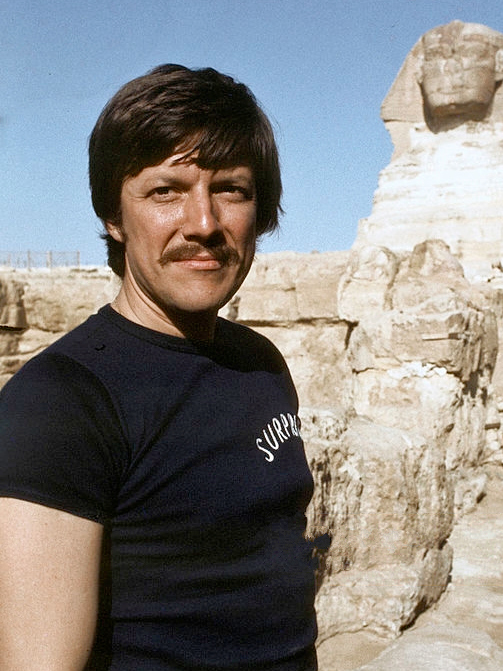
Ambrogio Fogar († 2005)

- 2005: Ambrogio Fogar, italienischer Abenteurer
- 2006: Herbert Hupka, deutscher Journalist und Politiker, MdB
- 2006: Fernanda de Utrera, spanische Flamenco-Sängerin
- 2007: Hansjörg Felmy, deutscher Film- und Theaterschauspieler
- 2008: Tonino Ascari, italienischer Autorennfahrer und Unternehmer
- 2008: Hansi Lang, österreichischer Sänger und Schauspieler
- 2009: Wolf Leder, deutscher Kostüm- und Bühnenbildner
- 2009: Toni Sailer, österreichischer Skirennläufer und Schauspieler, mehrfacher Olympiasieger
- 2010: Satoshi Kon, japanischer Drehbuchautor und Regisseur
- 2012: Wanda Döhring, deutsche Verbandsfunktionärin
- 2012: Metin Kurt, türkischer Fußballspieler

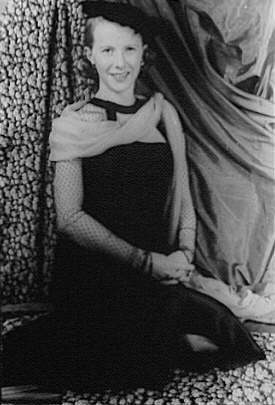
Julie Harris († 2013)

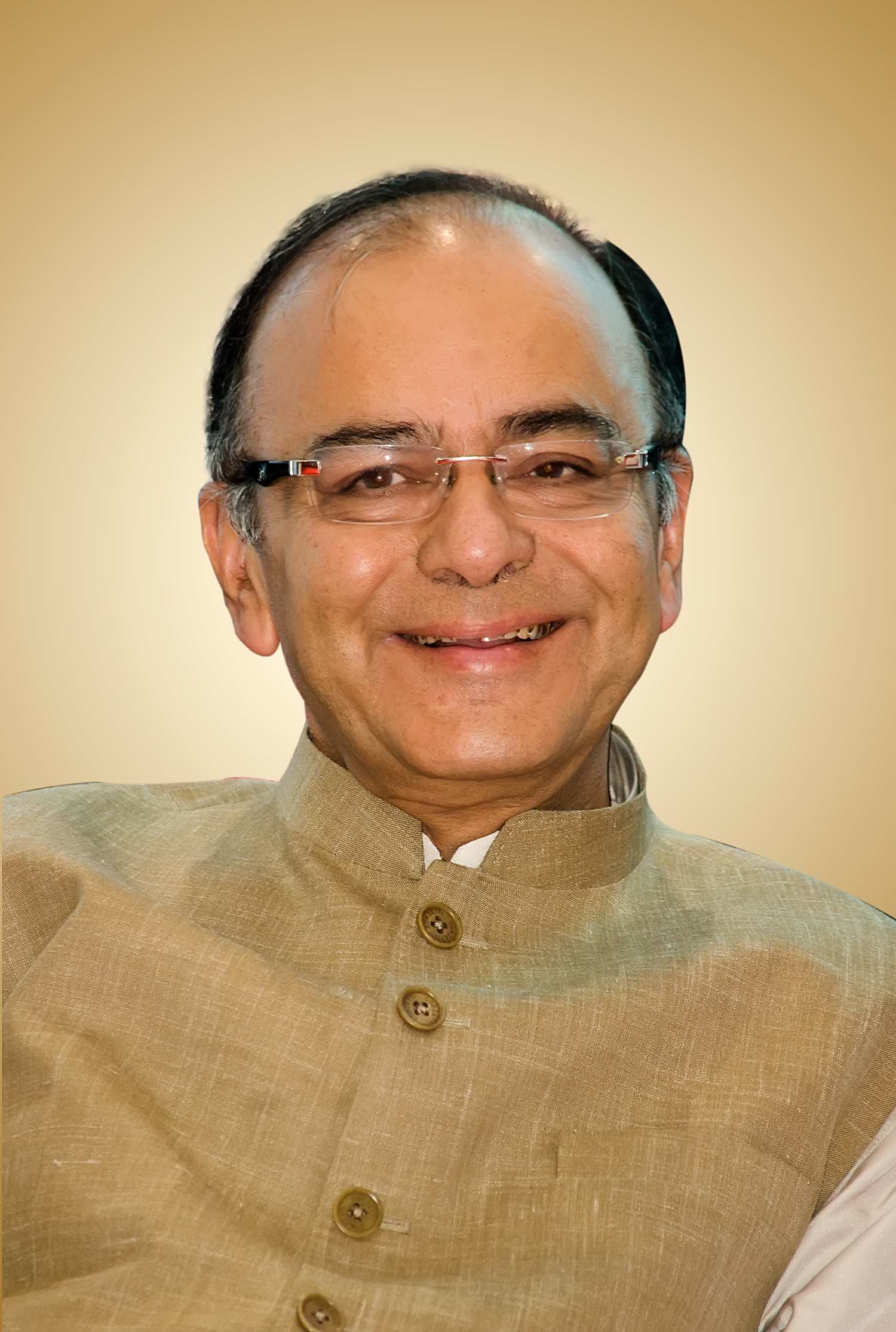
Arun Jaitley († 2019)

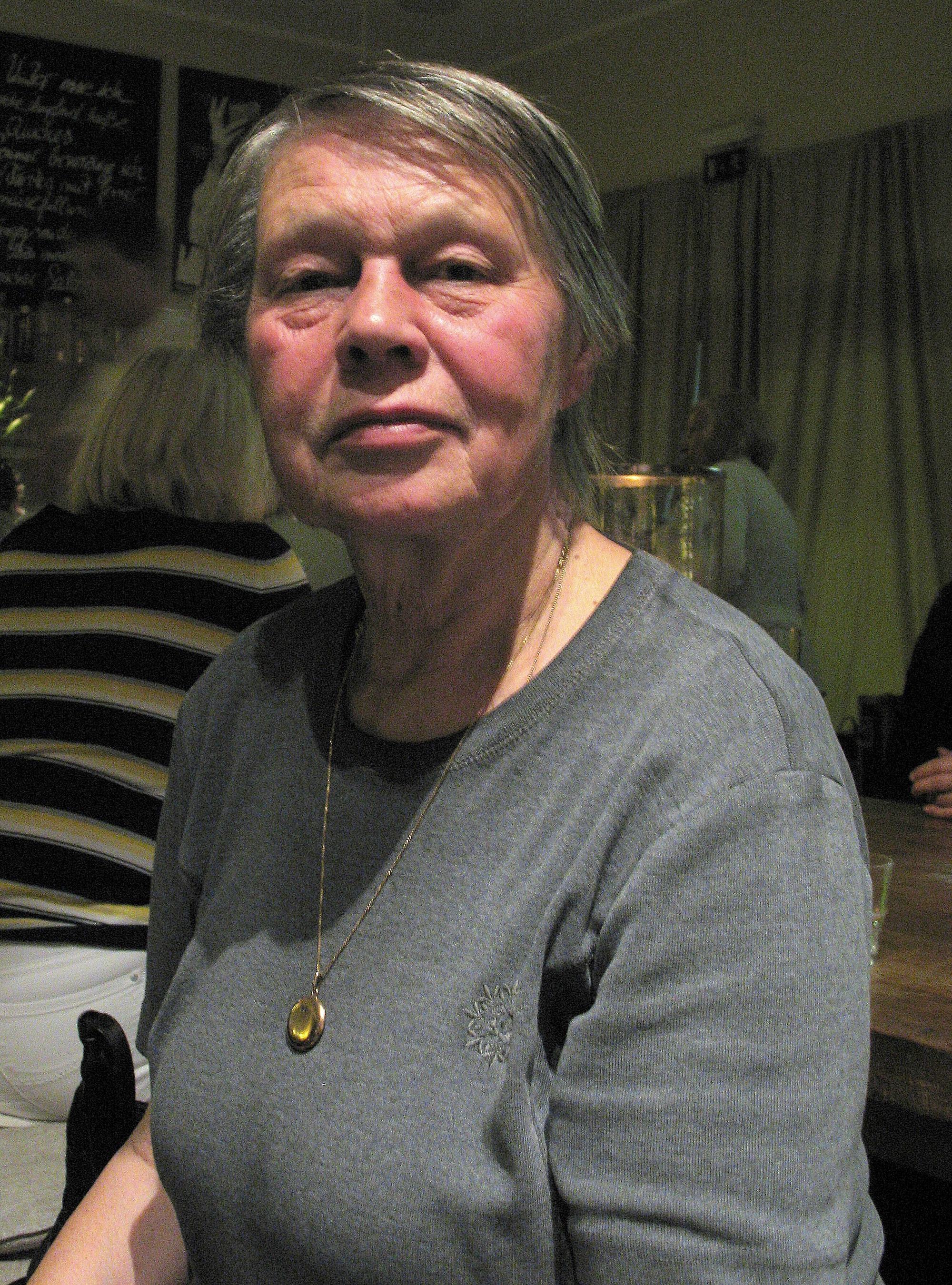
Erika Richter († 2020)

- 2013: Julie Harris, US-amerikanische Schauspielerin
- 2013: Martin Scheffler, deutscher Ingenieurwissenschaftler
- 2014: Richard Attenborough, britischer Schauspieler und Filmregisseur
- 2014: Walter Pradt, deutscher Fußballspieler
- 2015: Peter Ebinger, österreichischer Dressurreiter
- 2015: Justin Wilson, britischer Automobilrennfahrer
- 2016: Michel Butor, französischer Schriftsteller
- 2016: Walter Scheel, deutscher Politiker, MdL, MdB, MdEP, Bundesminister, Bundespräsident
- 2016: Henning Voscherau, deutscher Rechtsanwalt, Notar und Politiker
- 2017: Axel Bernstein, deutscher Politiker
- 2017: Evelyn Hartnick-Geismeier, deutsche Bildhauerin und Medailleurin
- 2018: Alexander von Elverfeldt, deutscher Land- und Forstwirt
- 2018: Uri Katzenstein, israelischer bildender Künstler, Bildhauer, Musiker, Erbauer von Musikinstrumenten und Klangmaschinen sowie Filmemacher
- 2019: Arun Jaitley, indischer Politiker
- 2019: Sidney Rittenberg, US-amerikanischer Dolmetscher
- 2020: Pascal Lissouba, kongolesischer Politiker
- 2020: Erika Richter, deutsche Dramaturgin
- 2020: Wolfgang Uhlmann, deutscher Schachspieler
- 2020: Paul Wolfisberg, Schweizer Fußballspieler und -trainer
- 2021: Kyle Anderson, australischer Dartspieler
- 2021: Hissène Habré, tschadischer Politiker
- 2021: Charlie Watts, britischer Musiker (Rolling Stones)
- 2022: Kazuo Inamori, japanischer Unternehmer

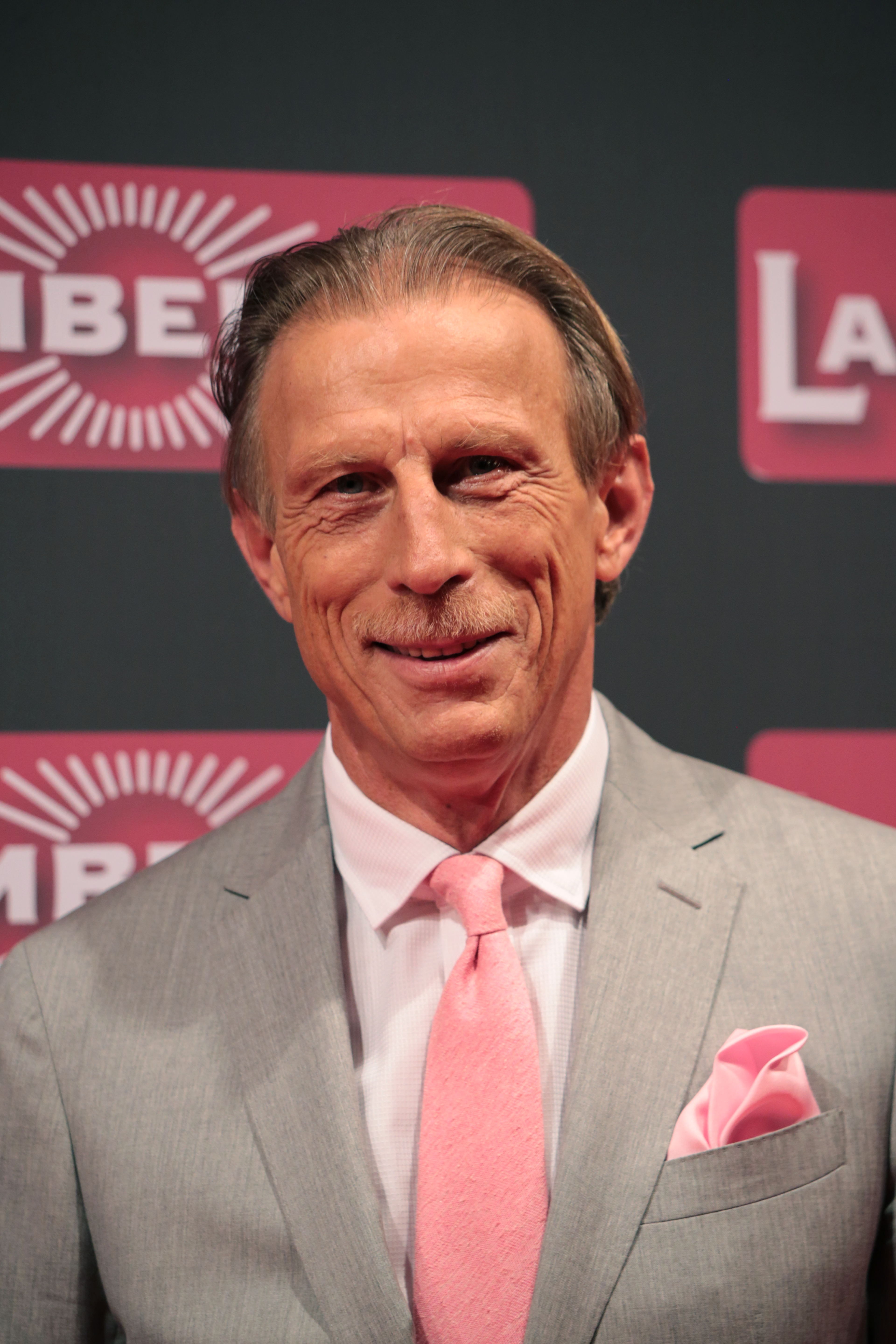
Christoph Daum († 2024)

- 2024: Christoph Daum, deutscher Fußballspieler und -trainer

## Feier- und Gedenktage
- Kirchliche Gedenktage
  - Hl. Bartholomäus, Apostel, Märtyrer und Schutzpatron (anglikanisch, evangelisch, katholisch)

- Namenstage
  - Bartholomäus, Emilia, Isolde, Michaela

- Staatliche Feier- und Gedenktage
  - Ukraine: Unabhängigkeitstag der Ukraine (von der Sowjetunion, seit 1992)

Weitere Einträge enthält die Liste von Gedenk- und Aktionstagen.